# Sculpture espagnole

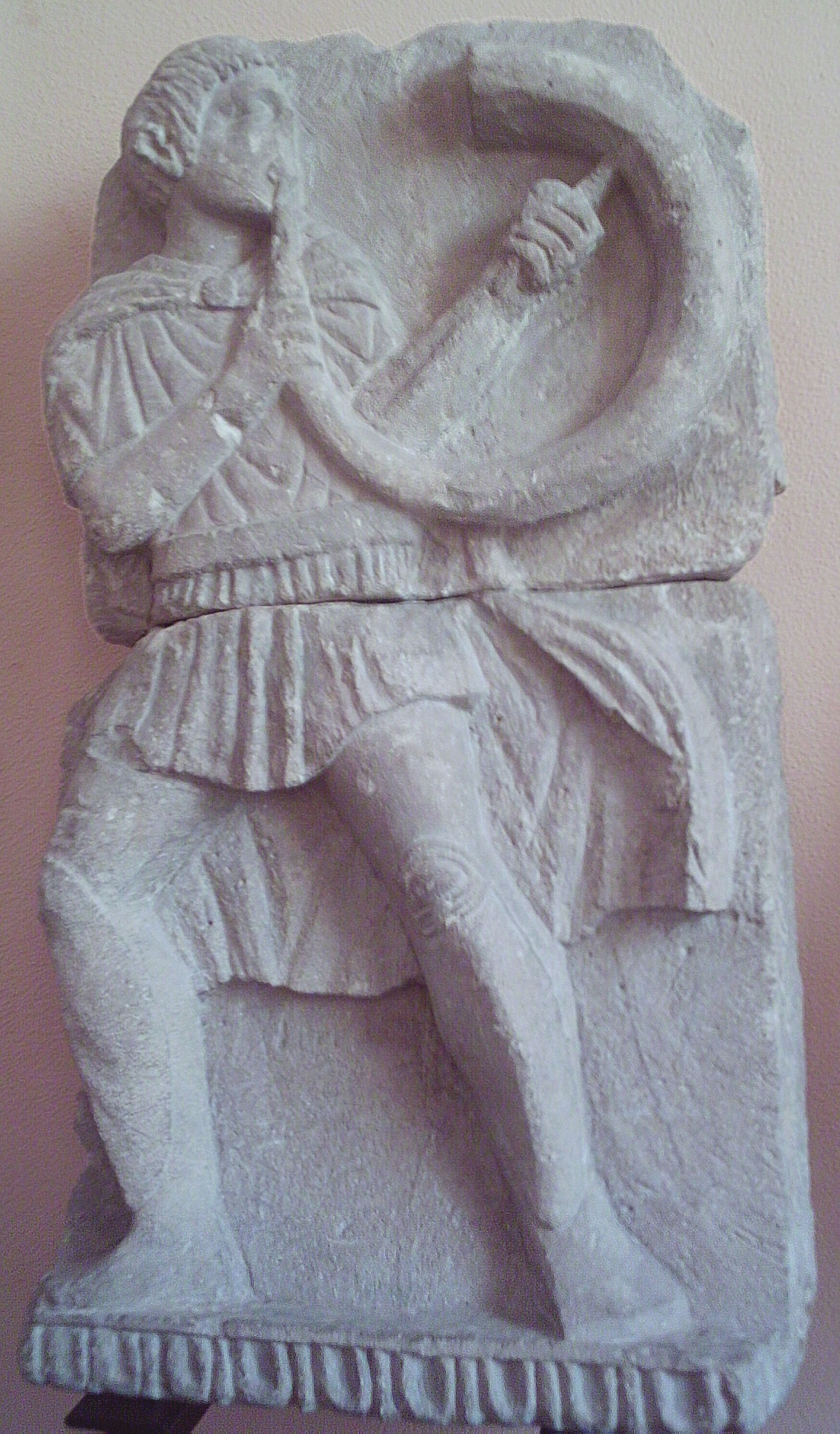
Bas-relief appartenant aux « sculptures d'Osuna », de la ville turdétane de Urso, actuelle Osuna, (du au).

La sculpture d'Espagne ou sculpture espagnole sont des dénominations de la sculpture artistique en Espagne tout au long de son histoire. L'expression « école espagnole de sculpture » bien que plus ambiguë, est aussi employée en histoire de l'art.

## Préhistoire
À l'exception de la Dame d'Arlanpe (une œuvre schématique d'environ 17 500 ans gravée dans une grotte de Biscaye, sur un bloc de calcaire de 70 kg, qui serait l'un des plus anciens exemples du type Gönnersdorf-Lalinde), et possiblement une autre à El Torcal aucun autre échantillon de Vénus paléolithique n'a été trouvé dans la partie espagnole de la zone franco-cantabrique, mais d'autres types de sculptures abondent, tant en relief qu'en ronde-bosse, et dans différents matériaux.

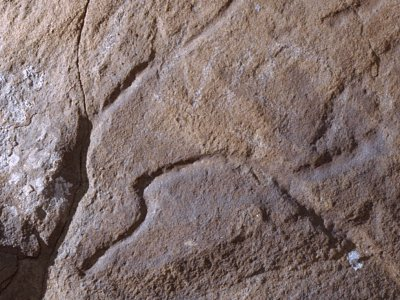
Relais rupestre que représente une tête de cheval, Grotte du Maure (Tarifa, actuelle province de Cadix).
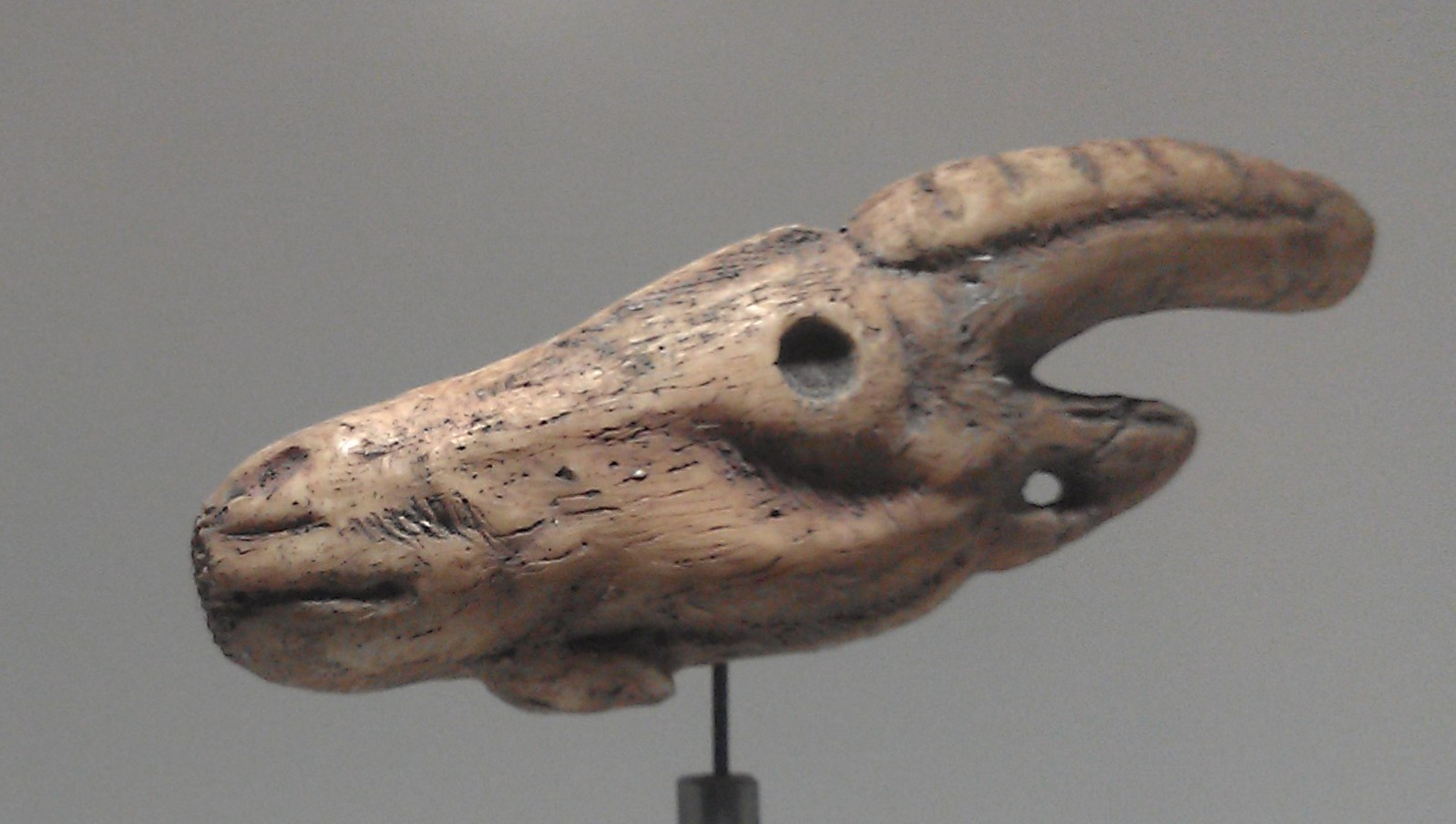
Sculpture en bois de cerf, grotte de Tito Bustillo (Ribadesella, Asturies).
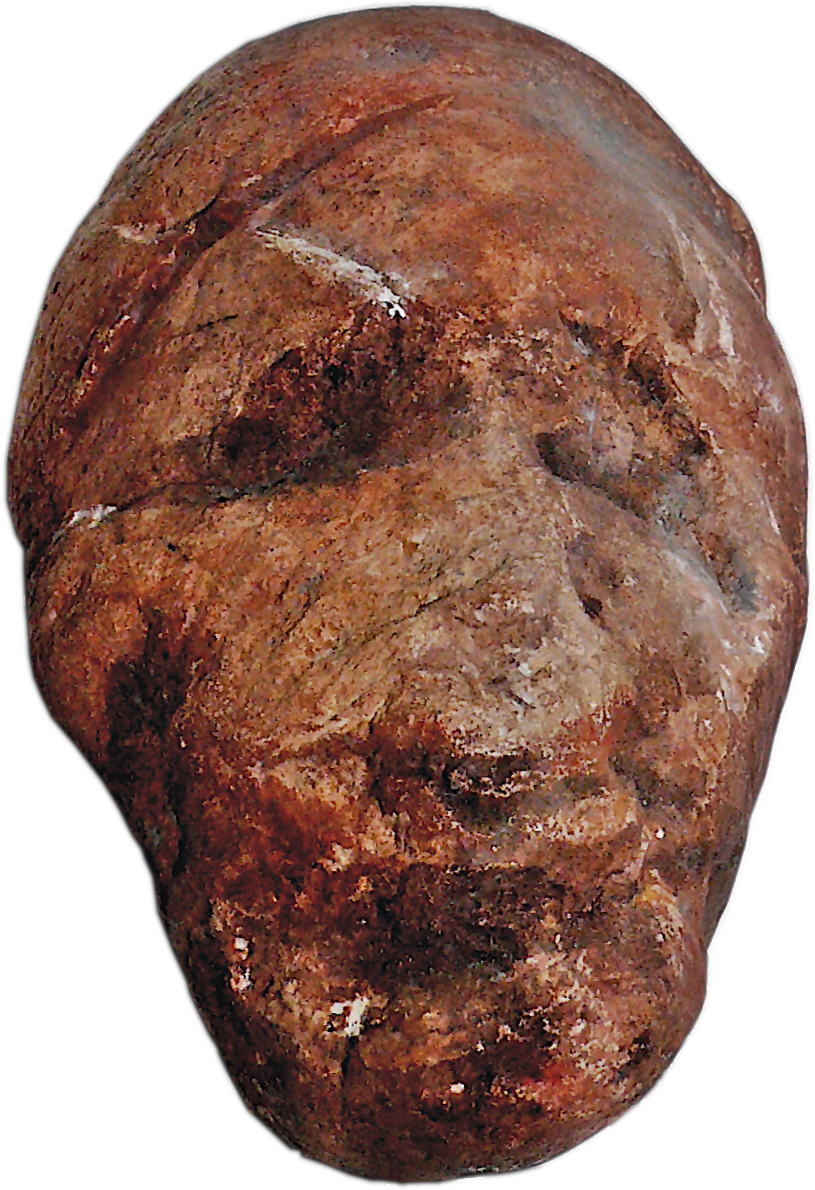
Tête en quartzite, abri de Entrefoces.
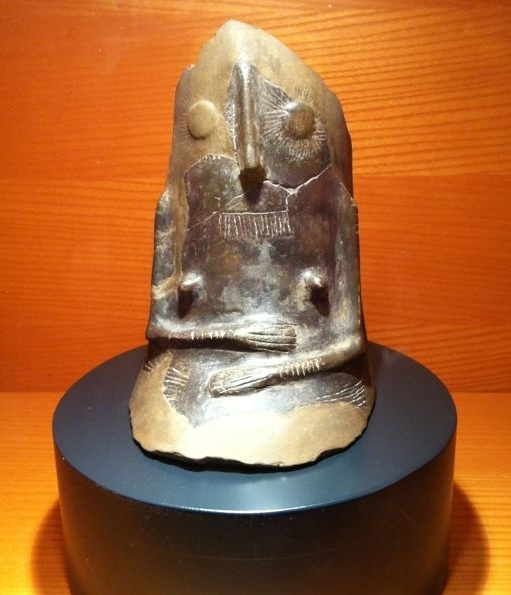
la Vénus de Gavá.

## Antiquité

### Sculpture préromaine

#### Peuples autochtones

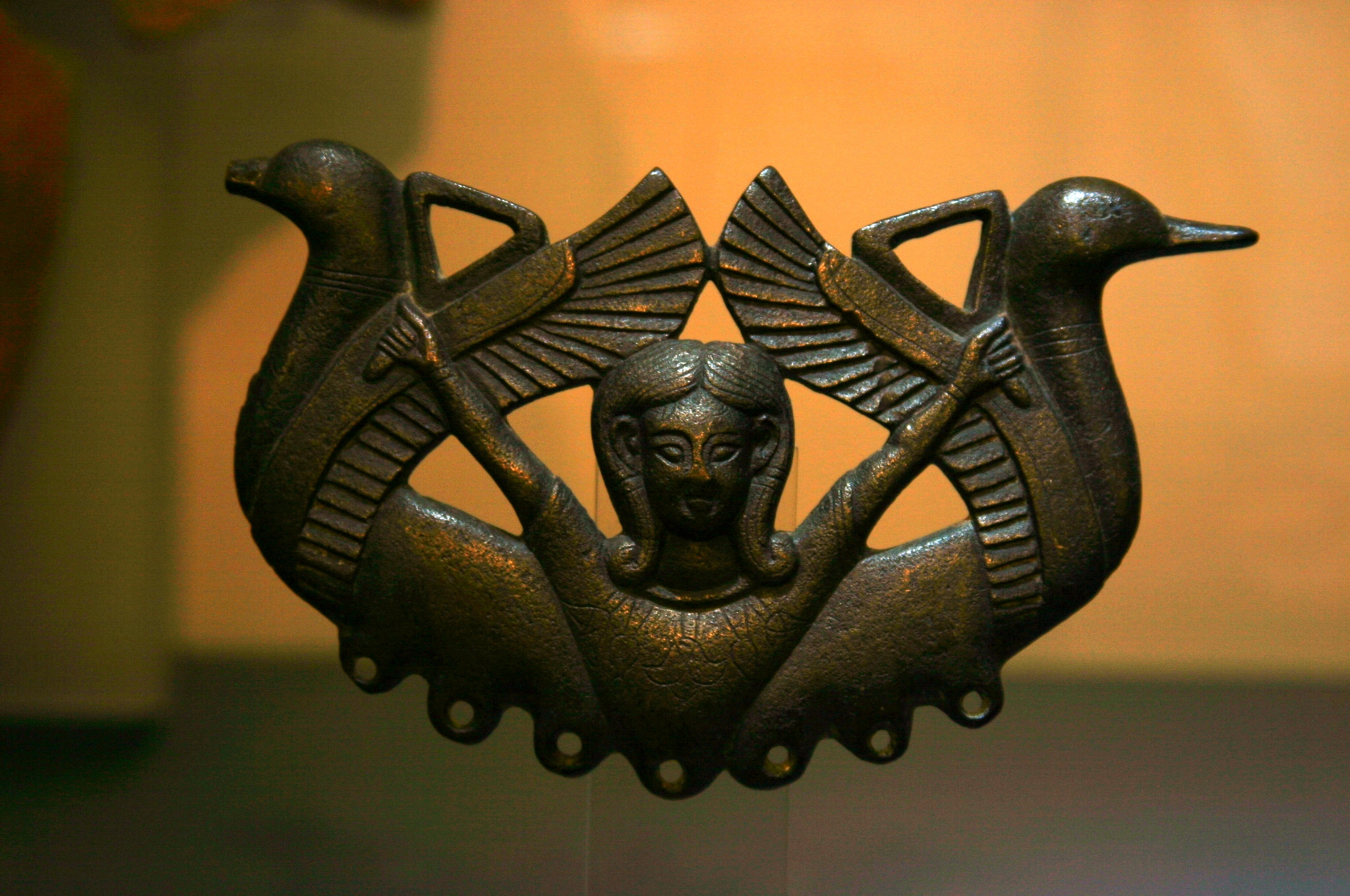
Bronze Carriazo, Tartessos.
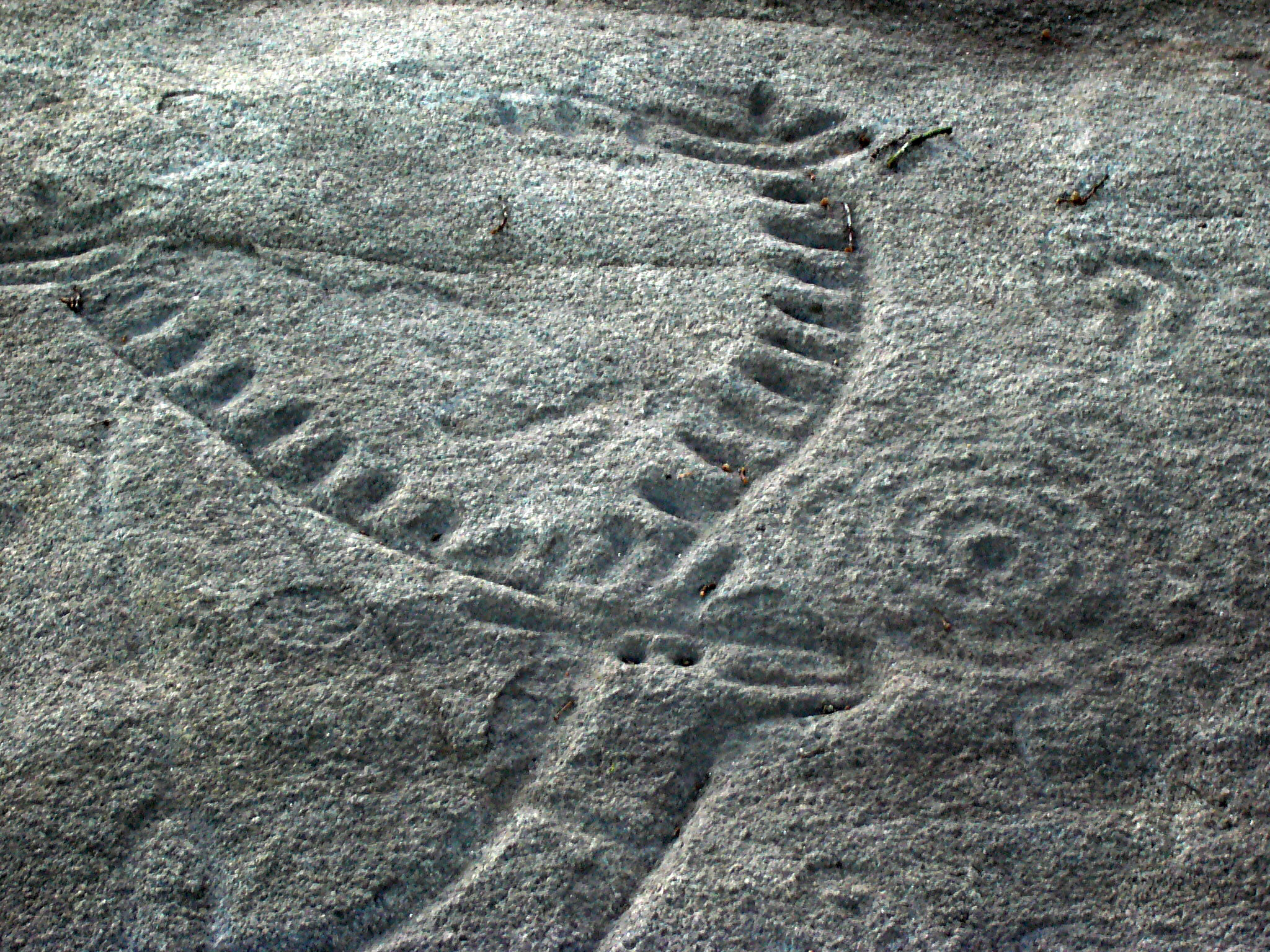
Cerf de Laxe dos Carballos (Campo Lameiro).
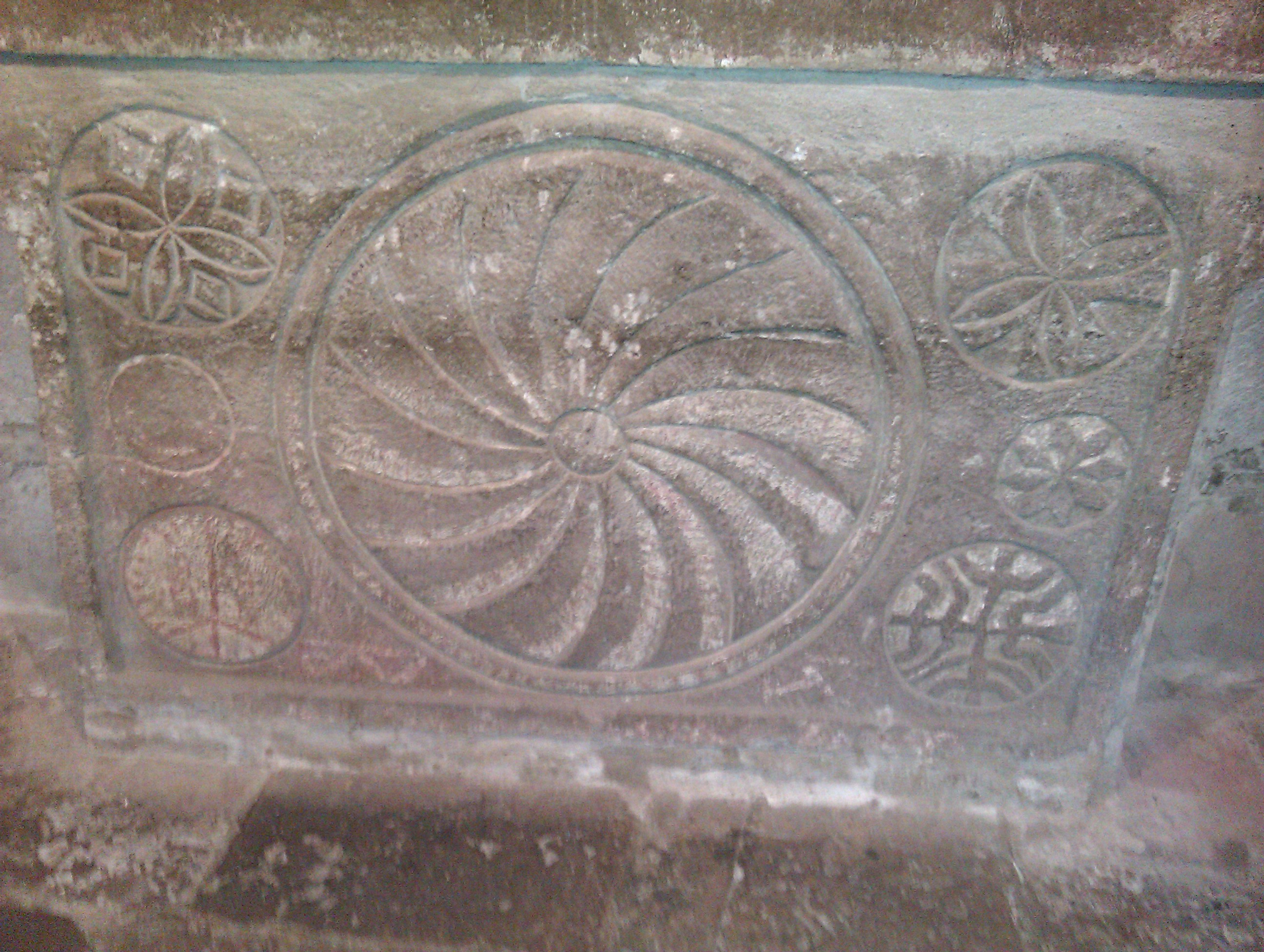
gravure cantabre réutilisée pour un autel chrétien dans l'église Sainte-Marie de Lebeña.
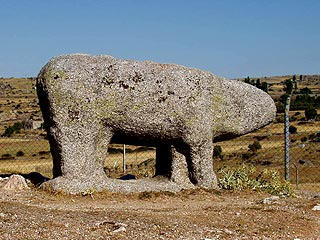
Verraco de Mingorría.

Les rares échantillons mais raffinés, du Tartessien dans le sud-ouest de la péninsule, sont liés à la sculpture phénicienne, et seraient les plus anciennes productions sculptées d'une civilisation protohistorique en Espagne.
Au nord de la péninsule ont été conservés, les pétroglyphes galiciens-portugais (dont la datation est controversée, car ils dérivent d'une tradition maintenue dans la région depuis l'époque post-paléolithique) et les stelles cantabriques (es).
La sculpture des celtes des régions du centre-ouest est principalement représentée par les verracos, figures d'animaux ressemblant à des taureaux, probablement esprits protecteurs de l'élevage. Les mégalithes sculptés de Taureaux de Guisando (dans la Province d'Ávila) en sont caractéristiques.
La sculpture a eu plus de développement chez les Ibères, qui en plus de produire la sculpture animalière (Bicha de Balazote, Pozo Moro), ont comme pièces principales les dites « Dames ibériques », représentations de déesses ou de prêtresses, richement vêtues, comme les célèbre Dame d'Elche ou la Dame de Baza. L'influence punique dans ces sculptures, du sud-est de la péninsule, ainsi que leur datation, est douteuse ; tandis que le caractère punique de ceux de la nécropole carthaginoise d'Ibiza ne fait aucun doute. 

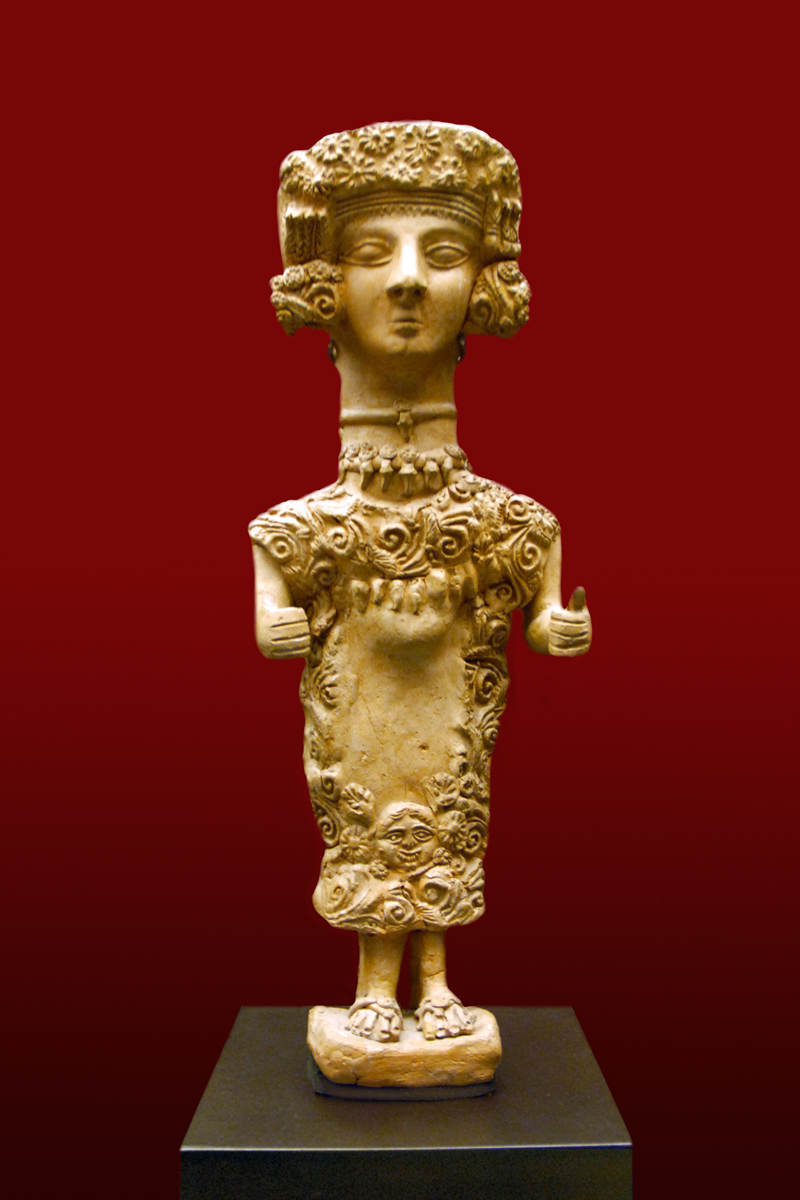
Dame d'Ibiza
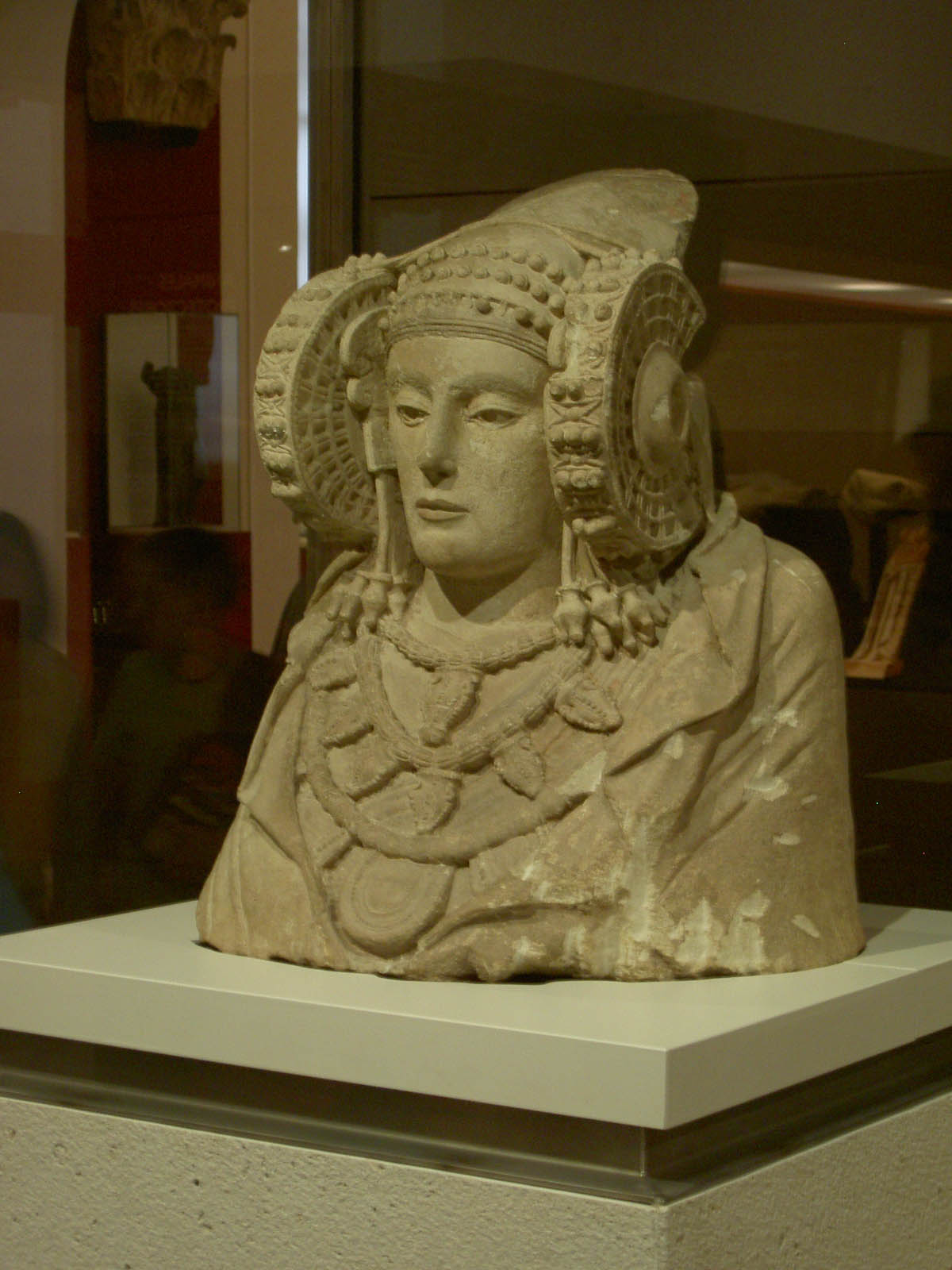
Dame d'Elche
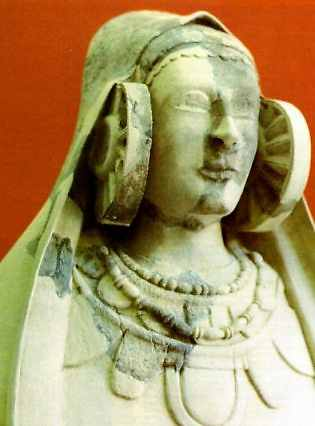
Dame de Guardamar (es) ou de Cabezo Lucero
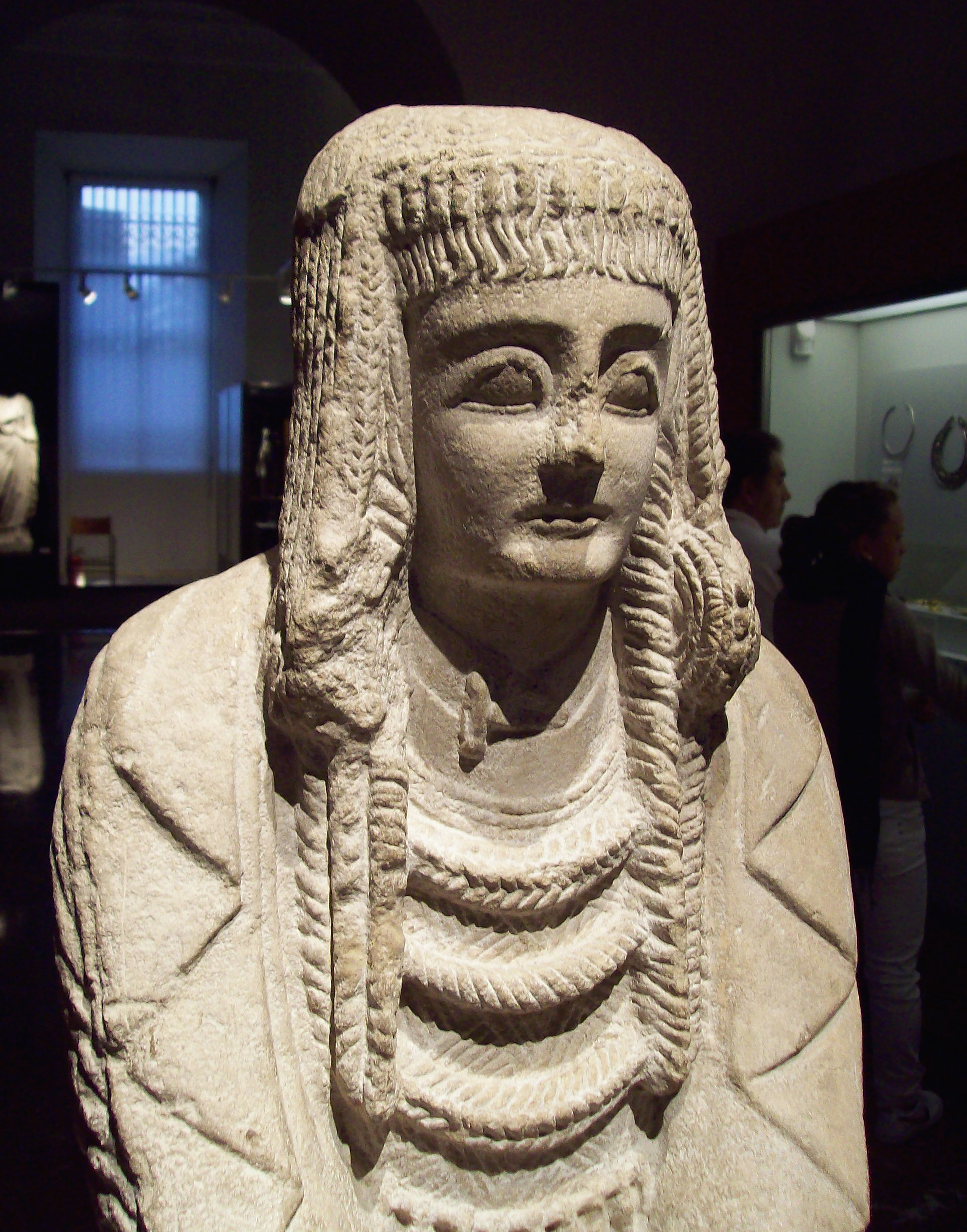
Grande Dame en offrande du Cerro de los Santos
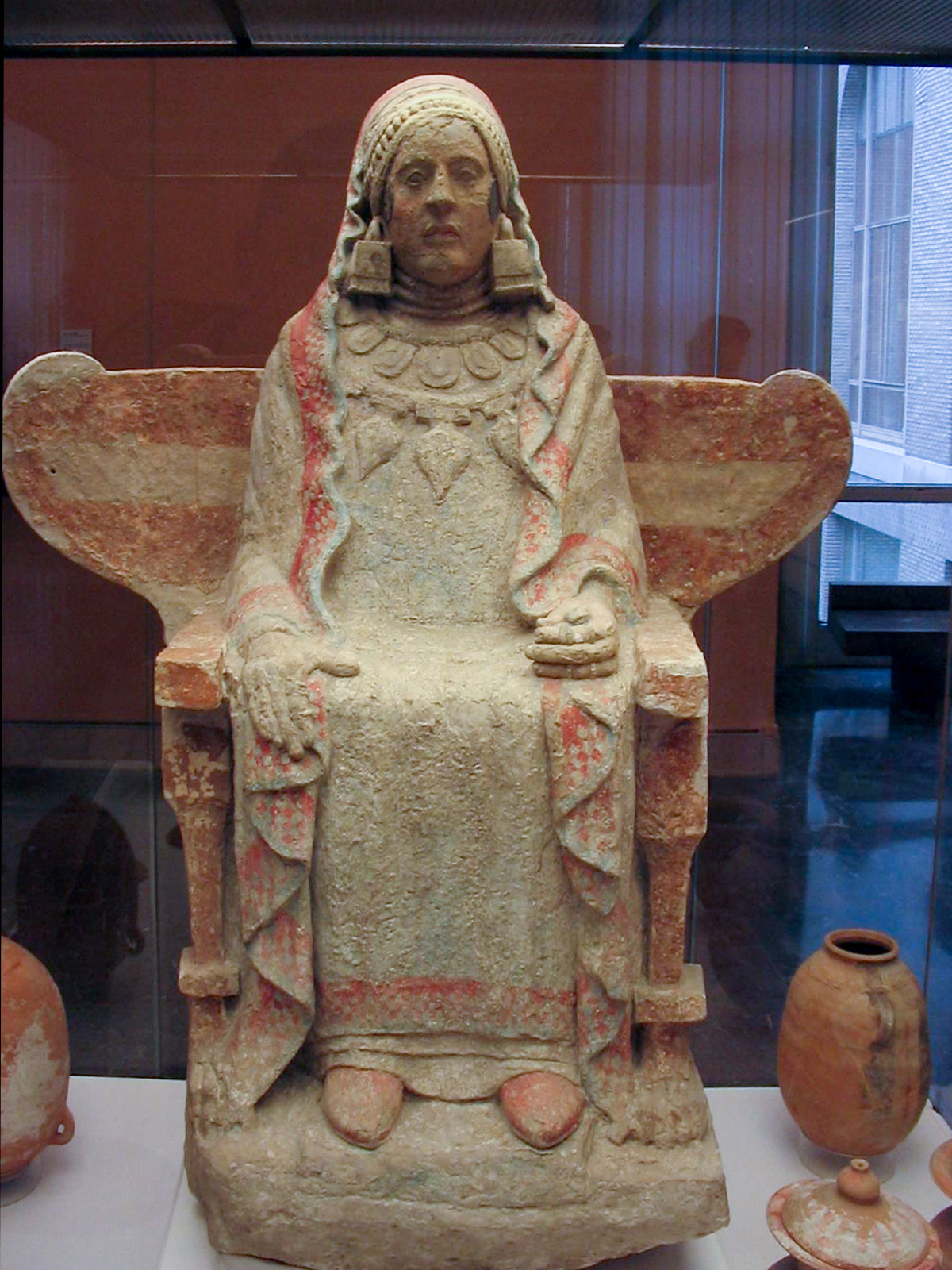
Dame de Baza

,,,
- Petroglyphe d'El Cementerio sur l'île de Palma<ref>(es) Green Fairy, « Descubiertos 45 antiguos santuarios en las costas de la isla canaria de La Palma », sur Ancient Origins España y Latinoamérica (consulté le 5 décembre 2022)</ref>

#### Peuples colonisateurs
- L'Asclépios de Mérida, IIIe siècle av. J.-C., actuellement identifié comme Serapis. C'est considéré comme « la meilleure sculpture grecque en pierre de la Méditerranée occidentale et la seule de grandes proportions trouvée dans la péninsule ibérique »[11],[12].
- Sarcophages anthropomorphes phéniciens de Cadix, Ve siècle ; qui n'ont de comparaison qu'avec ceux trouvés à Palerme (Sicile). Il n'est pas établi s'il s'agit de l'œuvre d'un atelier local ou d'une importation de la Méditerranée centrale ou orientale[13].

### Sculpture romaine
Pendant les plus importants moments de la domination romaine, des reproductions et des imitations notables de sculptures mythologiques classiques grecques et romaines ont été sculptées sur la péninsule, des portraits d'empereurs en bustes et statues, et de précieux reliefs sur certains sarcophages et ainsi que de belles sculptures en joaillerie — dans l'ancienne Clunia une grande quantité en a été extraite — comme en témoignent les trouvailles fréquentes qui enrichissent différents musées espagnols. Parmi ces travaux se distinguent :
- la Diane chasseresse, le Vertumno et le Mercure du site d'Itálica[15].
- la Cérès, les statues en robe et le Vase de Bacchus, en agate, de Mérida[16].
- les bustes de Trajan, Hadrien, Véro et Commode à Tarraco[17].
- la statue assise d'Hadrien en habit de Jupiter à Burgos.

De nombreuses statues de bronze et d'argile ont également été trouvées dans toute la Péninsule, représentant généralement Hercule et Mercure avec leurs attributs respectifs et divers autres sculptures d'ornementation.
Le sarcophage le plus remarquable est celui de Husillos, Province de Palencia, avec des reliefs mythologiques. Le sarcophage de Covarrubias, que certains ont considéré comme chrétien, est un tombeau en marbre de genre païen qui pourrait remonter au IIIe siècle. Sur la face, il porte le portrait de deux époux défunts sur un clipeus central, flanqué de courbes appelées strigiles ; aux extrémités d'une même face des scènes pastorales sont représentées. Il a servi de sépulture à partir du Xe siècle à Sancha de Pamplona, épouse du comte Fernán González.

"Petroglyphe
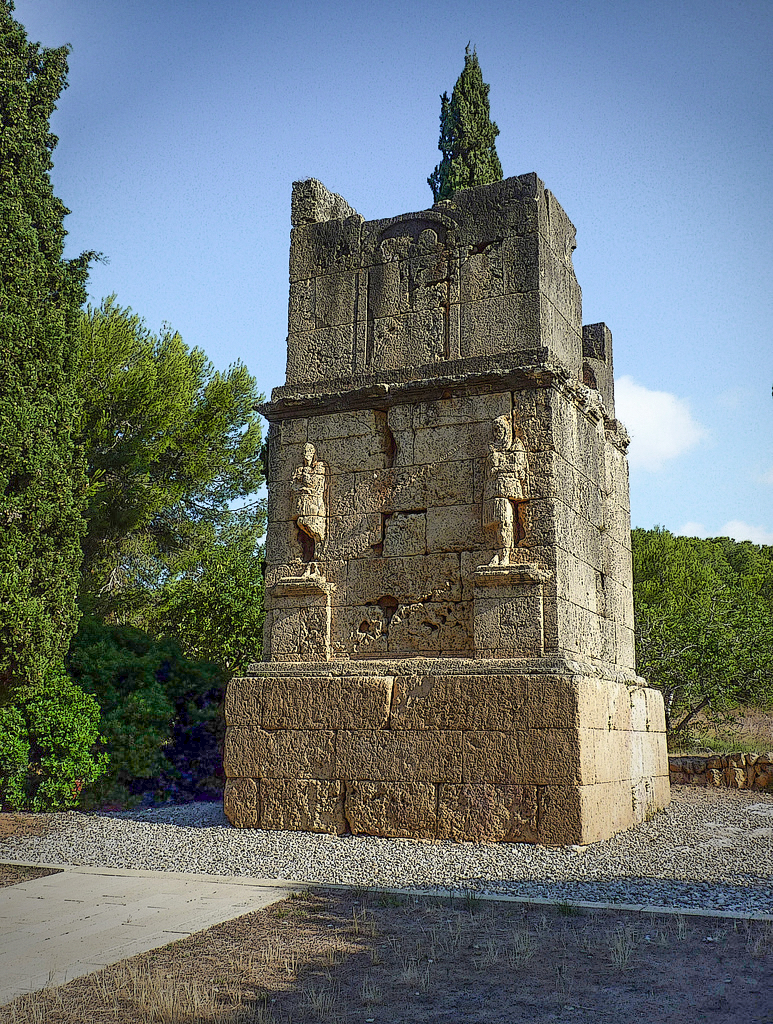
Tour des Scipions, Tarraco
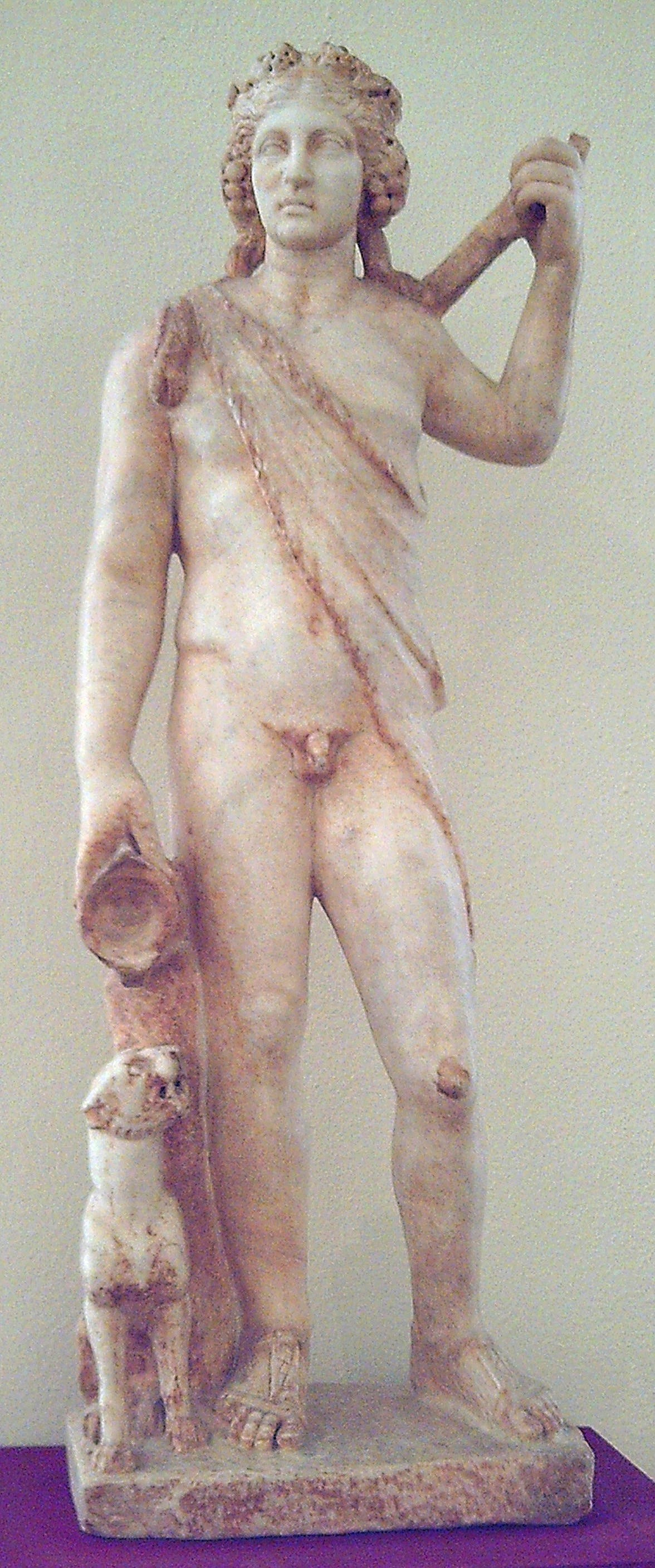
Bacchus d'Aldaya (es)
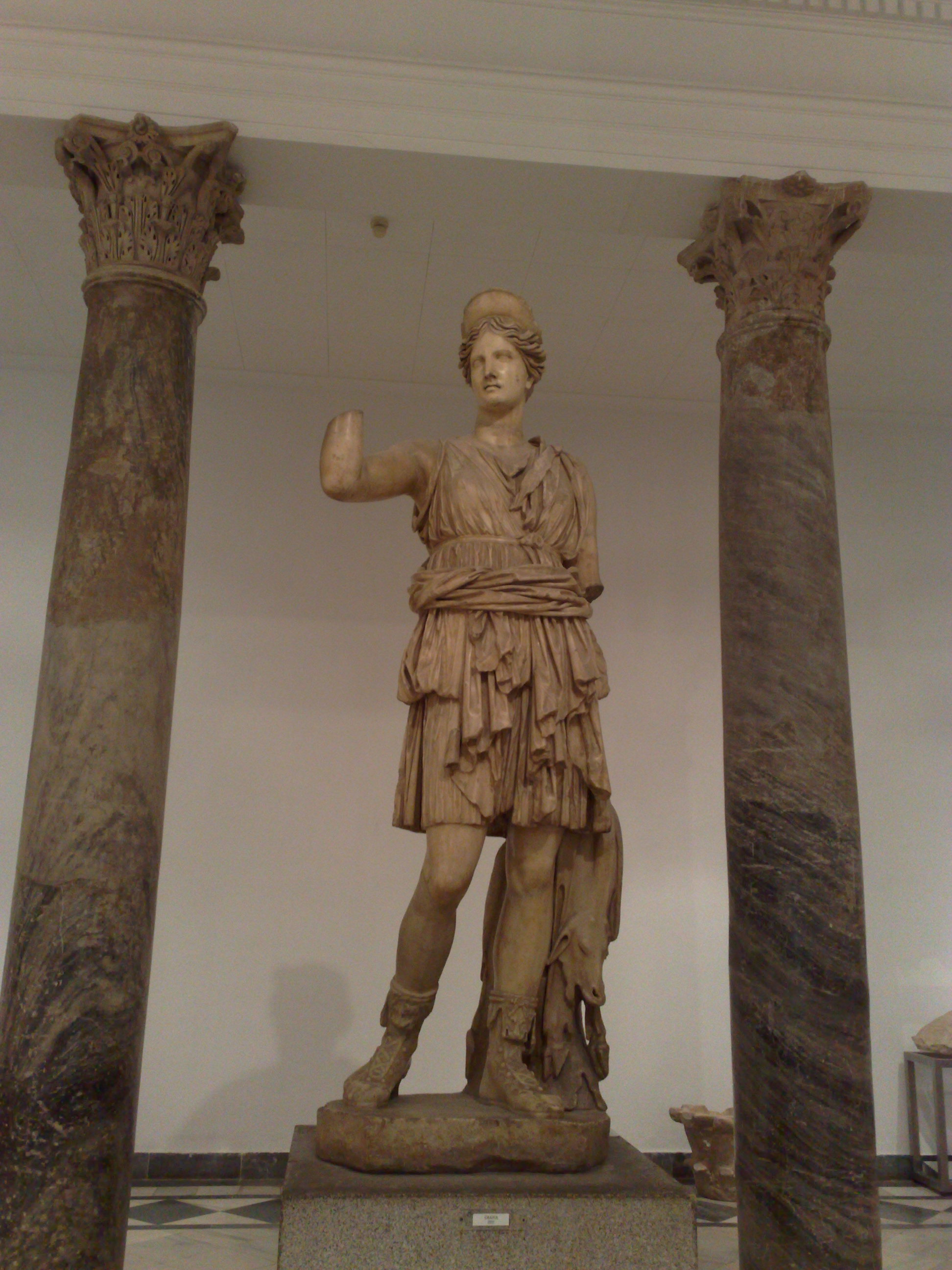
Diane chasseresse, italique
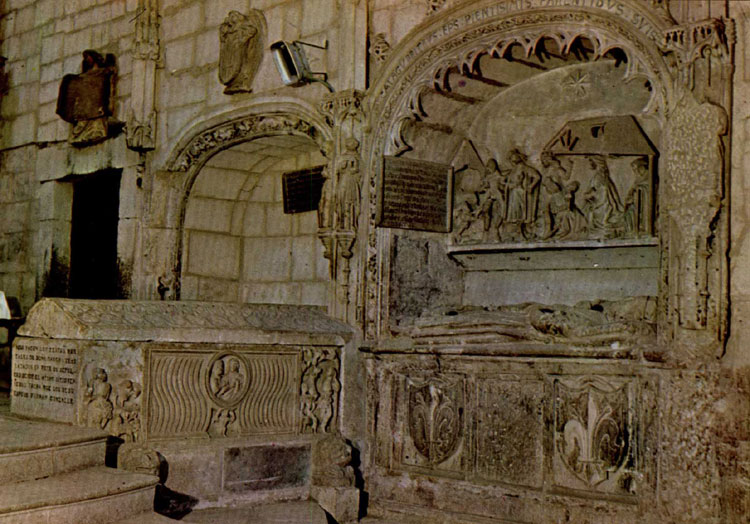
Le sépulcre de Doña Sancha parmi d'autres dans la Collégiale de Covarrubias.

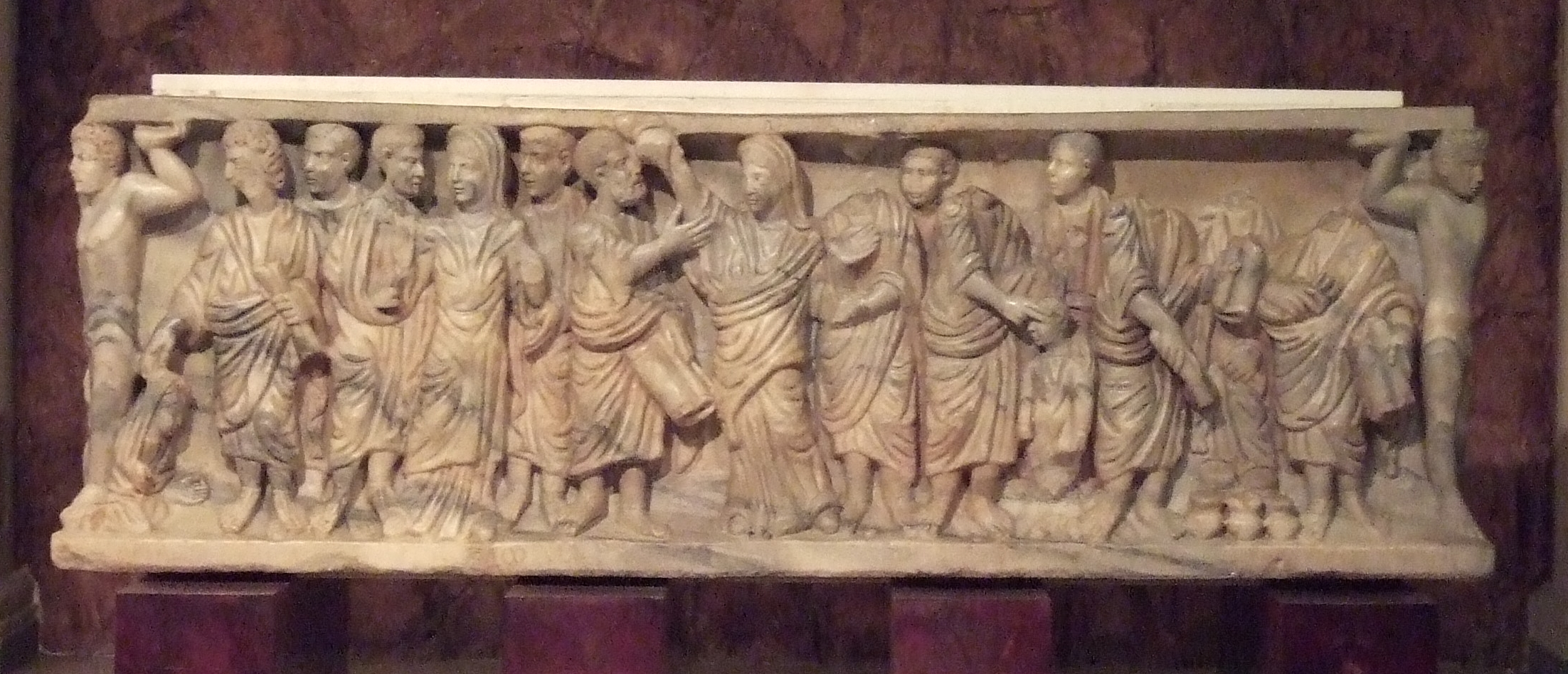
Sarcophage dit Receptio animae ou de l' Assomption, 330-350.

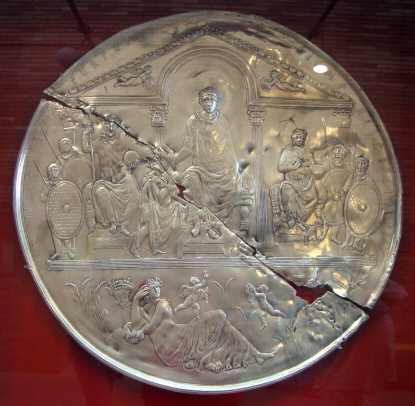
Disque de Théodose, 388 ou 393.

### Sculpture paléochrétienne
La sculpture paléochrétienne a surtout laissé des sarcophages, qui pour beaucoup sont richement décorés de strigiles, de scènes bibliques et de représentations allégoriques. Celui de Leocadius à Tarragone et celui de la Basilique de Santa Engracia à Saragosse se distinguent. Certaines statues sur pied sont également conservées, dont plusieurs sur le thème du Bon Pasteur, des pierres tombales et des mosaïques qui, dans leur technique et de leur choix de couleurs, suivent les modèles romains.

## Moyen Âge

### Sculpture préromane
Les racines de la sculpture romane espagnole se trouvaient dans les reliefs wisigoths et les constructions asturiennes de construction grossière.

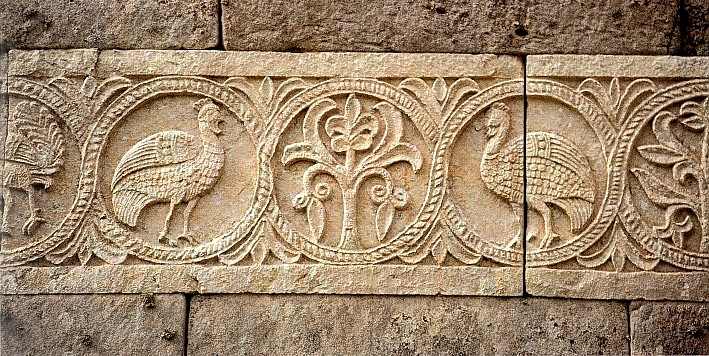
Bas-relief wisigoth de l'Église Sainte-Marie de Quintanilla de las Viñas
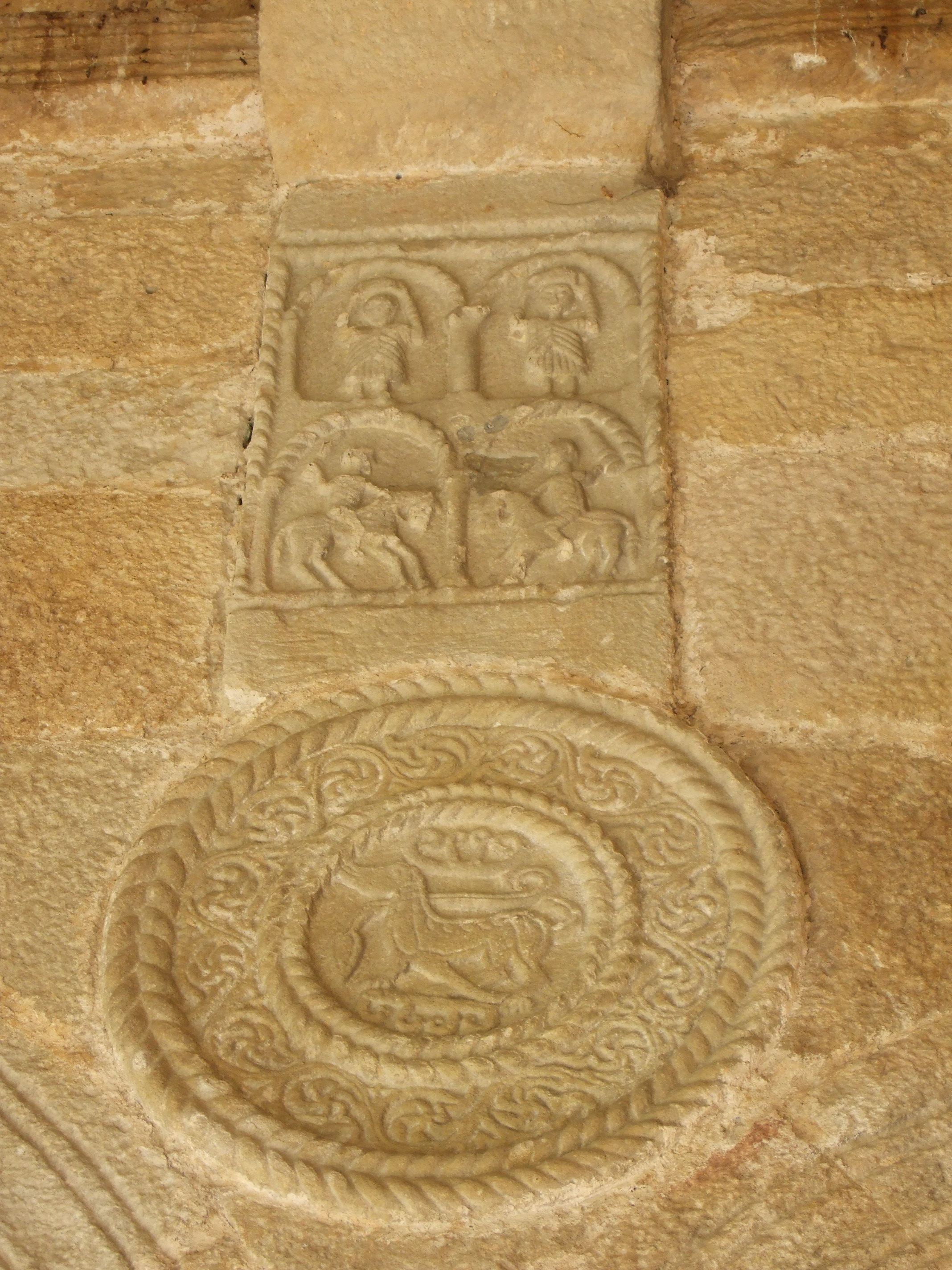
Relief de l'intérieur de Santa María del Naranco
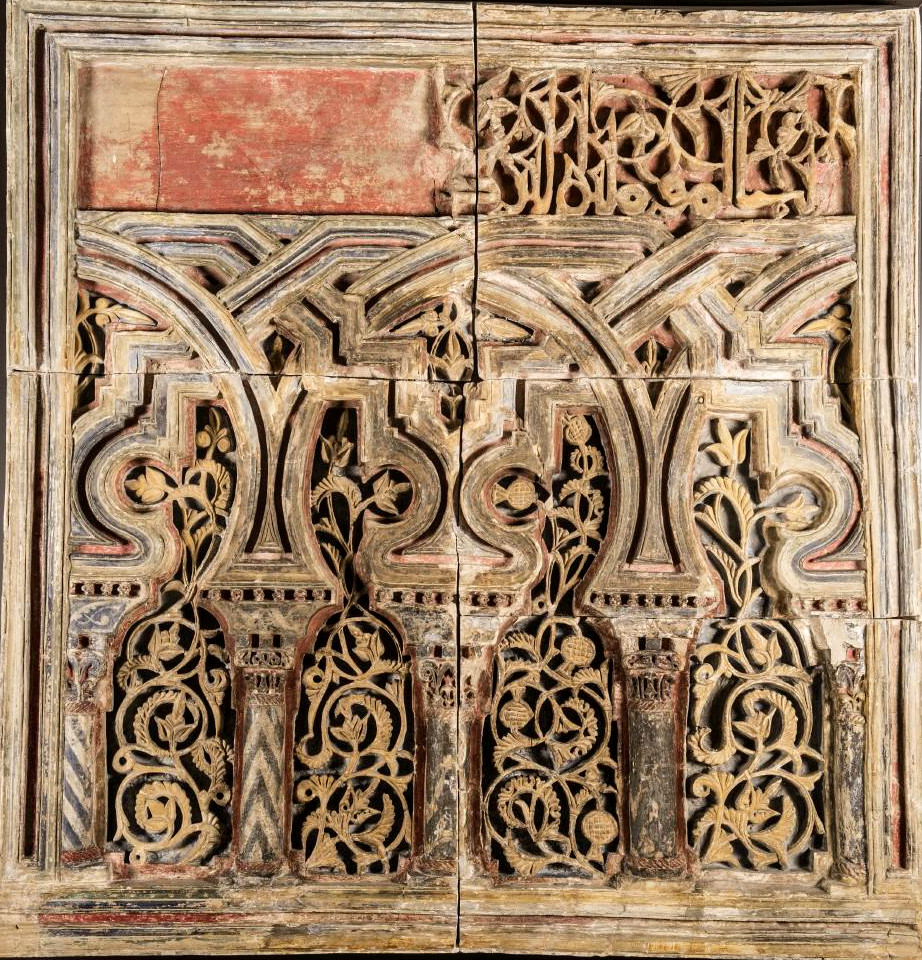
Frise de la salle dorée du palais de l'Aljafería, art taïfa
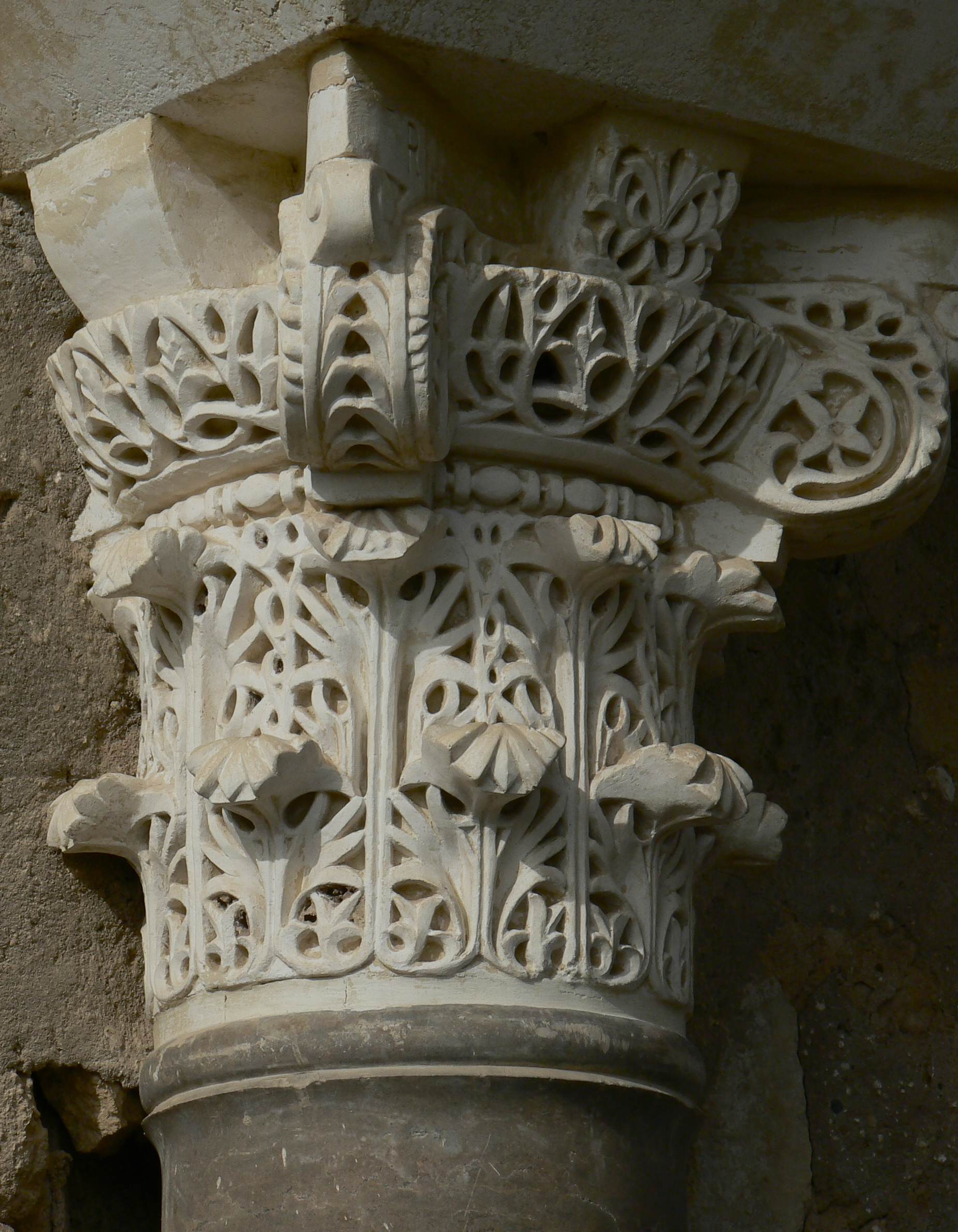
Capitale de Médine Azahara, art califal

### Sculpture andalouse
La sculpture andalouse a eu un développement très limité en raison de l'aniconisme islamique, mais quelques productions figuratives sont quand même arrivées à nous. Le décor géométrique ou végétal en frises et reliefs y est très présent.

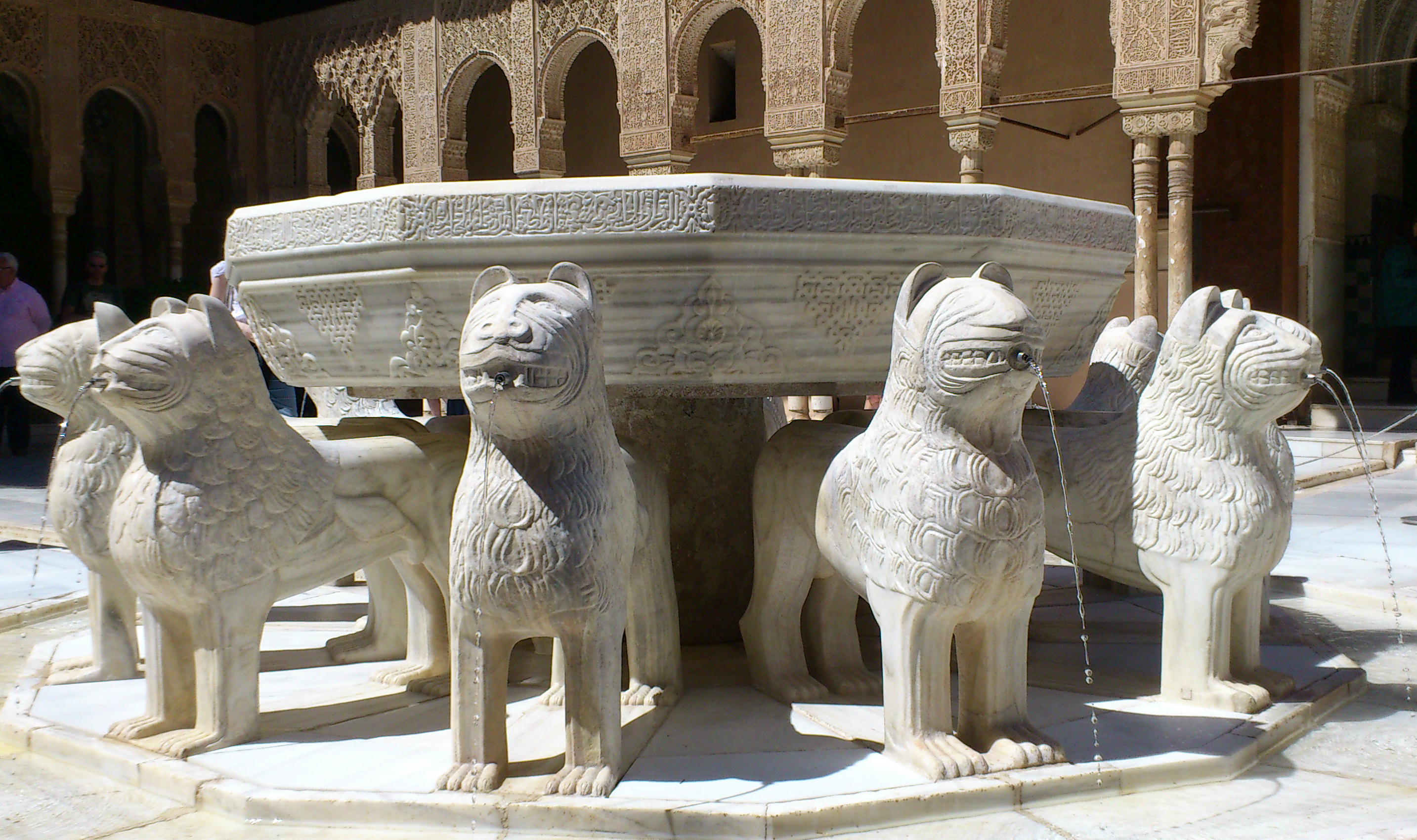
Fontaine des Lions à l'Alhambra, art nasride

### Sculpture romane
Les courants artistiques d'origines variées qui pénétrèrent la Péninsule aux siècles de la Reconquista, notamment aux XIe et XIIe siècles, provoquèrent une floraison remarquable de la sculpture. Mais elle a pris un caractère tellement divers et éclectique qu'il est bien difficile d'en distinguer dans chaque monument les filiations ou influences et la part qu'y a jouée l'inventivité locale. Pour la même raison, au lieu d'écoles artistiques, on peut parler de groupements régionaux.
En général, les œuvres espagnoles de toute importance offrent une plus grande tendance au réalisme ou à l'imitation de la nature et du détail individuel que dans les autres pays voisins, en plus de l'éclectisme qui forme leur caractère. Et pour éviter les erreurs dans la chronologie des monuments, il faut tenir compte qu'il n'était pas rare à cette époque de sculpter — hors précipitation — les chapiteaux et autres reliefs des édifices longtemps après leur construction après avoir été fréquemment laissés simplement bruts.

#### Catalogne

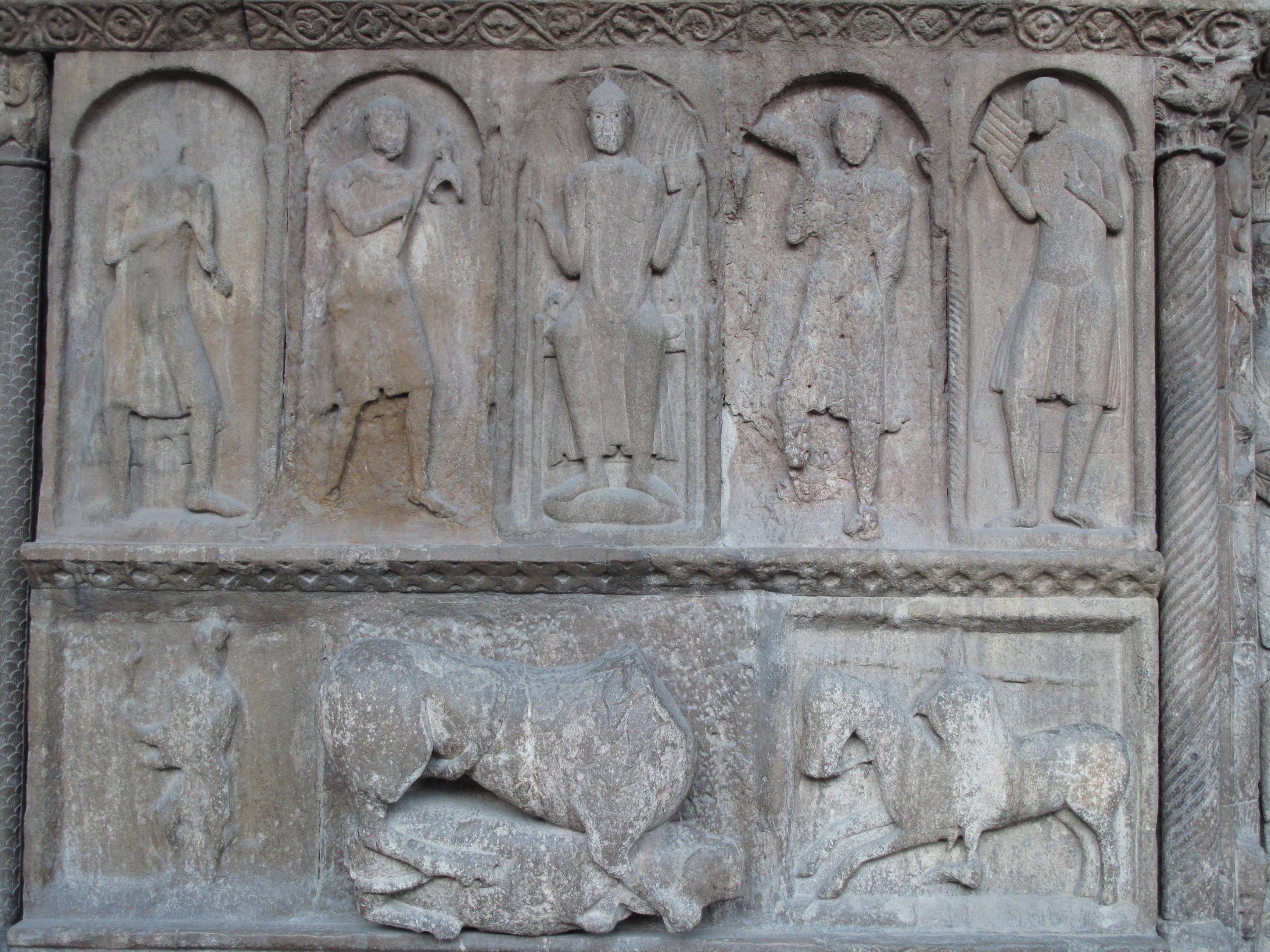
Détail du portique de Ripoll.

En Catalogne, des influences visibles des écoles toulousaine et provençale peuvent être observées dans les figures ornant les chapiteaux et dans d'autres parties sculptées de cloître, en particulier dans la cathédrale de Gérone et dans le monastère Saint-Cucufa à San Cugat del Valles. Mais de telles inspirations ne se retrouvent pas, dans le type exceptionnel du portail du monastère de Ripoll, peut-être d'affiliation lombarde. Ce précieux monument, qui dans son œuvre sculpturale semble dater de la fin du XIe siècle malgré sa relative perfection ou de la seconde moitié du XIIe siècle, présente des bandes horizontales de reliefs figurant des passages ou des épisodes bibliques sur le mur où s'ouvre l'arc évasé de la porte, qui, à son tour, affiche divers bas-reliefs et s'abaisse sur de petites colonnes ornées et sur des statues-colonnes individuelles. Les travaux romans du cloître de la cathédrale de Tarragone et de la cathédrale de la Seu Vella de Lérida datent du début du XIIIe siècle et se sont poursuivis tout au long de celui-ci. Ces deux monuments sont éclectiques et présentent des influences musulmanes.

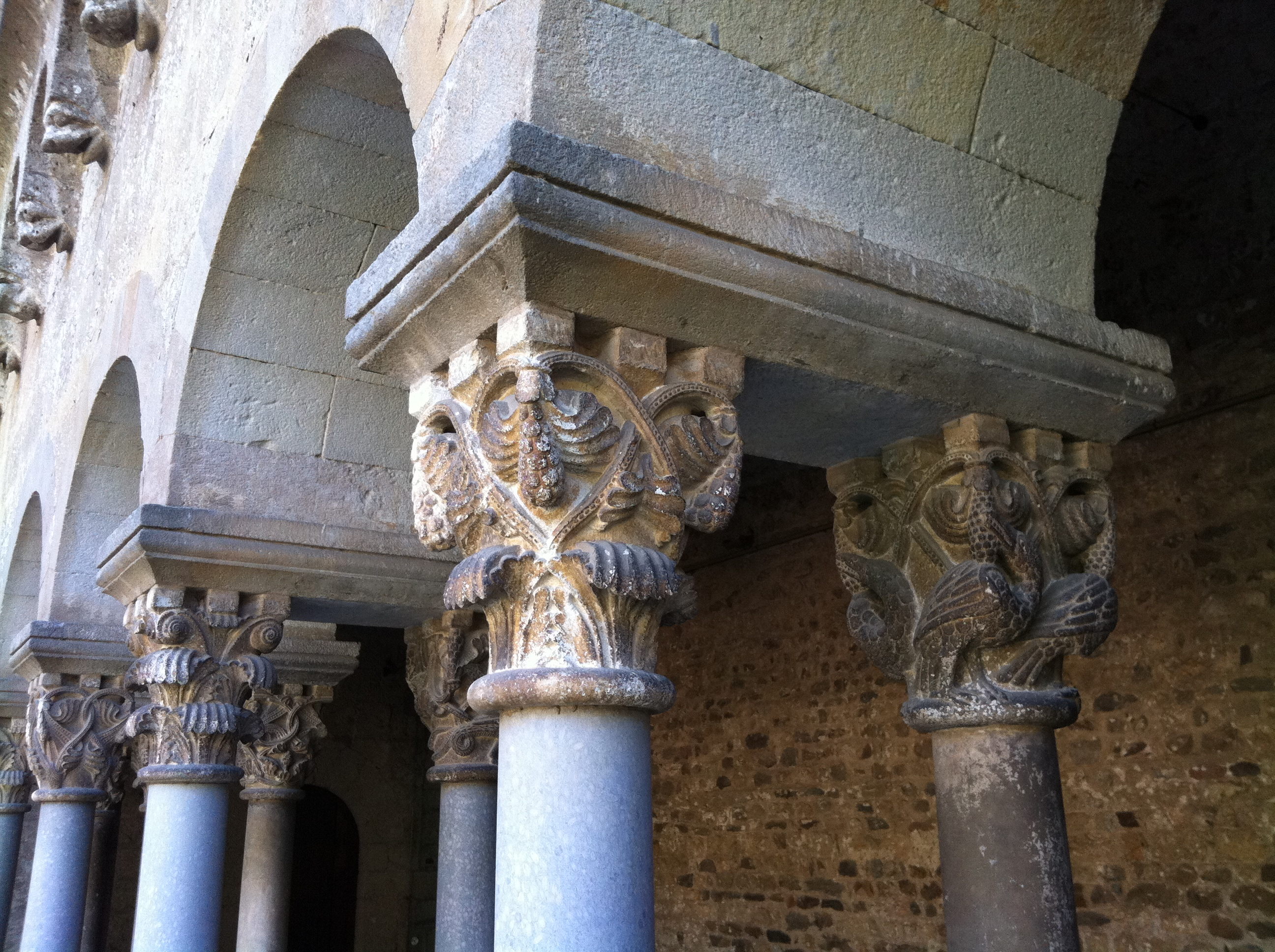
Cloître du monastère Saint-Cucufa à San Cugat.
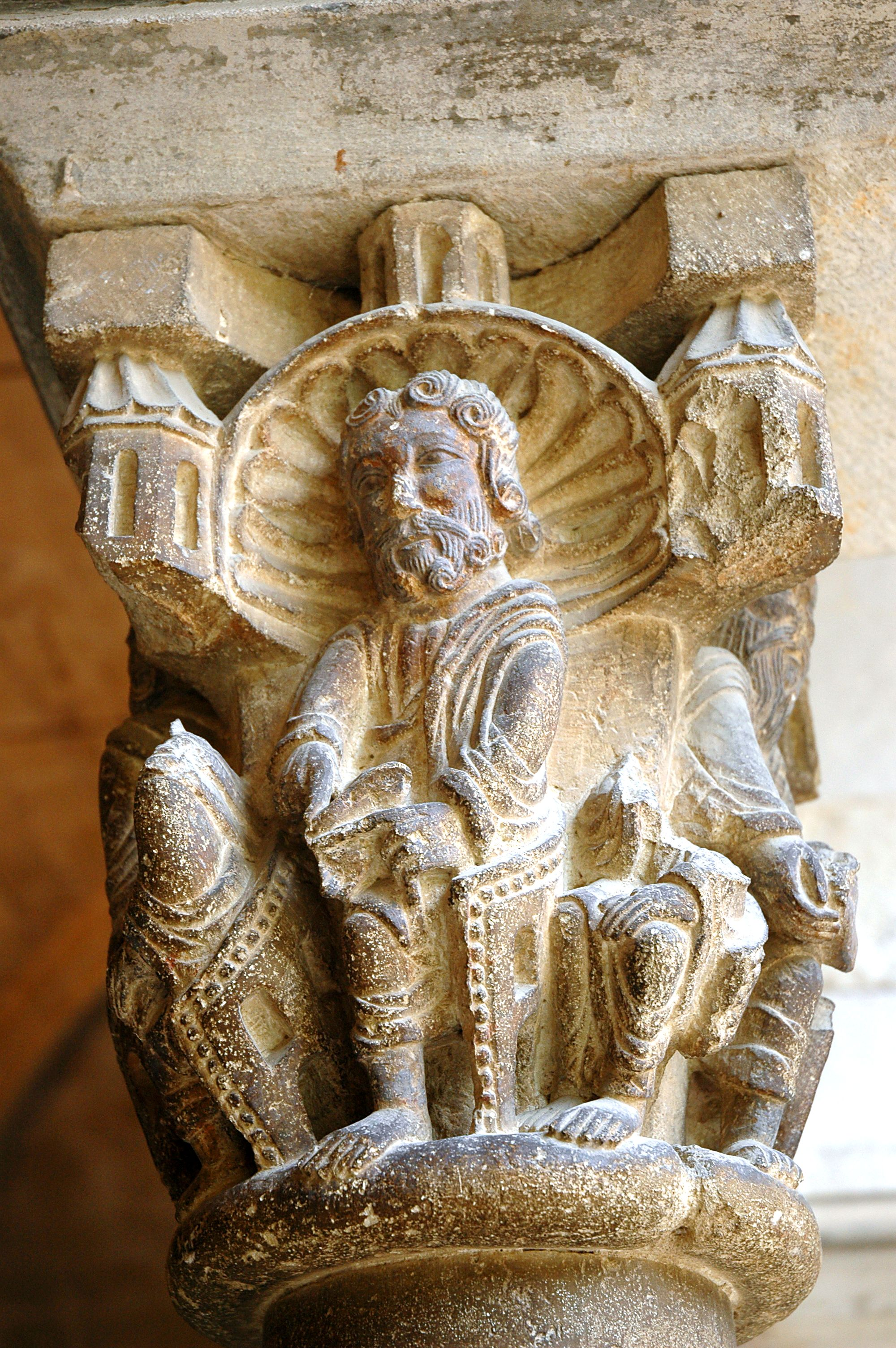
Chapiteau du cloître de Sant Cugat
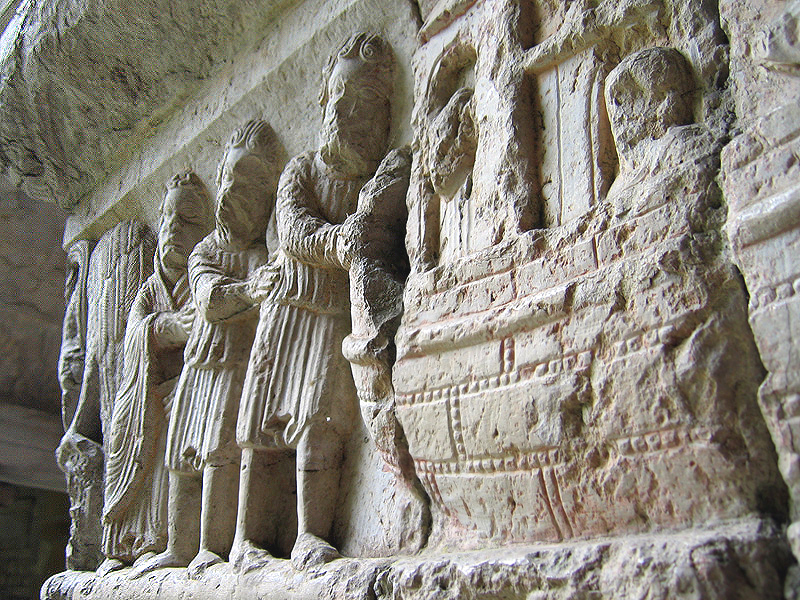
Frise du cloître de la cathédrale de Gérone.
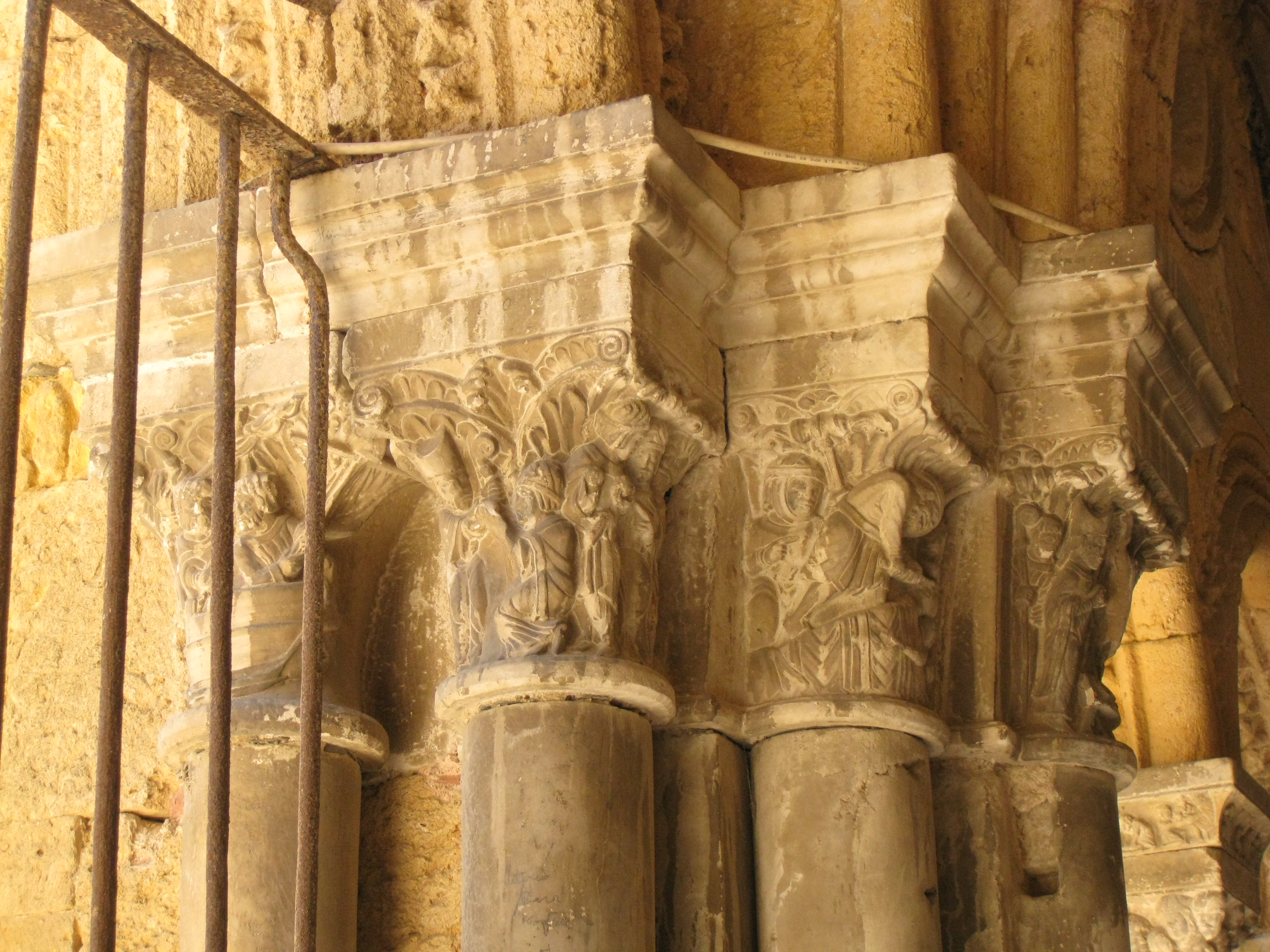
Chapiteaux du cloître de la cathédrale de Tarragone.
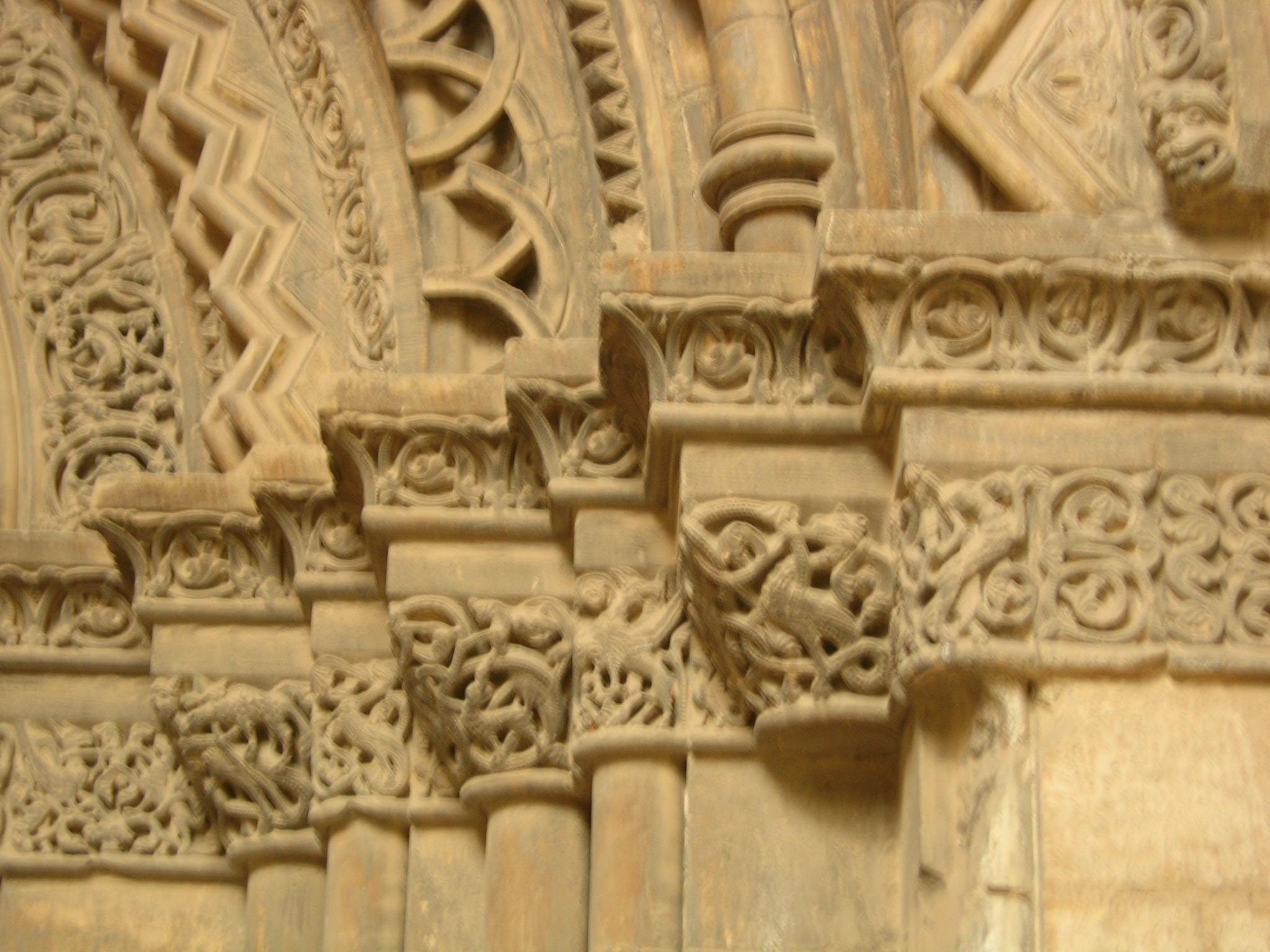
Détail du portique du cloître de l'ancienne cathédrale de Lleida (es).

#### Aragon

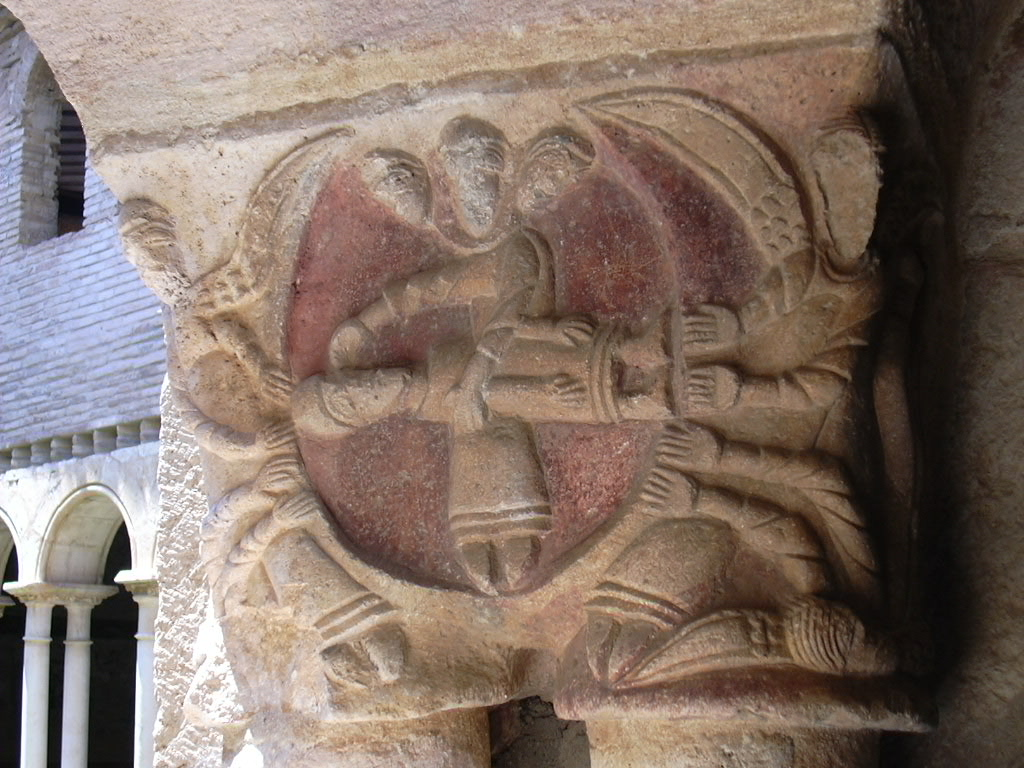
Chapiteau du cloître de la Collégiale d'Alquézar.

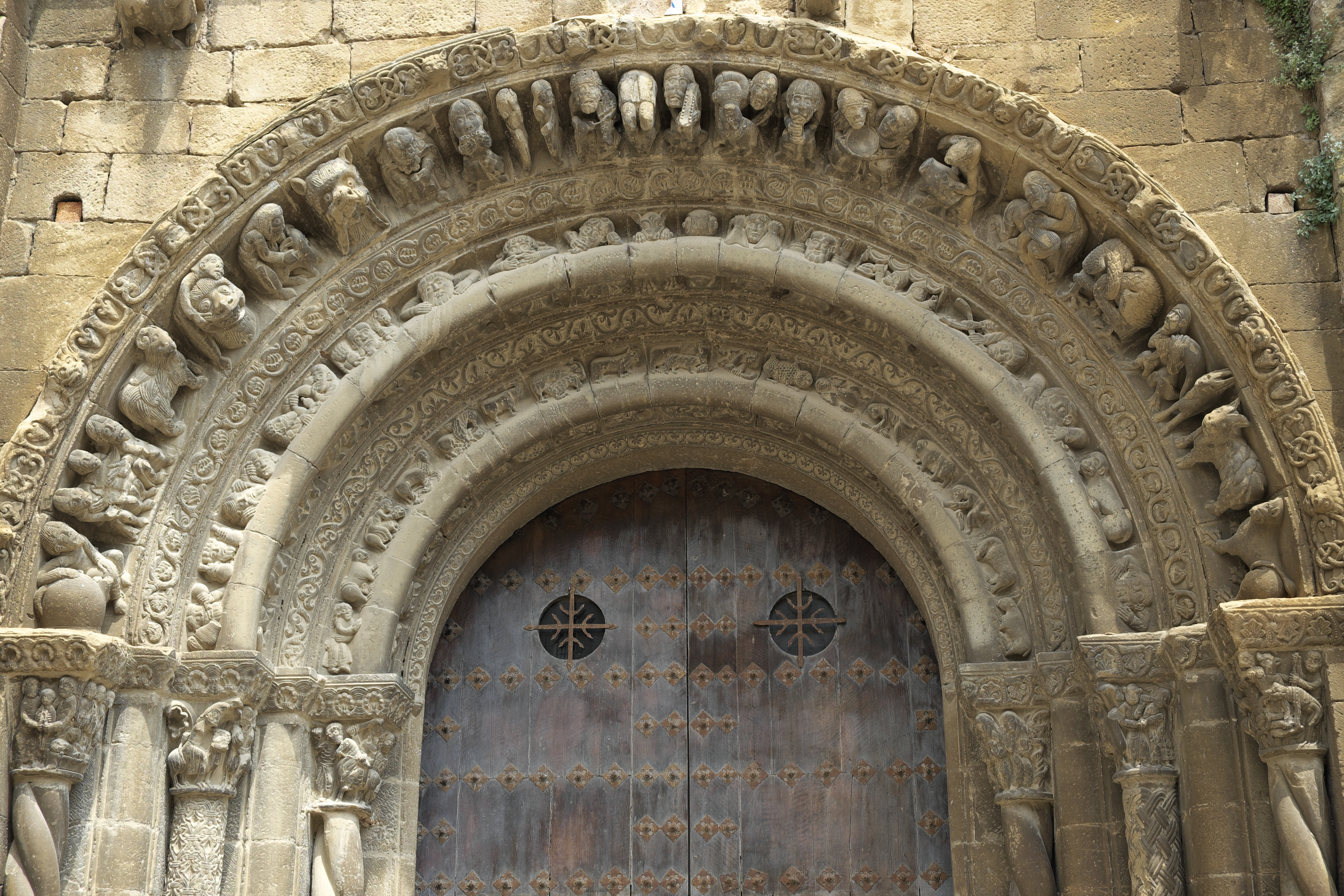
Portique sud de Santa María de Uncastillo.

Dans la région aragonaise, les cloîtres de San Juan de la Peña et de San Pedro el Viejo, tous deux du XIIe siècle se distinguent pour les sculptures de leurs chapiteaux, très vigoureuses et très brillantes mais grossièrement exécutées et où une certaine influence de l'école toulousaine se fait sentir.
La cathédrale de Jaca se trouve ornée d'un riche échantillon de sculptures en chapiteaux et corbeaux.
Dans la région de Cinco Villas (au nord de l'actuelle province de Saragosse) l'imprégnation des écoles de Bourgogne et du Poitou est mise en évidence dans certaines façades d'églises paroissiales du XIIe siècle. et début du XIIIe siècle comme ceux de église de Santa María la Mayor (Uncastillo) (es) de Uncastillo et Sádaba.

#### Navarre

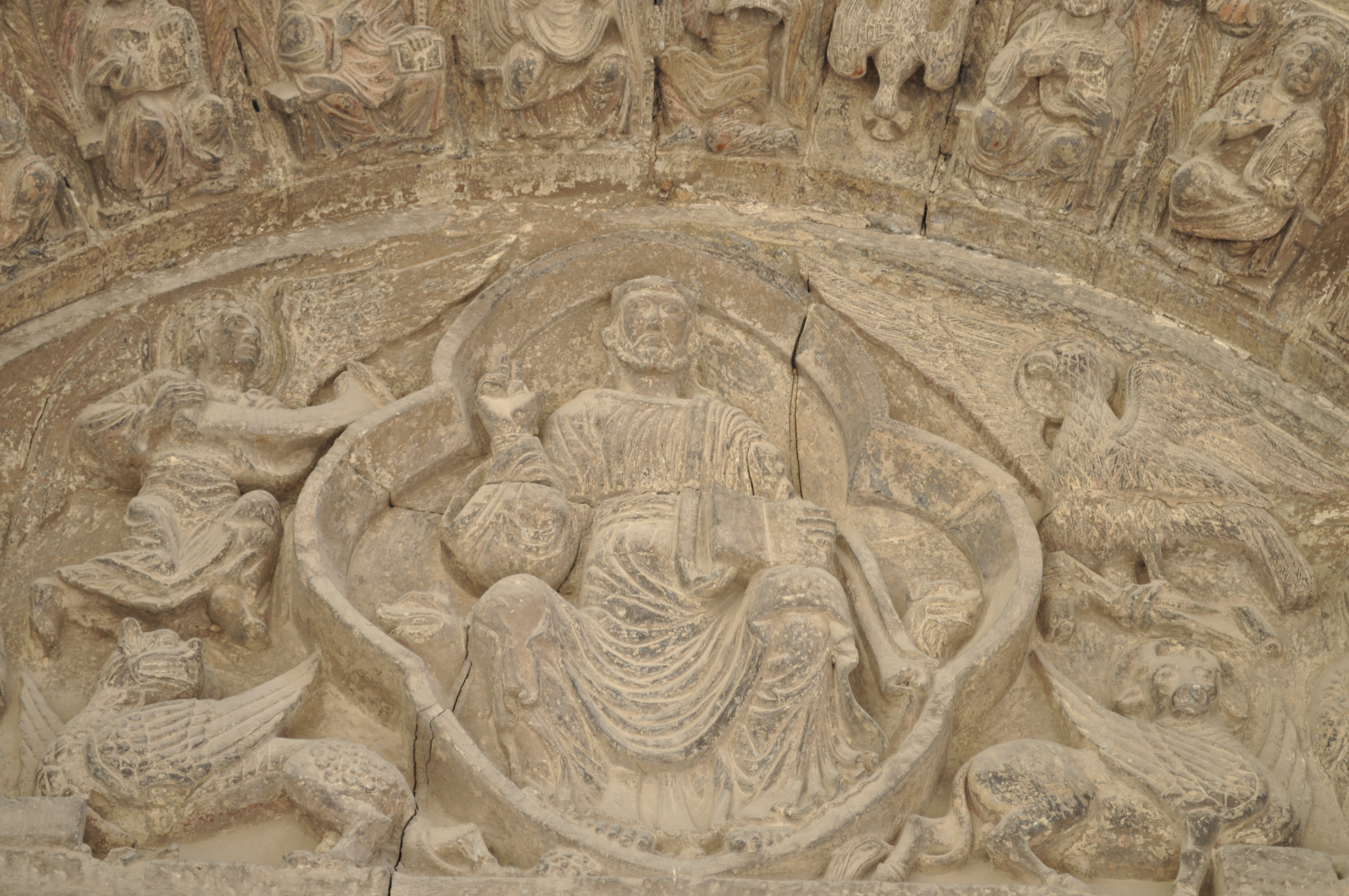
Tympan du portique de l'église de Santa María Magdalena (Tudela).

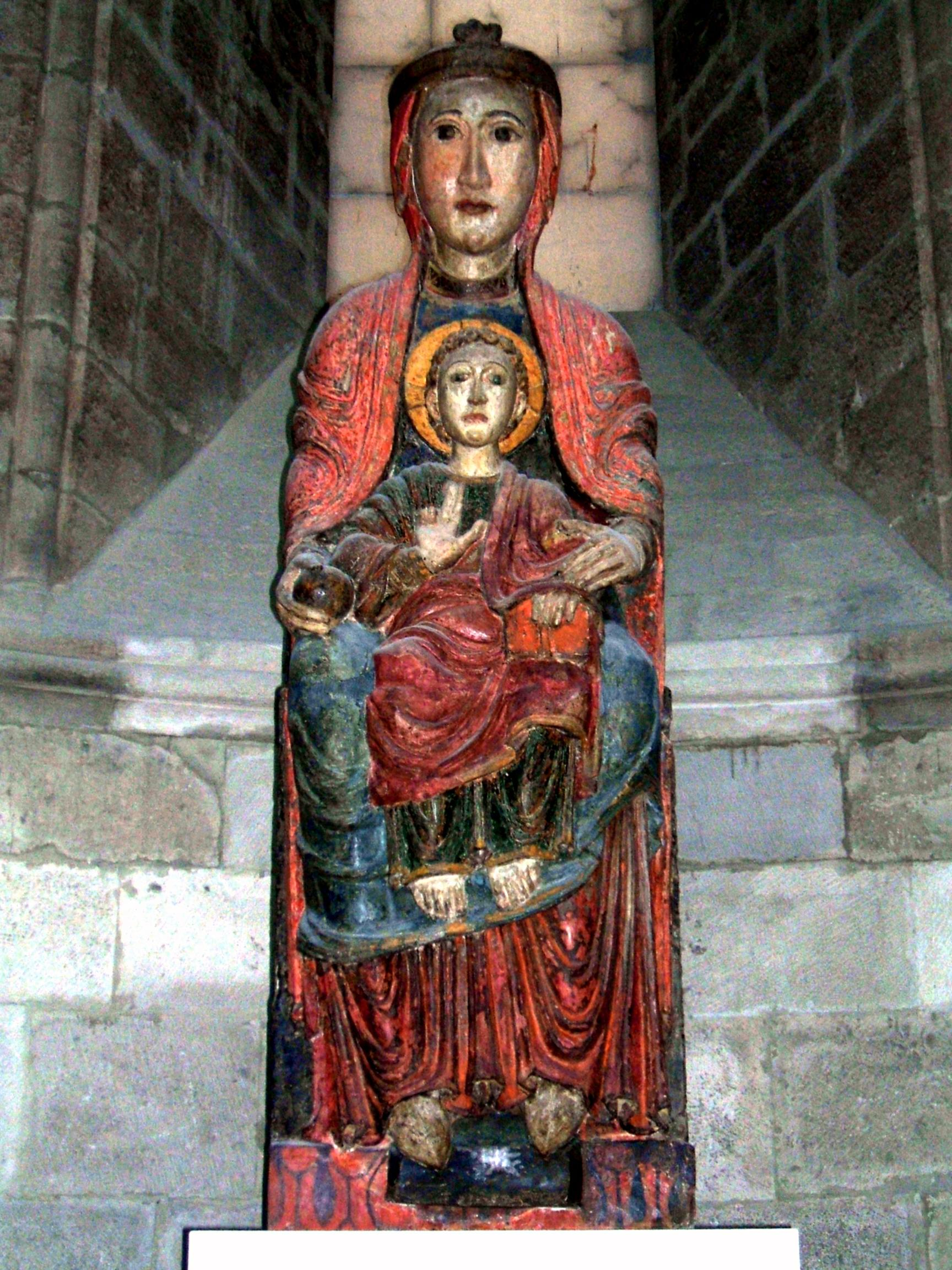
Vierge Blanche de la cathédrale de Tudela, XIIe siècle.

La région de Navarre a été fortement influencée par l'art des bénédictins français, au XIe siècle et première moitié du XIIe, comme en témoignent le portique de l'Église Notre-Dame de la Purification (Gazólaz) (es) et certaines œuvres des monastères de l'abbaye San Salvador de Leyre et d'Irache. Mais elle était splendide dans le reste du siècle et le siècle suivant, comme en témoignent certains portails qui révèlent l'influence des écoles de Saintonge et de Bourgogne. On attribue aux moines clunisiens l'épanouissement de la sculpture en Navarre et on observe l'opposition artistique entre eux et les moines cisterciens, si sobres dans leur ornementation figurative, le monastère de Leyre (qui passa de l'un à l'autre en alternance de périodes de domination) étant celui qui résume toutes les vicissitudes de l'art en Navarre du IXe au XIIIe siècle inclus. Les reliefs du magnifique portail de la cathédrale de Tudela sculptés dans la première moitié du XIIIe siècle, peut déjà être considéré comme gothique, encore teinté d'archaïsme.

#### León et Castille

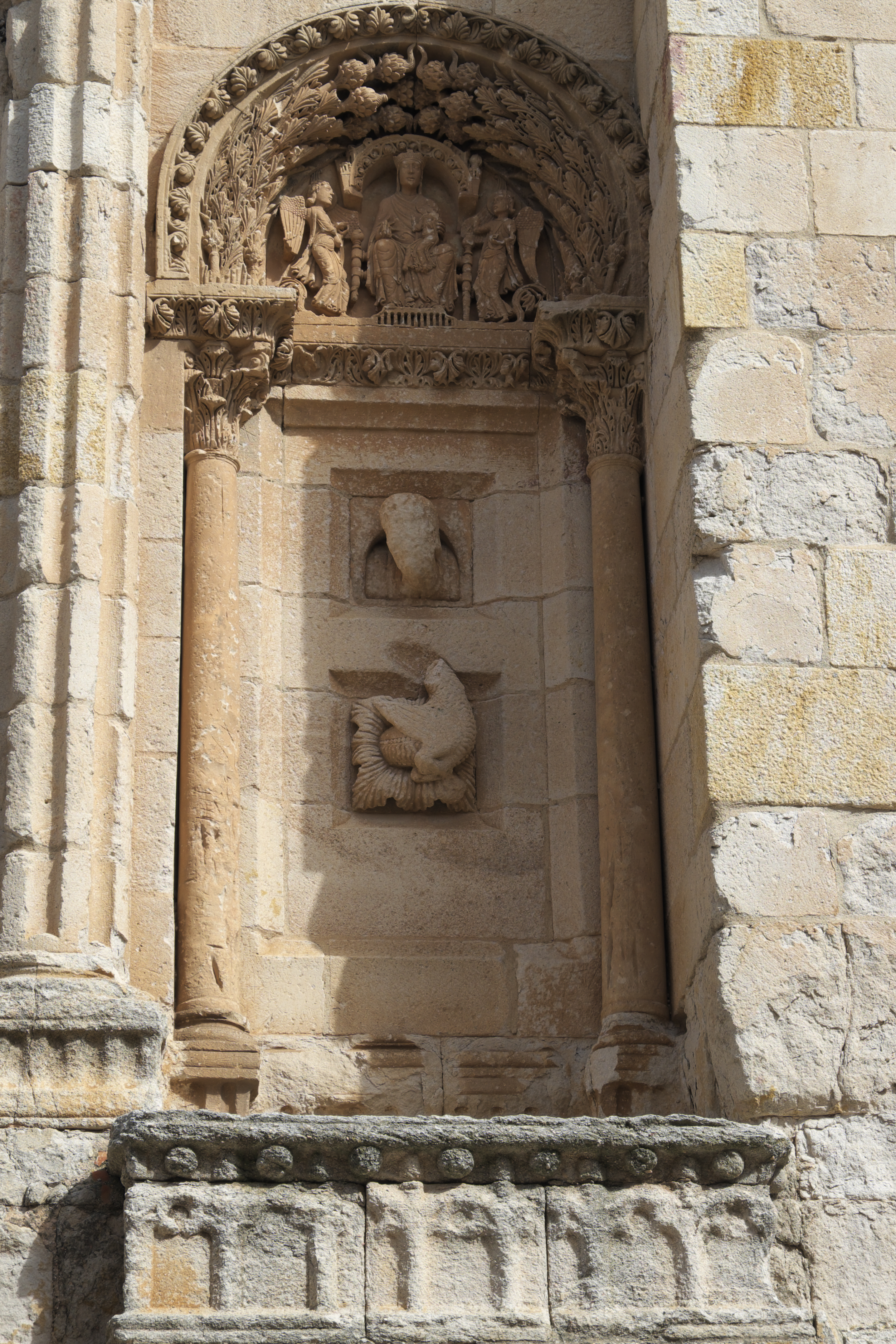
Détail de la porte de l'évêque de la cathédrale de Zamora.

Le chemin jacquaire qui traversait le sous-plateau nord, d'est en ouest, dans les royaumes de León et de Castille, était un vecteur de prolifération du style roman. De là, cet art s'est diffusé à des régions plus éloignées, grâce aux monastères bénédictins fondés en grand nombre et protégés par les rois léonais et castillans. Plusieurs sont devenus des centres remarquables de l'art roman castillan, comme ceux de Ségovie, Ávila (où les travaux de la Basilique de San Vicente et de son sépulcre seront très influents), Soria, Palencia (remarquable pour l'église de San Martín de Fromista avec des chapiteaux précieux, et la proche Carrión de los Condes), Burgos, où le monastère de Silos créera une école locale, Salamanque et Zamora avec leurs cathédrales aux rayonnements importants, et le grand attrait qu'était la Basilique de San Isidoro de León, où certains des artistes les plus originaux de l'art roman hispanique ont travaillé.

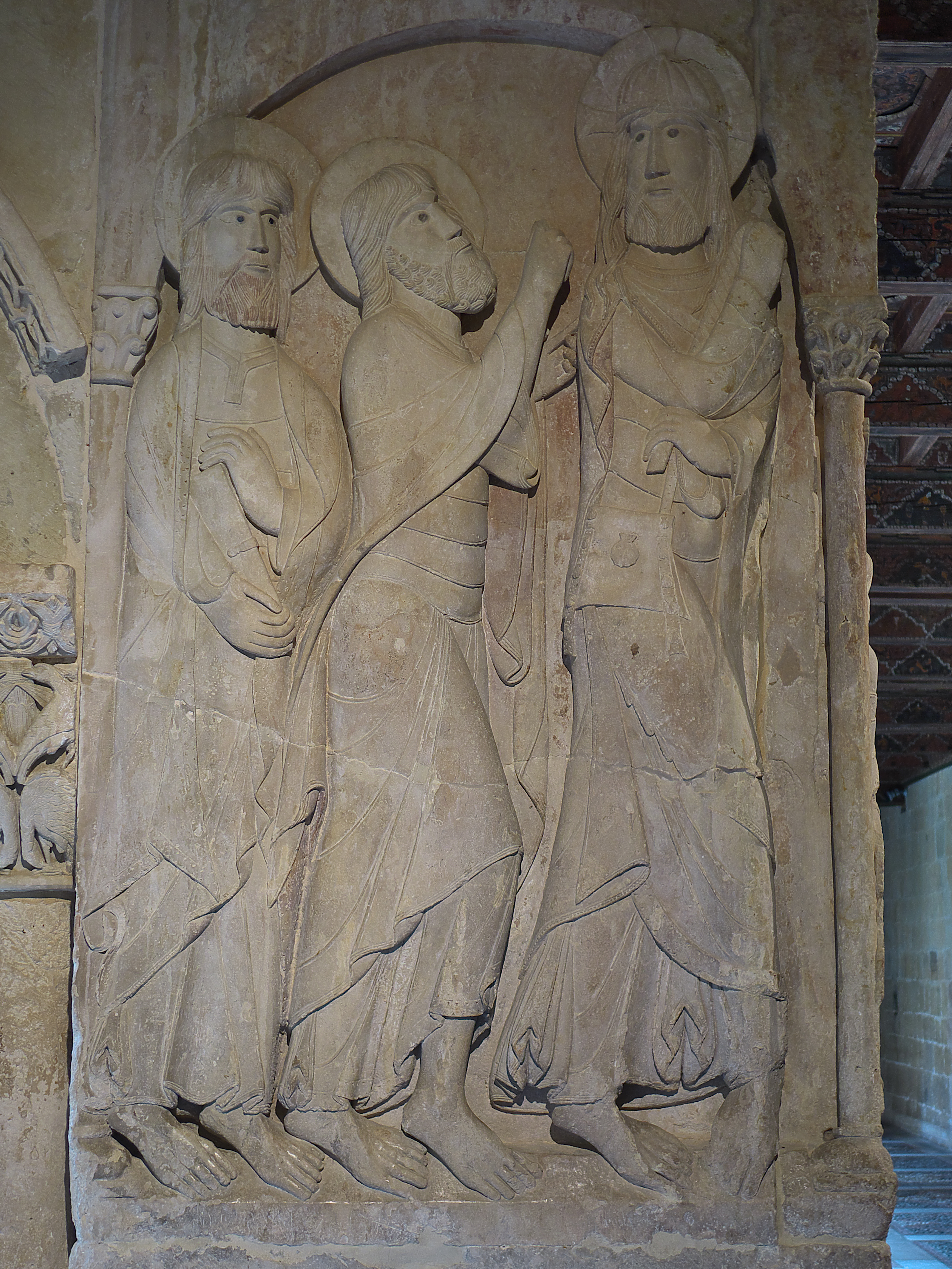
Les disciples d'Emmaüs, bas-relief du cloître de l'abbaye Saint-Dominique de Silos
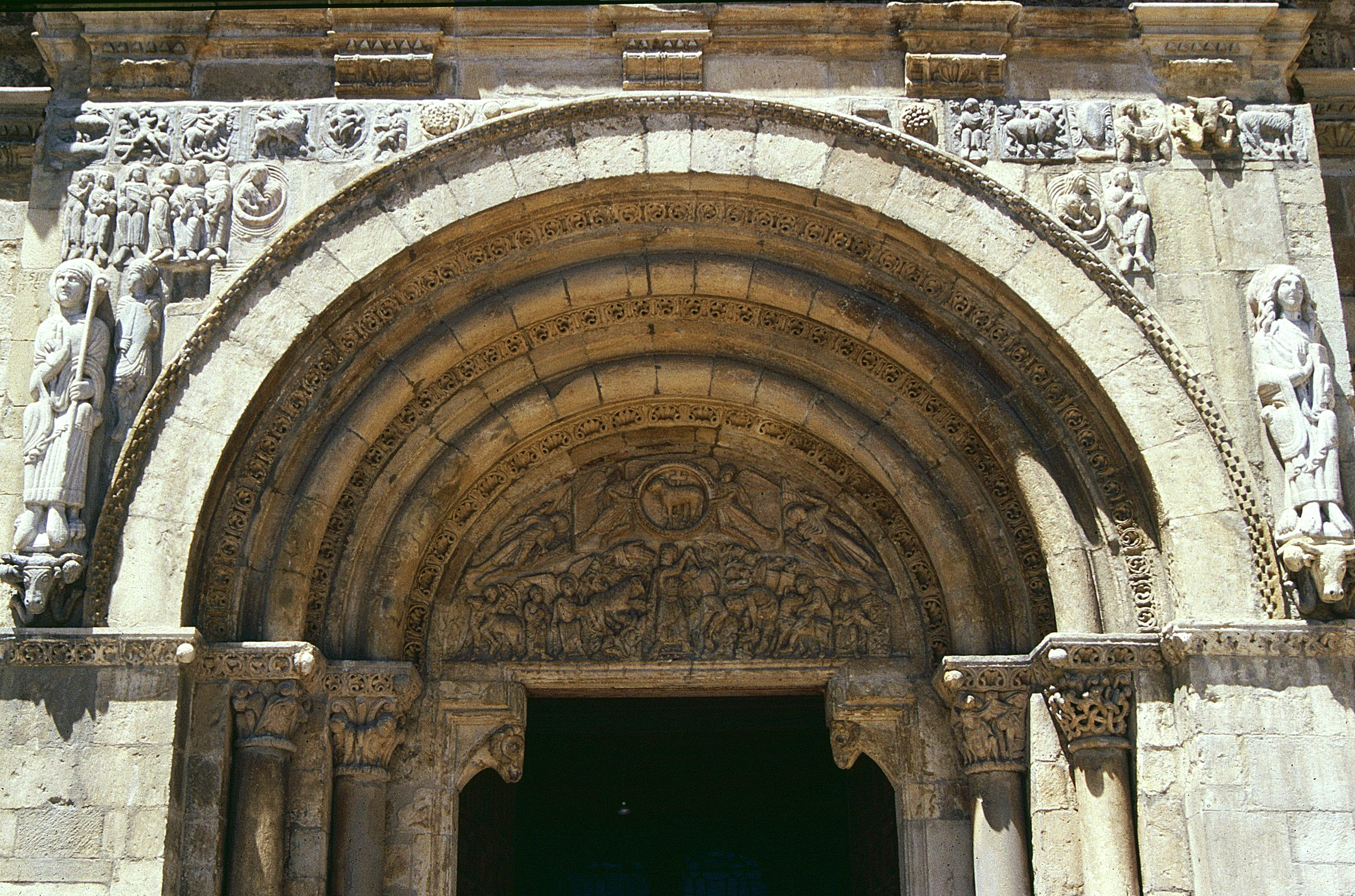
Porte de l'Agneau de la Basilique de San Isidoro de León.
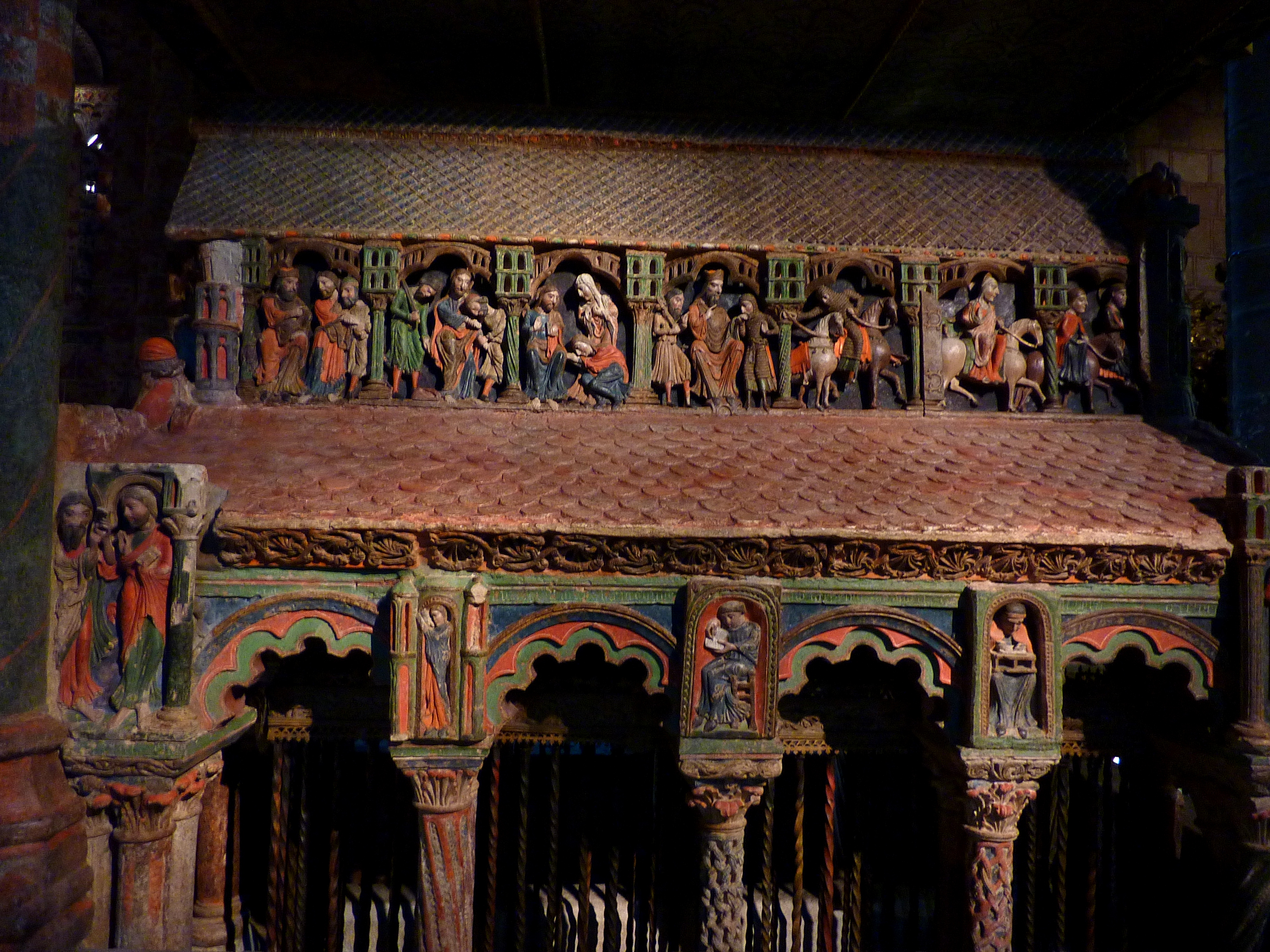
Cénotaphe des Saints Vicente, Sabina et Cristeta dans la Basilique de San Vicente de Ávila.
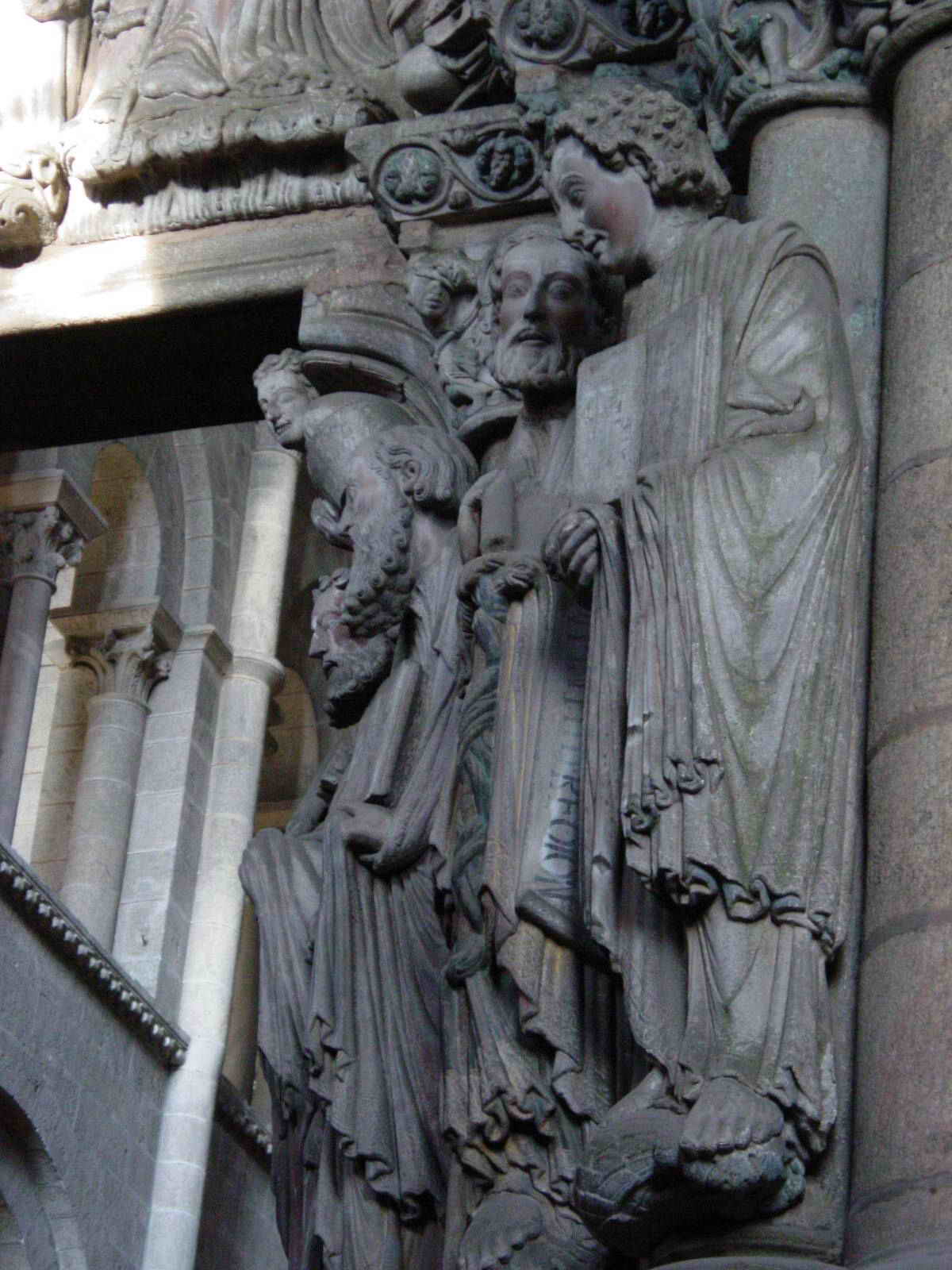
Détail du Portique de la Gloire, Cathédrale de Saint Jacques de Compostelle, Maître Mateo
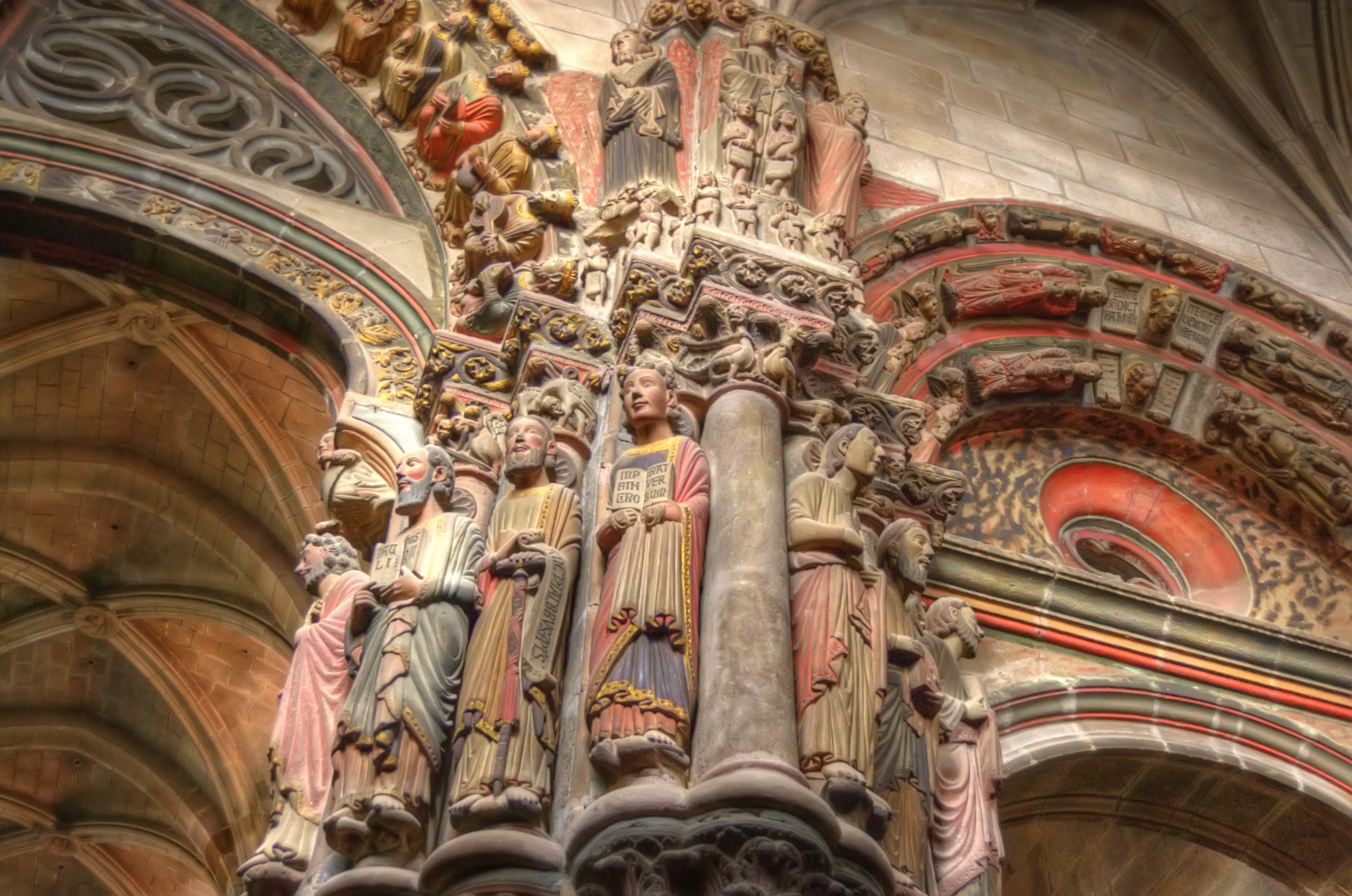
Portique du Paradis, Cathédrale d'Orense

#### Galice
Dans la région de Galice, la cathédrale de Saint-Jacques-de-Compostelle doit être reconnue comme un centre artistique pour sa sculpture, en raison de ses anciens portails et de son admirable Portique de la Gloire. Les reliefs des deux portails du transept (aujourd'hui sur le portail sud, le portail nord ayant été détruit au XVIIIe siècle et reconstruit en style Renaissance) sont influencés par l'école de Toulouse et datent de 1137-1143. Mais les bas-reliefs et les statues du célèbre portique, qui, comme l'ensemble de l'édifice, sont l'œuvre du maître inspiré Mateo et furent achevés en 1188, révèlent un génie artistique indépendant et supérieur à toutes les écoles de son temps. Le travail sculptural du Portique s'est développé autour des trois portes du Portique correspondant aux trois nefs de l'édifice et formées par les arcs en plein cintre et évasés, qui exposent une série de colonnes romanes. Leur composition artistique est, en résumé, la suivante : sous les colonnades, divers monstres symbolisant les vices moraux apparaissent comme subjugués et opprimés. Sur le meneau de la porte centrale (la seule qui en ait un et sur laquelle repose le linteau avec son tympan) est fixée la statue assise de l'apôtre Jacques et à la même hauteur sur le premier corps formé par toutes les autres colonnes se trouvent les statues de tous les apôtres et de nombreux prophètes, chacun avec son livre ou son phylactère où était inscrite quelque phrase faisant allusion au personnage. Le tympan montre l'image du Christ assis sur son trône, avec à ses côtés les quatre évangélistes, à l'aspect jeune et avec leurs propres attributs, et le reste du tympan est rempli de figures d'anges et de saints. Les archivoltes de l'arc central présentent vingt-quatre figures représentant les mystérieux anciens de l'Apocalypse pour compléter l'idée du paradis. Sur les archivoltes de l'arc latéral gauche, d'autres figures représentent les limbes des Saints Pères, et à droite, le purgatoire et l'enfer.
Il n'est pas possible de trouver un autre monument de cette période où se côtoient une composition aussi belle et ordonnée, avec une telle sobriété et un calme relatif de l'attitude et en même temps une exécution technique aussi unique et expressive. D'autres portiques et portes d'églises, l'imitant ou s'en inspirant ont été sculptés au XIIIe siècle ; bien que de forme gothique plus accentuée et de moindre mérite, il y a le « Paradis » de la cathédrale d'Ourense. Les statues du XIIe siècle de la Cámara Santa d'Oviedo semblent également être d'origine compostellane.

Cámara Santa d'Oviedo
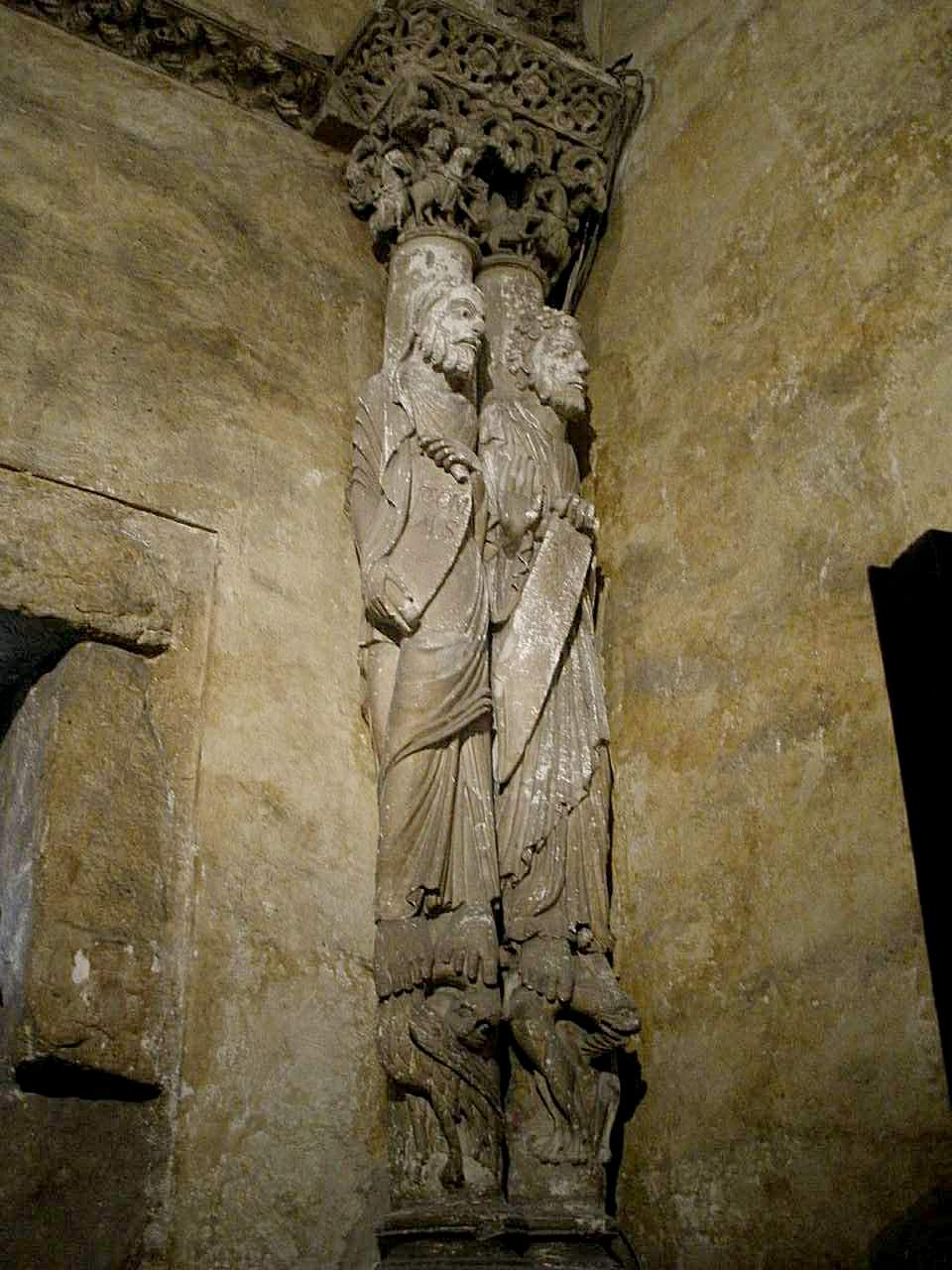
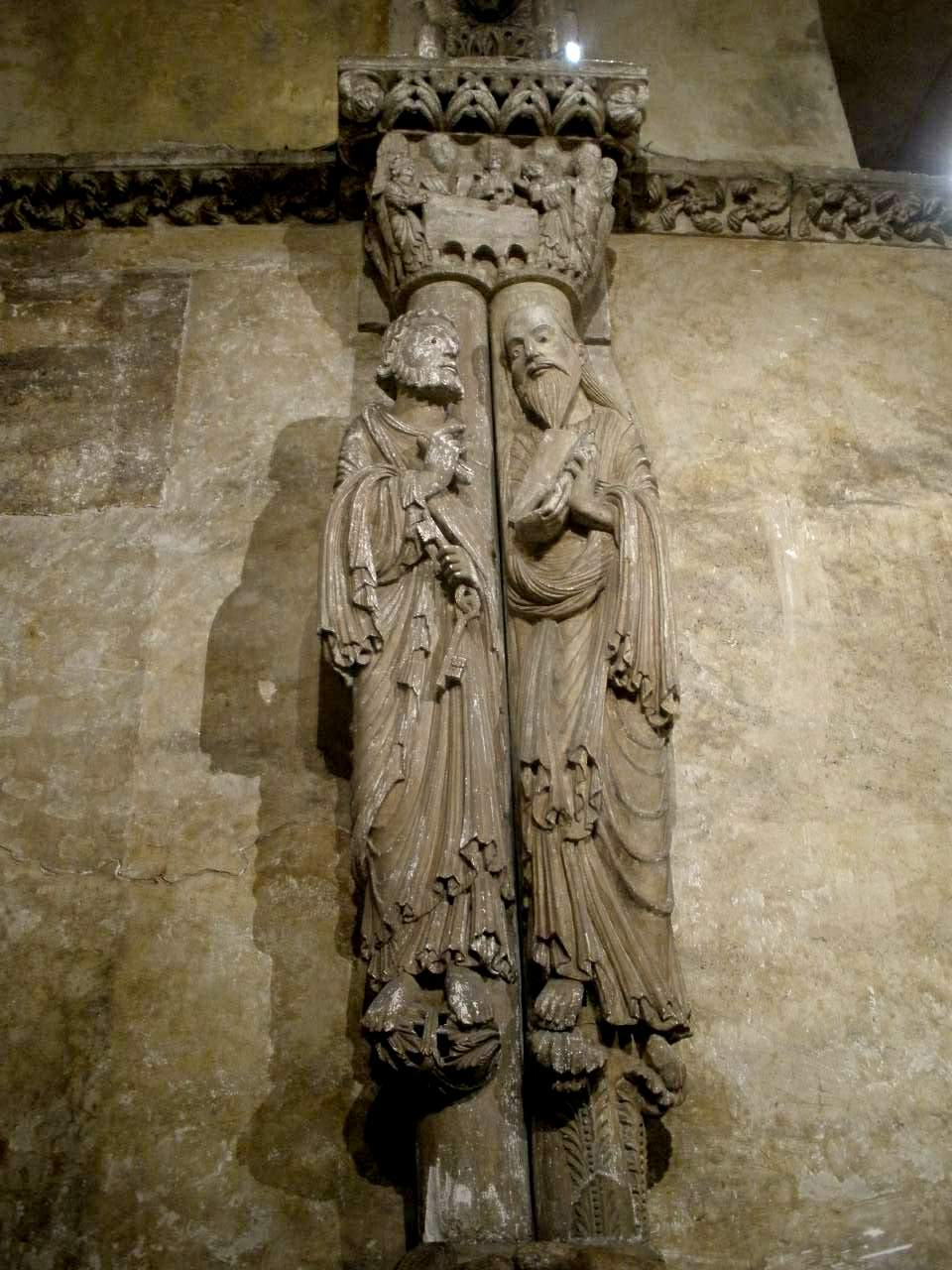
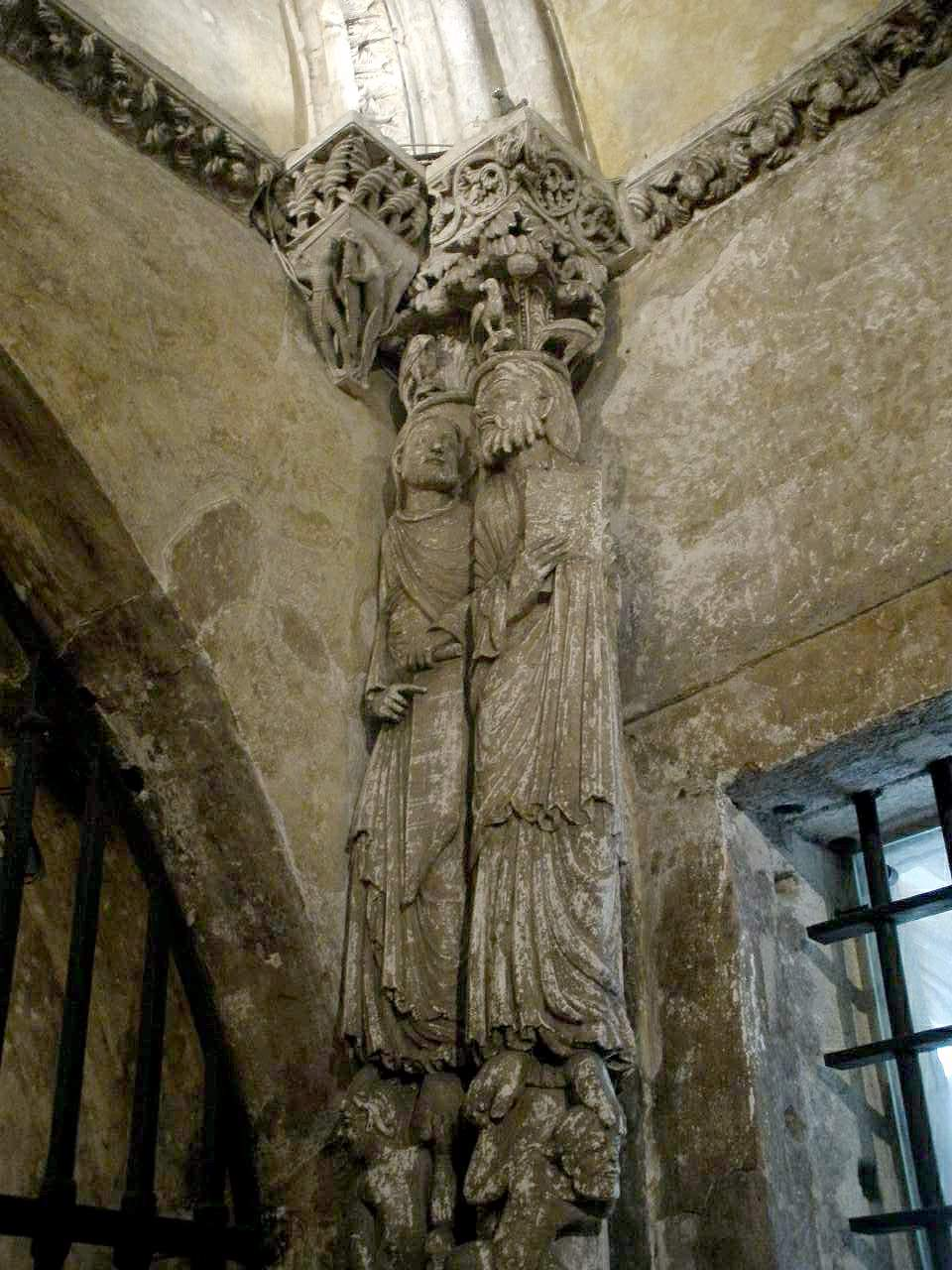

#### Sculpture funéraire
La sculpture funéraire romane était très pauvre en figures mais pas en symboles. L'œuvre la plus importante du XIIe siècle est l'ancienne tombe de Doña Blanca, mère d'Alphonse VIII, dans le monastère Santa María la Real de Nájera, dont seul le couvercle a été conservé. Ses reliefs frontaux représentent la mort de la reine et le passage de son âme sous la forme d'une jeune fille, portée sur une toile par deux anges ; de part et d'autre du lit mortuaire, on trouve des scènes de deuil familial, un thème qui sera souvent reproduit sur les sarcophages au cours des deux siècles suivants.

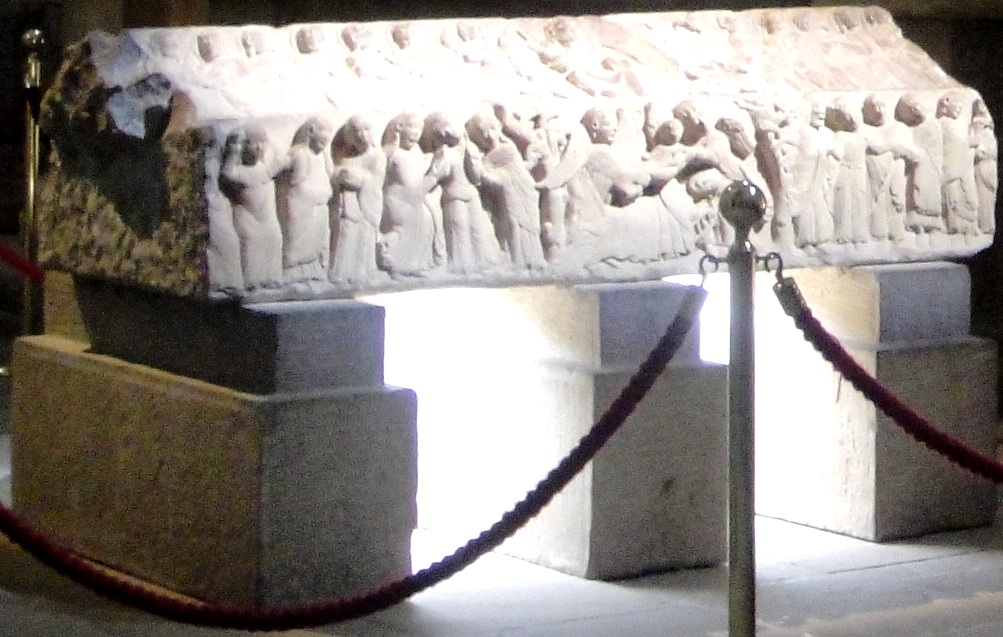
Couvercle de la tombe de Doña Blanca.

#### Ivoires

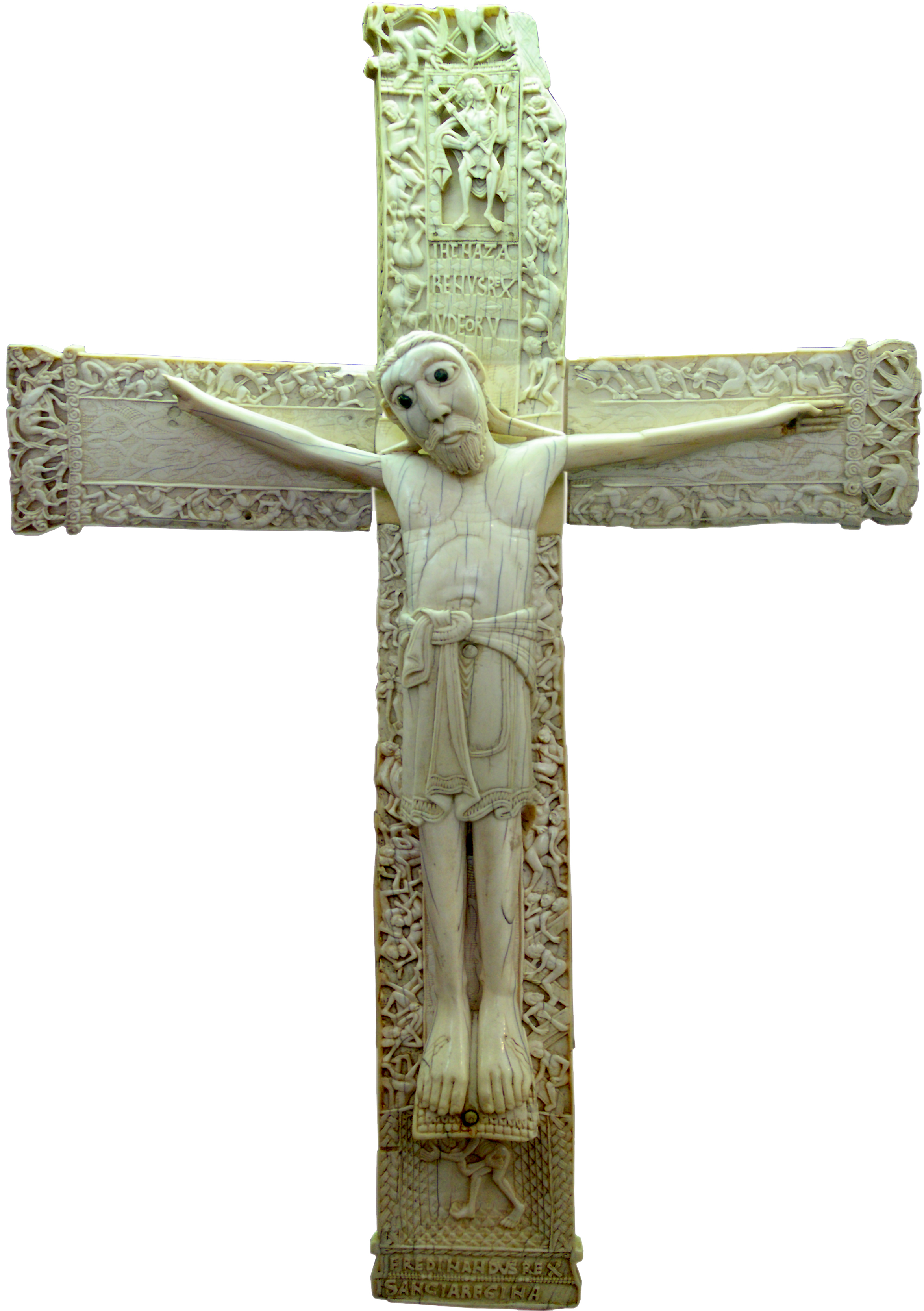
Crucifix de Don Fernando et doña Sancha.

Les bas-reliefs des seize plaques attachées à l'urne reliquaire de San Millán sont à juste titre célèbres comme œuvres de sculpture en ivoire, représentant, avec un grand sentiment religieux, des scènes de la vie du saint et quelques passages de l'Évangile. Ils sont conservés, avec d'autres ivoires, au monastère de San Millán de la Cogolla ; ils datent de 1033 et ont été sculptés, dans deux styles différents, par un certain Rodolfo et son père, dont le nom est inconnu. De la même époque date le précieux crucifix en ivoire que les rois de León, Ferdinand Ier et Sancha, ont offert à la collégiale de San Isidoro en 1063. Ce joyau artistique, remarquable par la profusion de sculptures qui l'embellissent, reflète de puissantes influences du style arabe, mais ne peut pas être attribué à un artiste musulman. Du même siècle et du suivant, on trouve des couvertures en ivoire dans la cathédrale de Jaca. En ce qui concerne le travail de l'or et du bronze, les frontons ou antependiums de Silos et les coffres, croix et crucifix de diverses églises et musées méritent une mention spéciale.

### Sculpture gothique

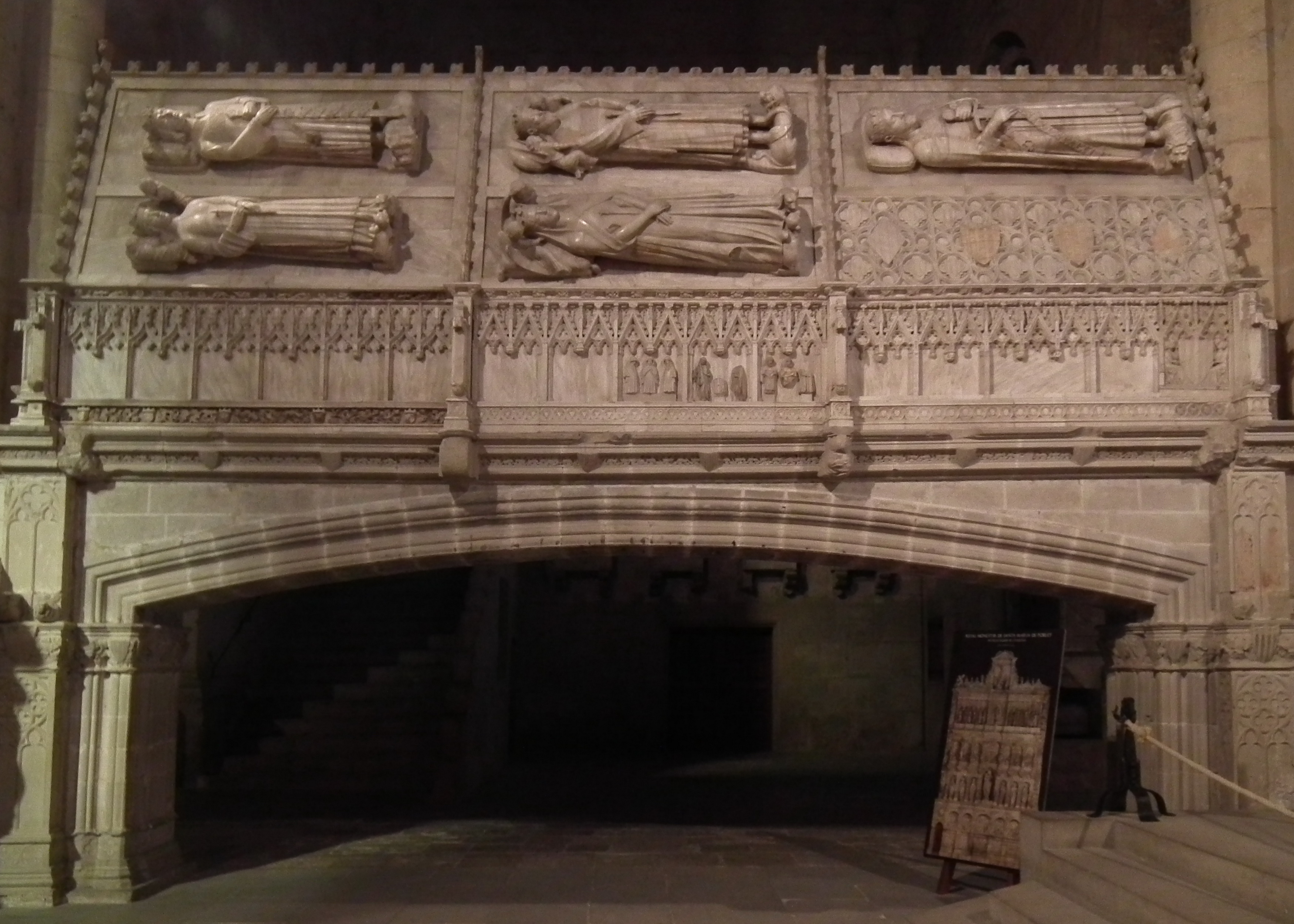
Tombes royales de l'abbaye de Poblet (1359-1382).

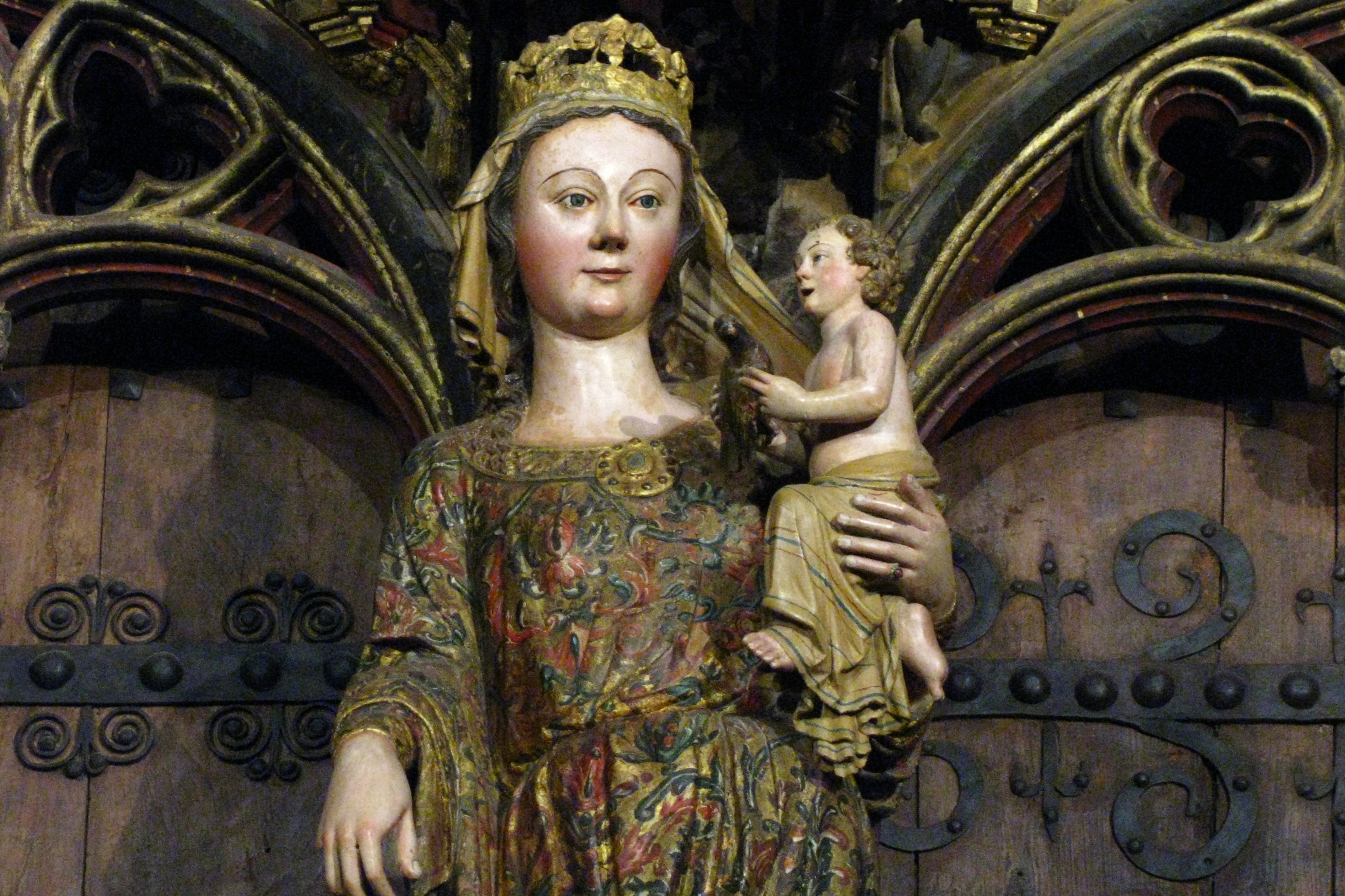
Vierge des Rois sur le portail de l'église de Santa María de los Reyes (Laguardia), XIVe siècle. Une des rares peintures polychromes conservées.

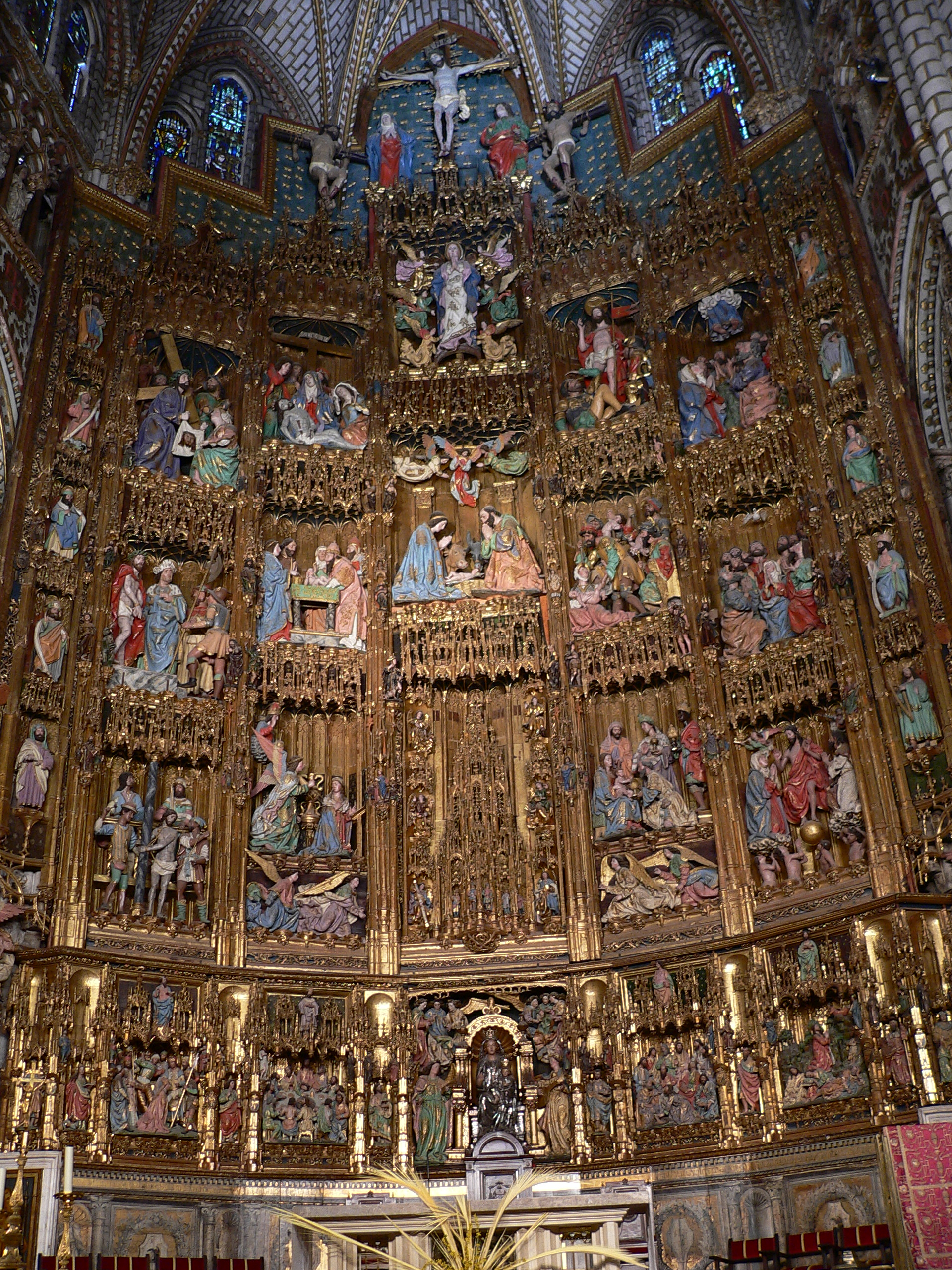
Retable principal de la cathédrale de Tolède, 1497-1504. Parmi les architectes, peintres et sculpteurs mandatés par le Cardinal Cisneros pour ce chef-d'œuvre collectif, qui représente la transition du gothique tardif au début de la Renaissance en Espagne, figuraient : Enrique Egas et Pedro Gumiel ; Francisco d'Amberes et Juan de Borgoña (Estofado et polychromie) ; Rodrigo Alemán, Felipe Vigarni, et Sebastián de Almonacid (imagerie) ; et Petit Juan (sculptures et filigrane).

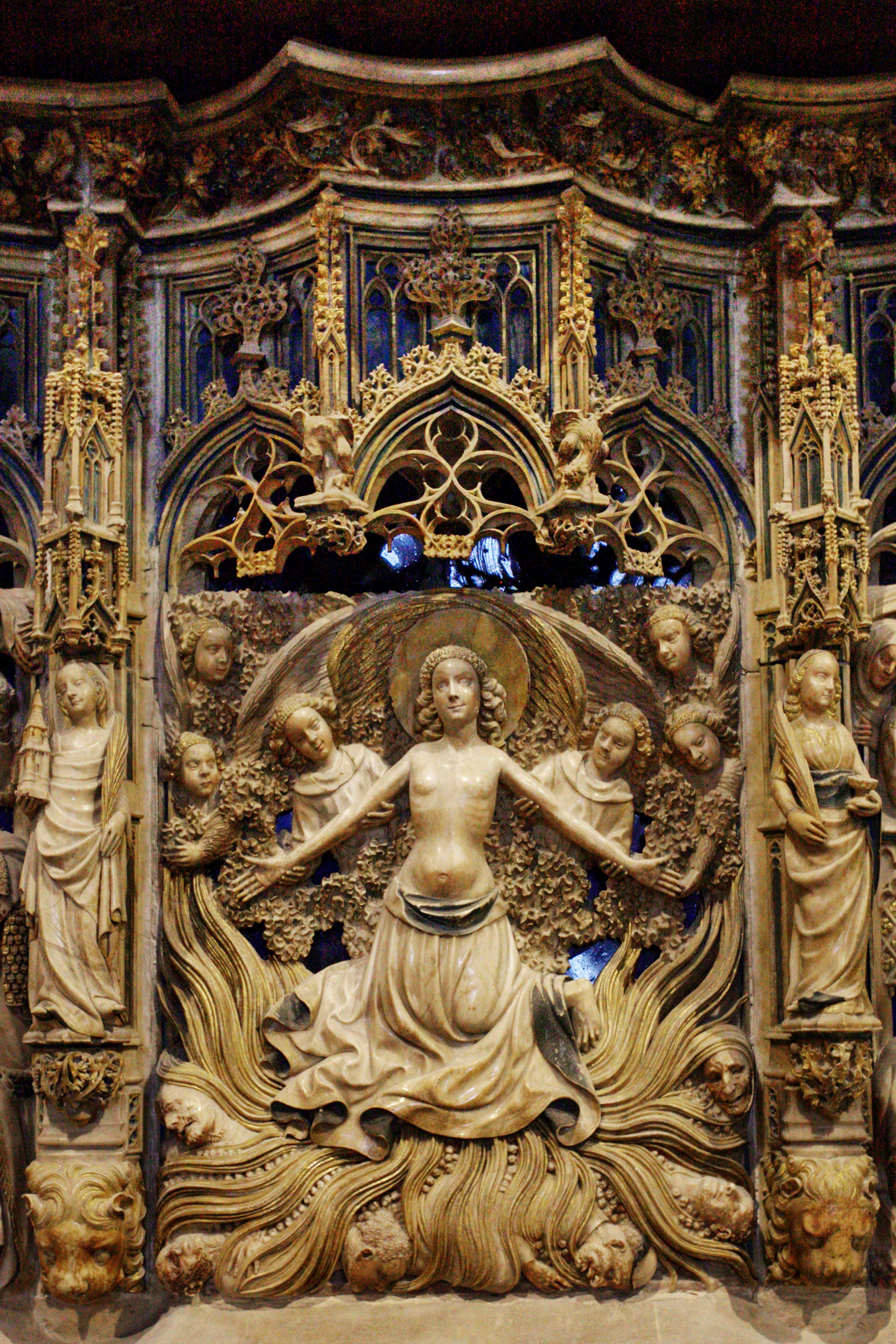
Détail du retable de Santa Tecla, par Pere Johan, 1426.

Au gothique primitif, lié à l'environnement architectural, l'influence française prédomine (portails des cathédrales de Burgos, León, Tarragone). Les monuments funéraires devinrent de plus en plus spectaculaires. Jaime Cascalls (es) ou Pere Moragues se sont démarqués à la cour d'Aragon.
Dans la période du gothique tardif, l'influence flamande prédomine, de sorte qu'un style dit hispano-flamand a été défini, notamment à la cour de Castille (famille Egas, Jean Goas, Gil de Siloé, Sebastián de Almonacid). La sculpture commence à devenir indépendante de l'architecture avec la consolidation et l'expansion du retable et des œuvres portables. À la couronne d'Aragon se distinguent Guillem Sagrera et Pere Johan se distinguent, et en Navarre, Janin Lomme de Tournai (es).

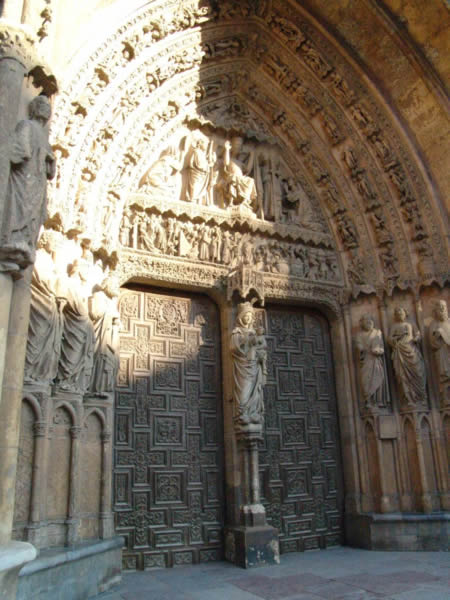
Façade de la Vierge Blanche (Virgen Blanca) dans la cathédrale de León.
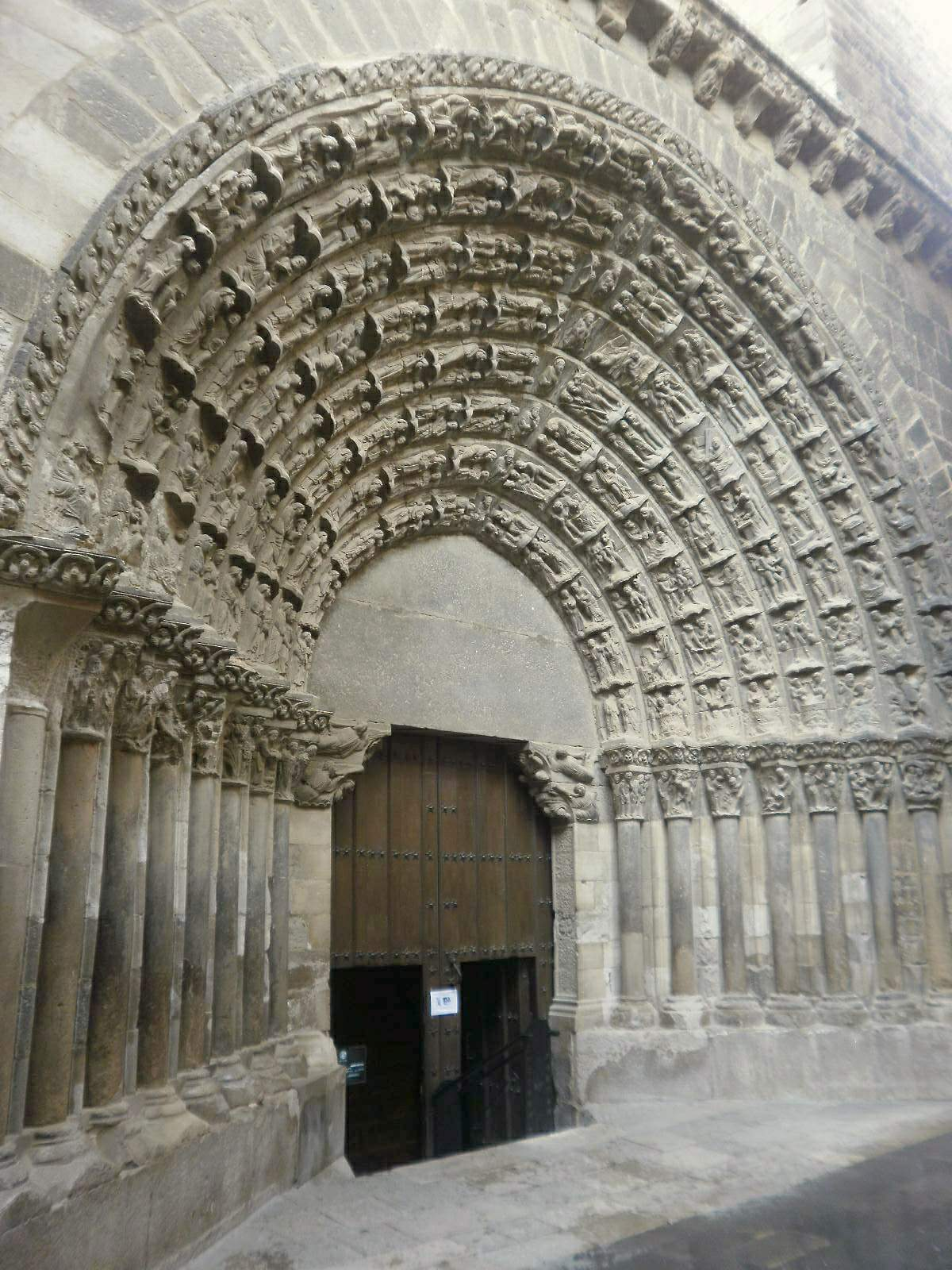
Façade du Jugement de la cathédrale de Tudela.
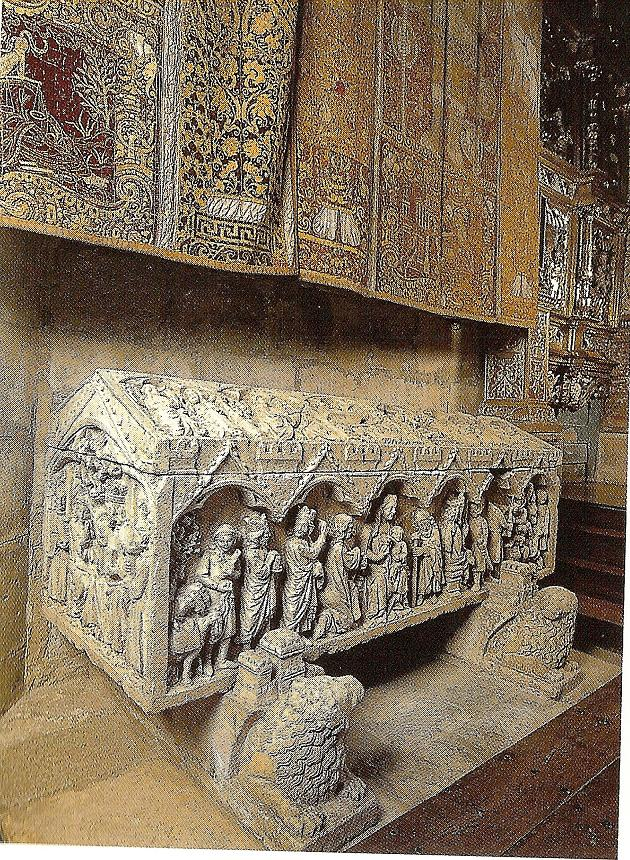
Tombe de l'Infante Doña Berenguela, Monastère de Santa María la Real de Las Huelgas.
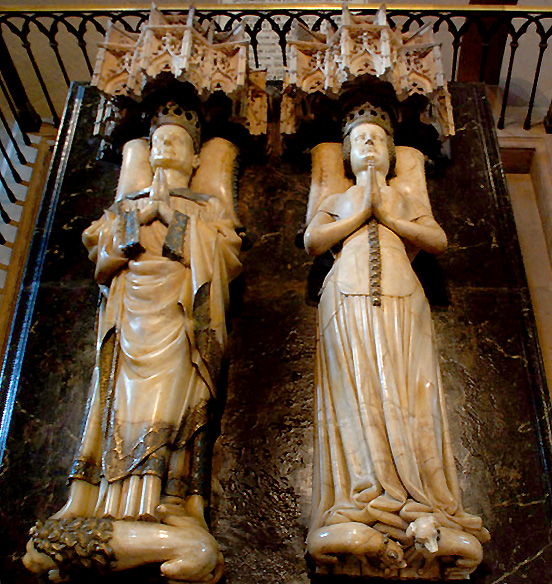
Tombeau de Charles III de Navarre dans la cathédrale de Pampelune, par Janin Lomme, 1413-1419.
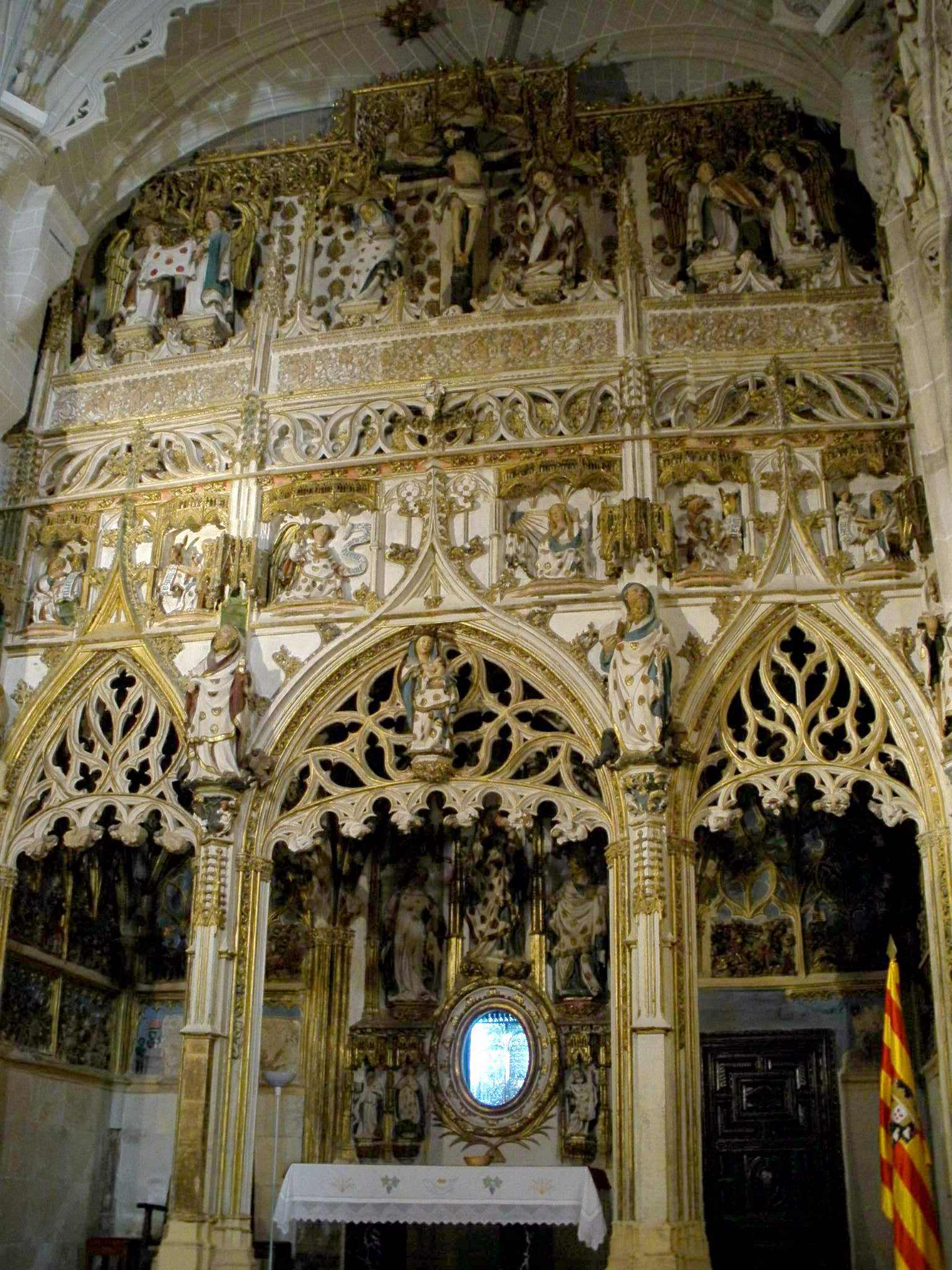
Chapelle des caporaux dans la collégiale de Daroca, par Juan de la Huerta, vers 1460.
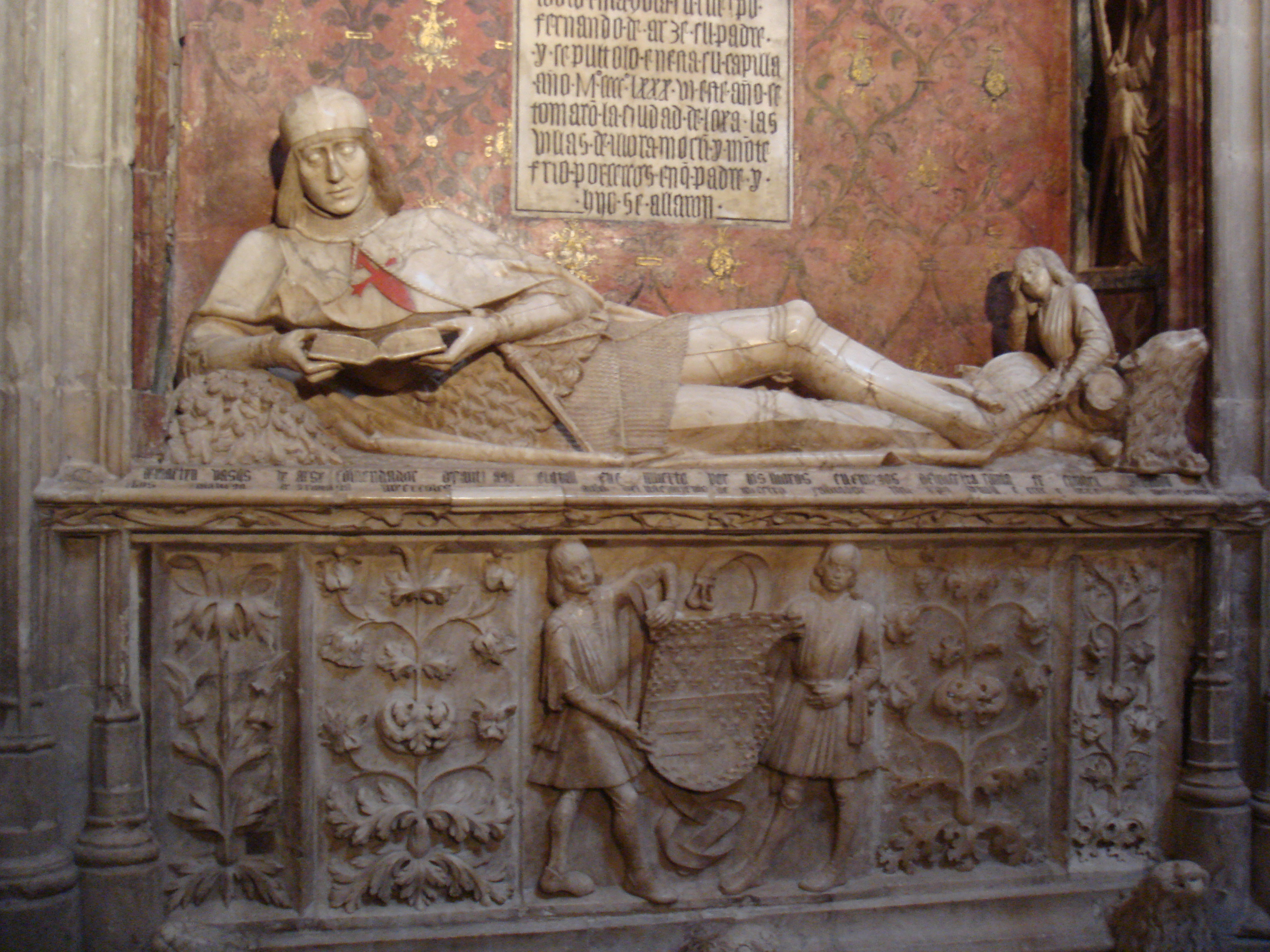
Tombe du Doncel de Sigüenza, dont la paternité est débattue, vers 1490.
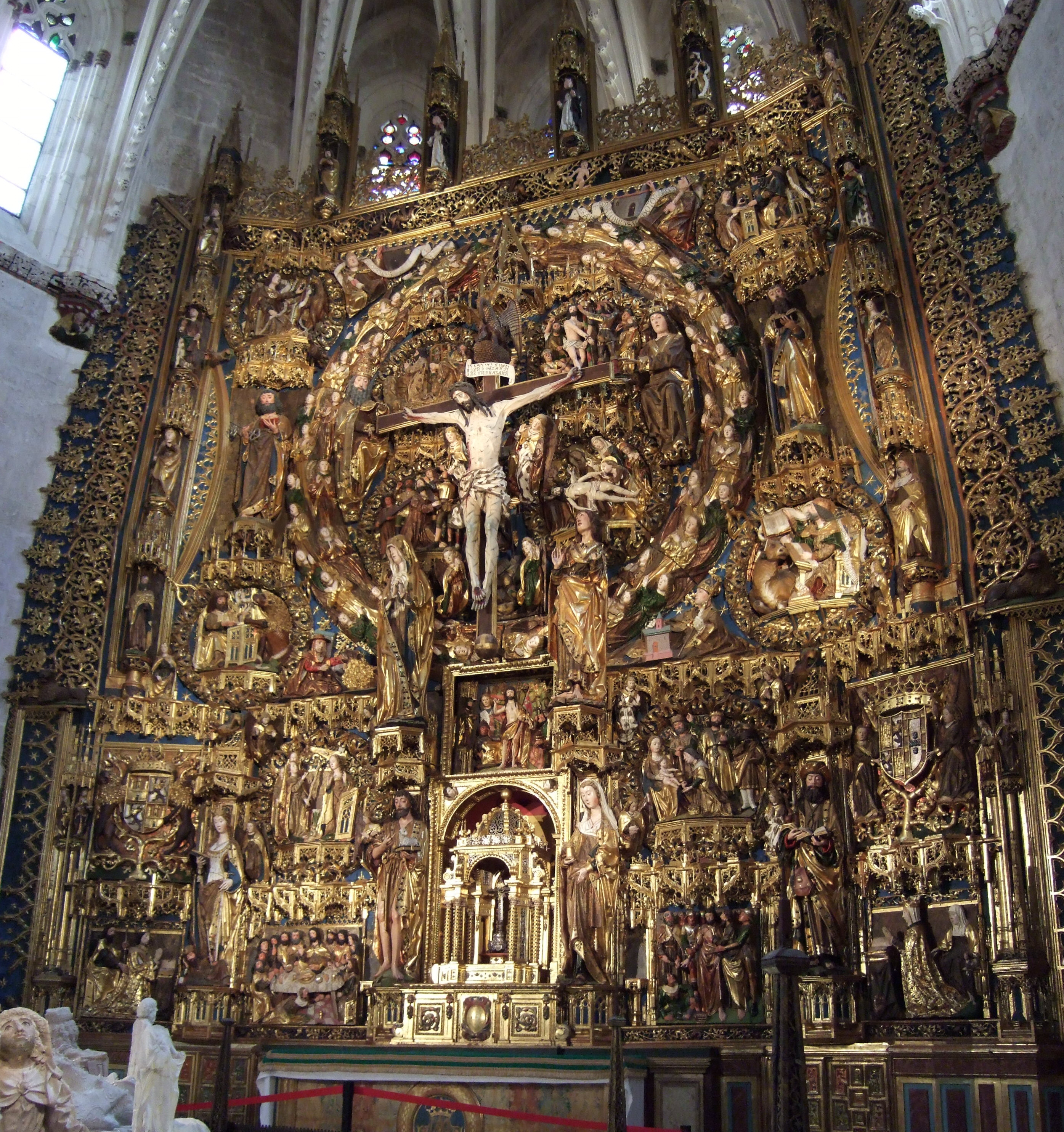
Retable principal de la chartreuse de Miraflores, par Gil de Siloé, 1496-1499.

## Âge moderne

### Sculpture Renaissance et maniériste

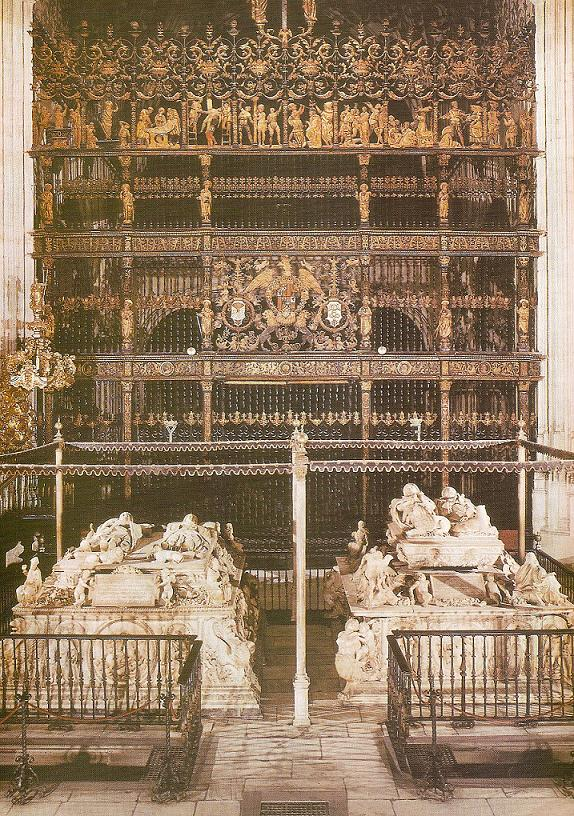
Tombeau des Rois Catholiques, et de Juana la Loca et Philippe Ier le Beau, par Domenico Fancelli et, respectivement, dans la chapelle royale de Grenade.

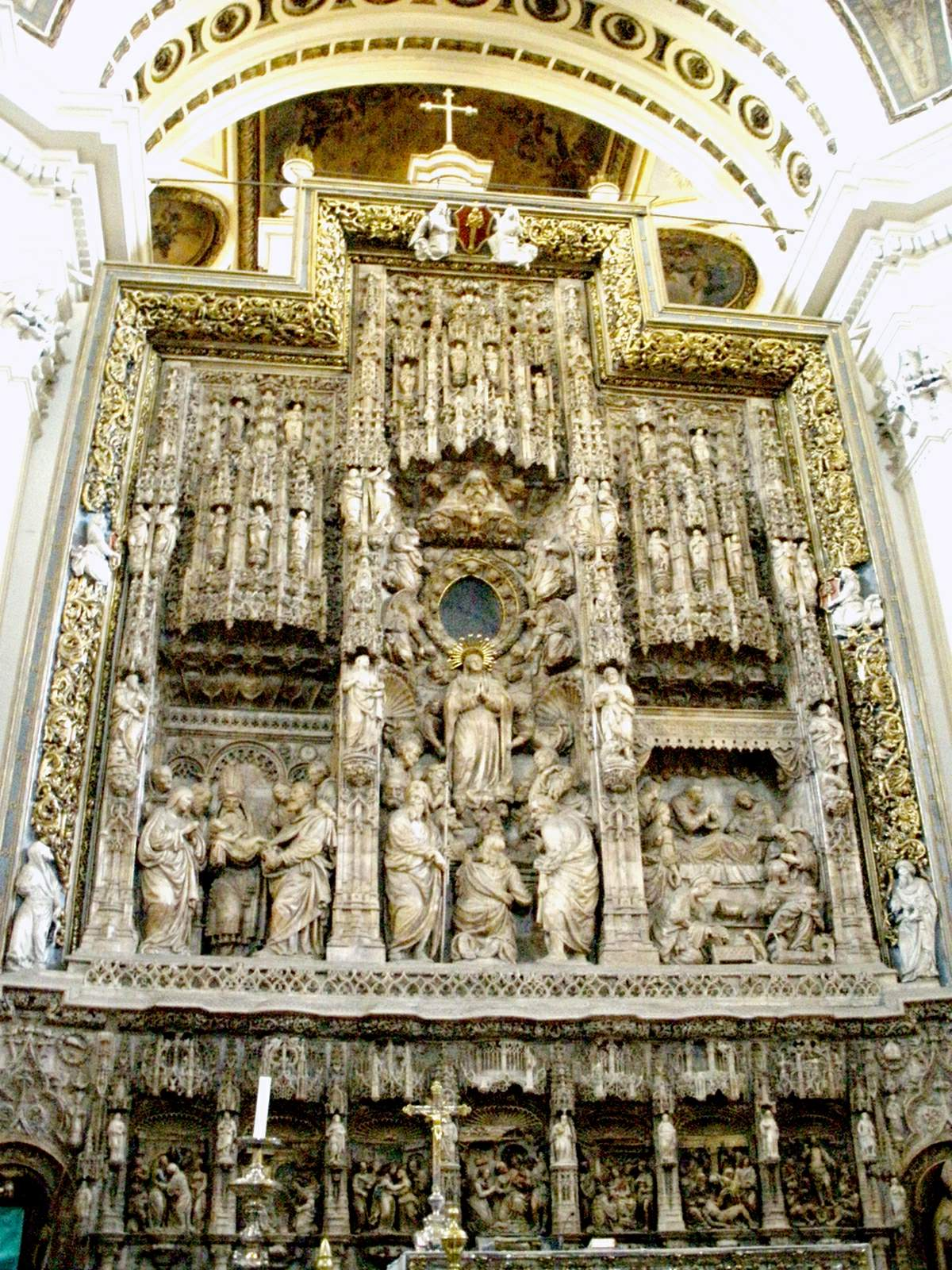
, par Damián Forment, 1512-1518.

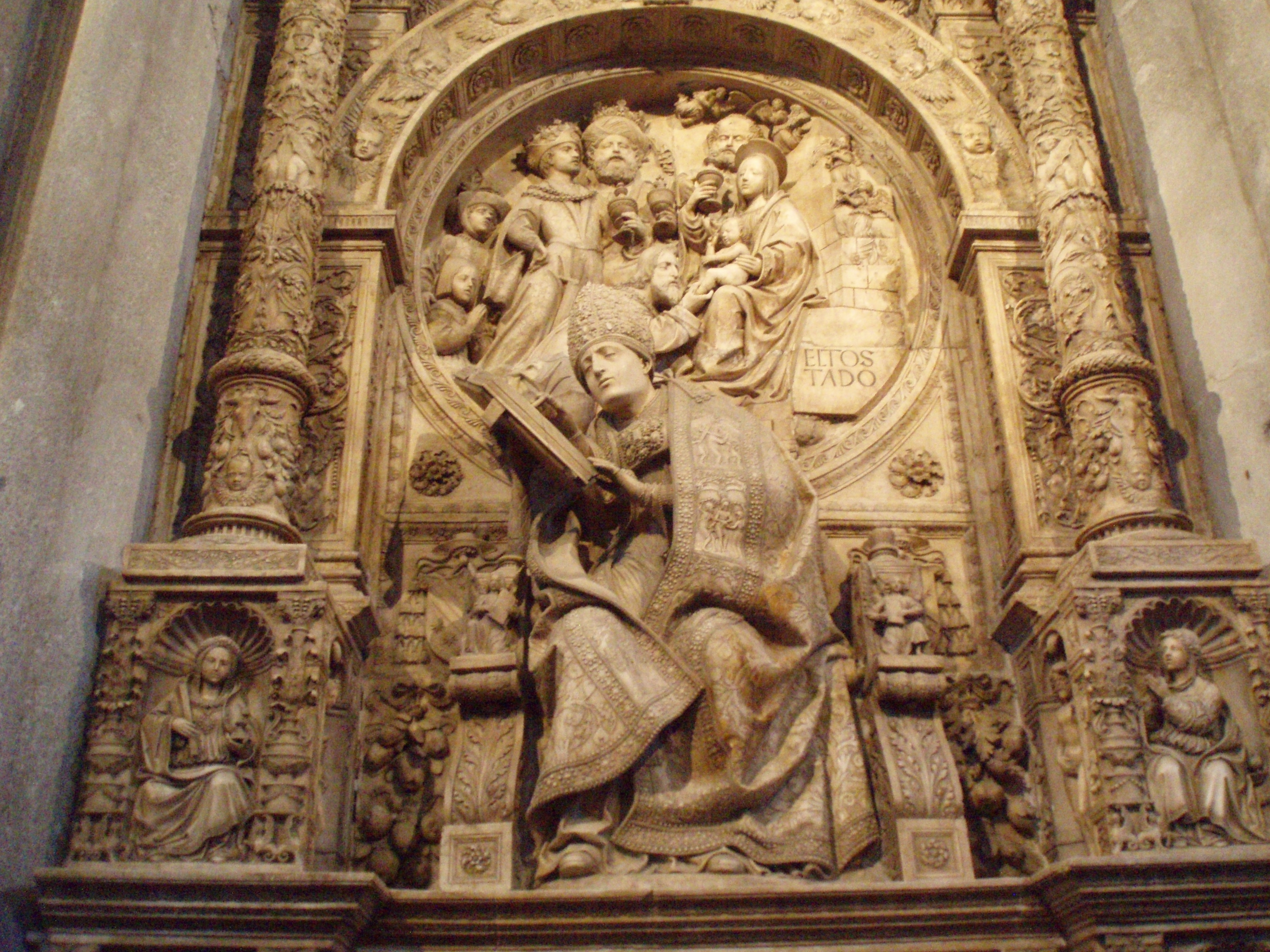
Tombe d'El Tostado, par Vasco de Zarza, 1520-1524.

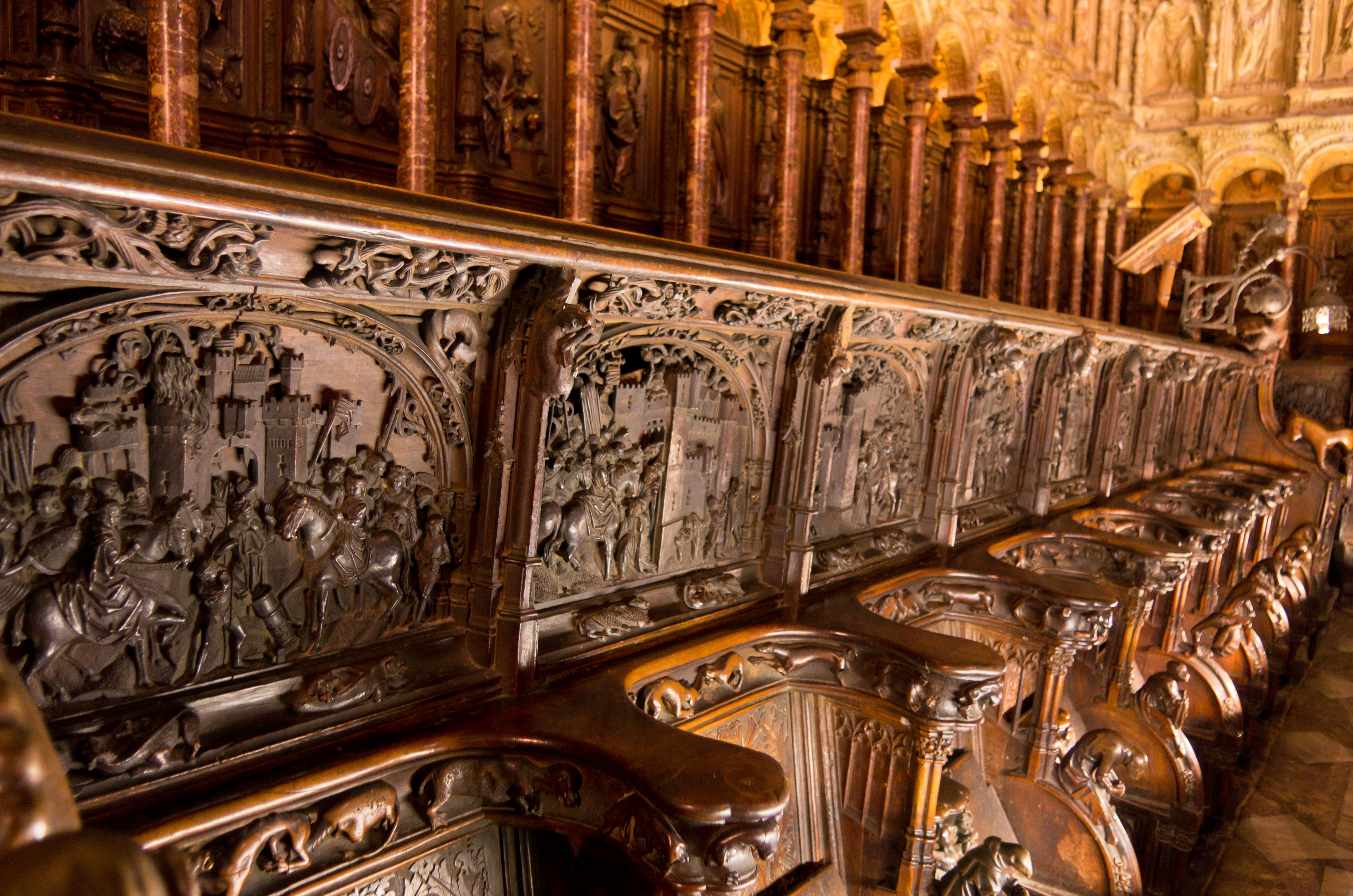
Stalles du chœur de la cathédrale de Tolède, par Rodrigo Alemán.

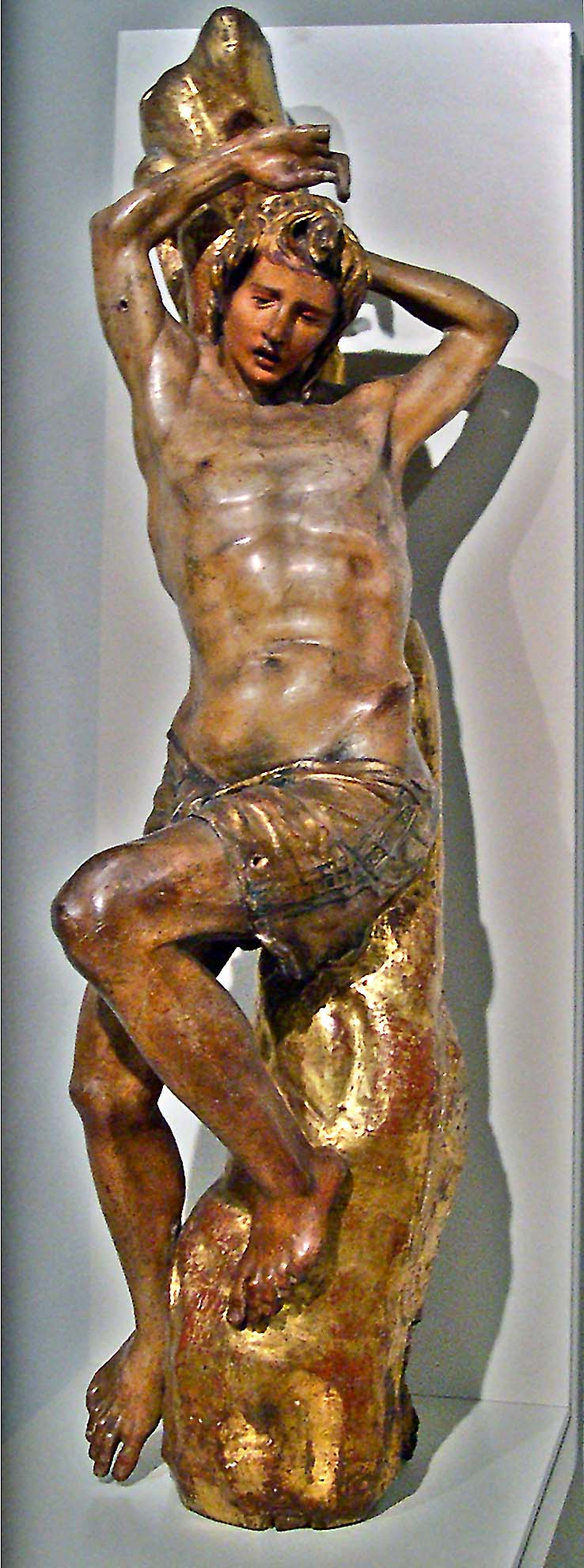
Saint Sébastien du, par Alonso Berruguete, 1527-1532.

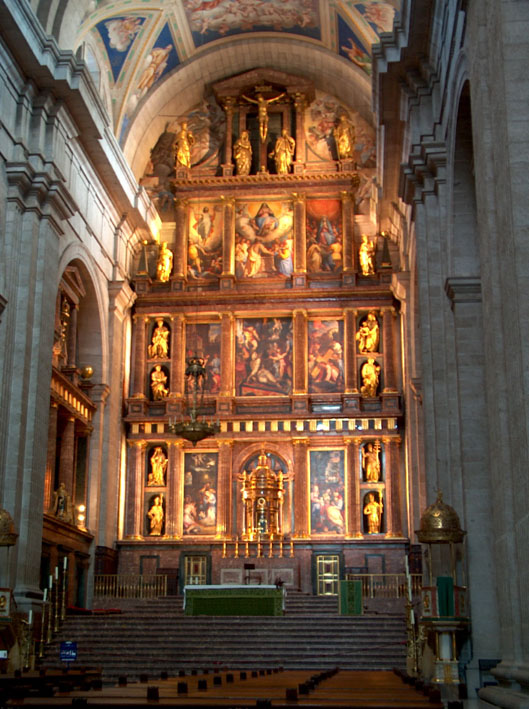
Retable du maître-autel de la (1583-1586), l'une des plus grandes entreprises artistiques du XVIe siècle, conçu par Juan de Herrera et dirigé par, avec structure et garde de matériaux nobles de, sculptures en bronze de Leon Leoni et Pompeo Leoni et peintures de Federico Zuccaro et Pellegrino Tibaldi (initialement, il était prévu de placer Le Martyre de Saint Laurent, de Titien, une Annonciation de Véronèse et une Nativité du Tintoret, qui ont été reléguées à d'autres endroits dans le Monastère, préférant conserver une unité de style). La voûte présente des fresques de Luca Cambiasso, et les côtés abritent les cénotaphes de la famille royale, œuvre des Leoni.

L'art des Pisans était déjà arrivé en Catalogne en 1339 avec le sépulcre de Santa Eulalia (cathédrale de Barcelone). Près d'un siècle plus tard, certains bas-reliefs ont été sculptés dans le transept de la cathédrale de Valence par le Florentin Giuliano di Nofri, un disciple de Ghiberti, et d'autres par des artisans espagnols. Mais ces essais et tentatives sont restés isolés jusqu'à la véritable pénétration des idées et des formes sculpturales de la Renaissance italienne avec les artistes florentins venus travailler en Espagne à la fin du XVe et au début du XVIe siècle, et le nouveau style s'est répandu à travers les œuvres d'étrangers de diverses nationalités et de quelques Espagnols qui ont appris en Italie. Néanmoins, ce n'est qu'à partir du règne de Charles Quint que le style s'est fermement établi. Ces maîtres florentins étaient le grand marbrier Domenico Fancelli (sépultures de l'Infant D. Juan dans l'église de Santo Tomás de Ávila, 1497, des Rois Catholiques à Grenade et le mausolée mural de Diego Hurtado de Mendoza dans la cathédrale de Séville, 1509) et le spécialiste de la terre cuite Pietro Torrigiano (Saint Jérôme, la Vierge). Très influent également, Giovanni da Nola, du royaume de Naples, qui ne s'est jamais rendu en Espagne, mais qui lui a réalisé une œuvre (le mausolée du vice-roi Ramón Folc de Cardona-Anglesola, 1522).
Le style hispano-flamand dominant tout au long du XVe siècle a évolué pour converger vers le goût italien, un processus visible chez les Egas (qui incluent également Jean Goas, Sebastián de Almonacid et Alonso de Covarrubias) et la famille Siloé (Gil de Siloé et son fils Diego de Siloé - qui ont voyagé en Italie) et le Bourguignon Felipe Bigarny (Bas-reliefs de la Passion avec des ornements plateresques avec une influence italienne dans le retable principal de la cathédrale de Burgos), une partie des stalles du chœur de la cathédrale de Tolède, avec son retable principal - œuvre collective d'un grand groupe d'artistes, marquant la transition entre le gothique et la Renaissance espagnole - et la partie sculpturale du retable de la cathédrale de Palencia).
Dans le deuxième tiers du XVIe siècle, se distingue le Français Jean de Joigny (retables majeurs des églises de Santiago et de La Antigua à Valladolid et autres œuvres à Ségovie, Ciudad Rodrigo et autres villes de Castille). Dans la dernière partie du siècle, les Italiens Leoni (Leone et Pompeo, père et fils) et Jacopo da Trezzo sont appelés à la cour de Philippe II et aux travaux de l'Escorial.
Les sculpteurs espagnols du XVIe siècle sont étiquetés avec différents termes, initialement inventés pour l'architecture (« isabélin » ou « rois catholiques », « cisnerien », « plateresque », « purisme renaissance » ou « Prince Philippe », ou « phase serliane », «maniérisme », « romanisme », « herrerien », etc.), qui s'appliquent au valencien Damián Forment (sous-bassement du retable principal de la cathédrale de Barbastro, de la cathédrale de Santo Domingo de la Calzada et El Pilar de Zaragoza), au catalan Juan Sanz de Tudelilla et La Rioja Arnao de Bruselas (rétrochoeur de la Cathédrale Saint-Sauveur de Saragosse), au français ou catalan Esteban de Obray (es) (stalles du chœur d'El Pilar), Juan Morlanes et Diego Morlanes de Biscaye (père et fils, portail de Santa Engracia de Zaragoza, retable et tombeaux des chapelles de San Bernardo à la Seo - Gil Morlanes el Viejo (es) et Gil Morlanes el Joven (es) sont déjà aragonais -), le Guipuscoan Juan de Ancheta (retable principal de Santa María de Tafalla), à Rodrigo de la Haya (es) et Martín de la Haya (es) (retable principal de la cathédrale de Burgos) de Burgos et Bartolomé Ordóñez (tombes de Cisneros à Alcalá de Henares et de Jeanne la Folle et Philippe le Beau dans la chapelle royale de Grenade), Alonso Berruguete de Palencia (sièges du chœur élevé de la cathédrale de Tolède - en concurrence avec ceux de Felipe Bigarny, ceux de Berruguete sont d'un style plus visiblement classico-italien, tombeau du Cardinal Tavera, buste de Juanelo — d'attribution controversée), l'Andalou Gaspar Becerra (Vierge de la Solitude de l'église de San Isidro à Madrid, ancien retable des Descalzas Reales — détruit par un incendie en 1862 —, retable principal de la cathédrale d'Astorga), par Esteban Jordán de Valladolid (retable principal et tombeau de l'évêque Lagasca dans l'église de Magdalena à Valladolid, retable principal de Santa María de Medina de Rioseco ), et bien d'autres (Jamete, Diego Guillén, Andrés de Nájera, Pedro Arbulo Marguvete, Inocencio Berruguete et Francisco Giralte, Gabriel Joli, Juan Miguel de Urliéns ). Une grande renommée a été acquise par les orfèvres et bronziers Vergara l'Ancien, Cristóbal de Andino, la famille Becerril (Alonso, Francisco, Cristóbal, etc.) et la famille Arfe (en particulier Juan de Arfe ) à qui d'exquises œuvres d'art ecclésiastique meubles. À Saint-Jacques-de-Compostelle, au XVIe siècle, le travail des maîtres azabacheros était remarquable. 

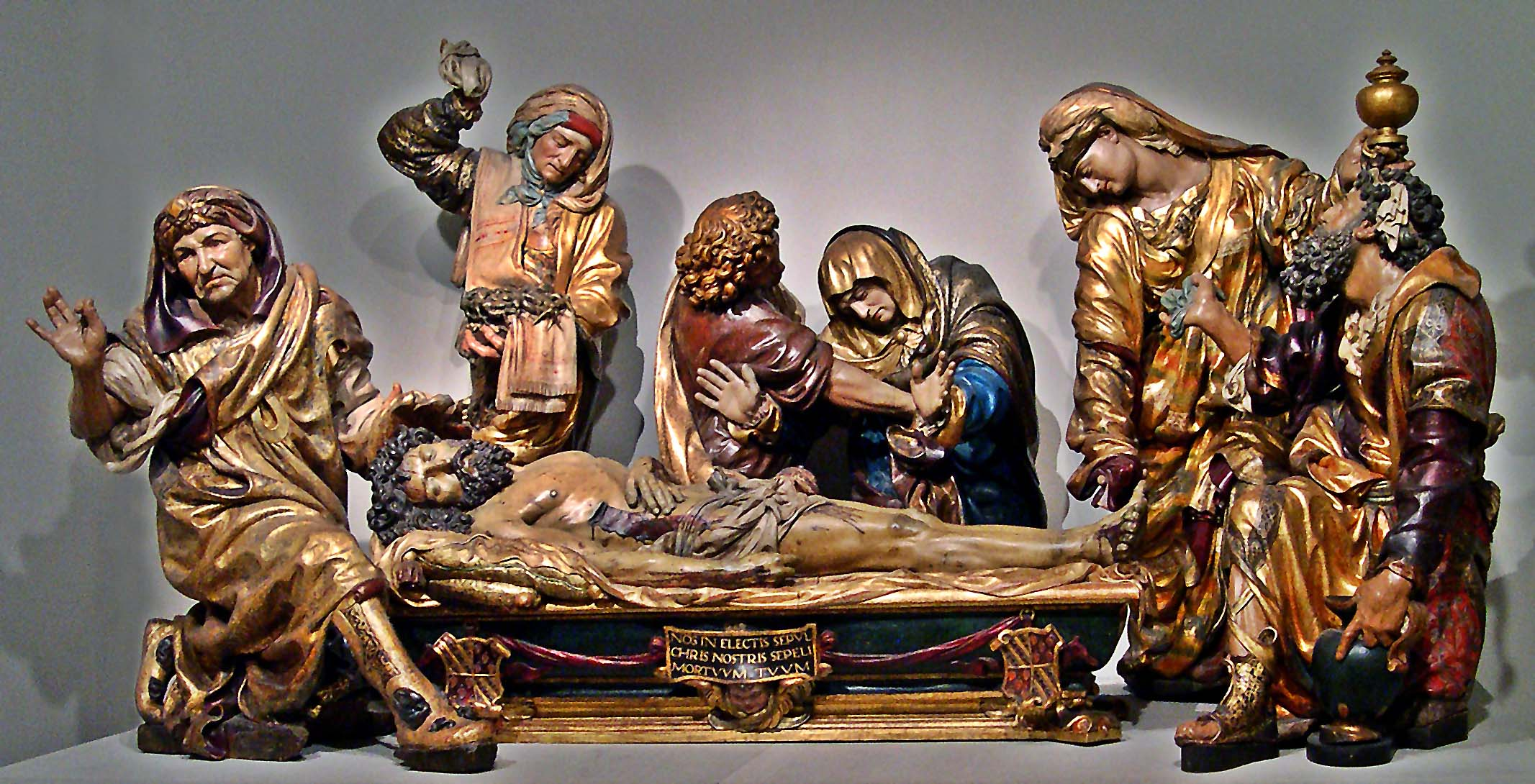
La Mise au tombeau, Juan de Juni (Jean de Joigny), 1541-1545.

### Sculpture baroque

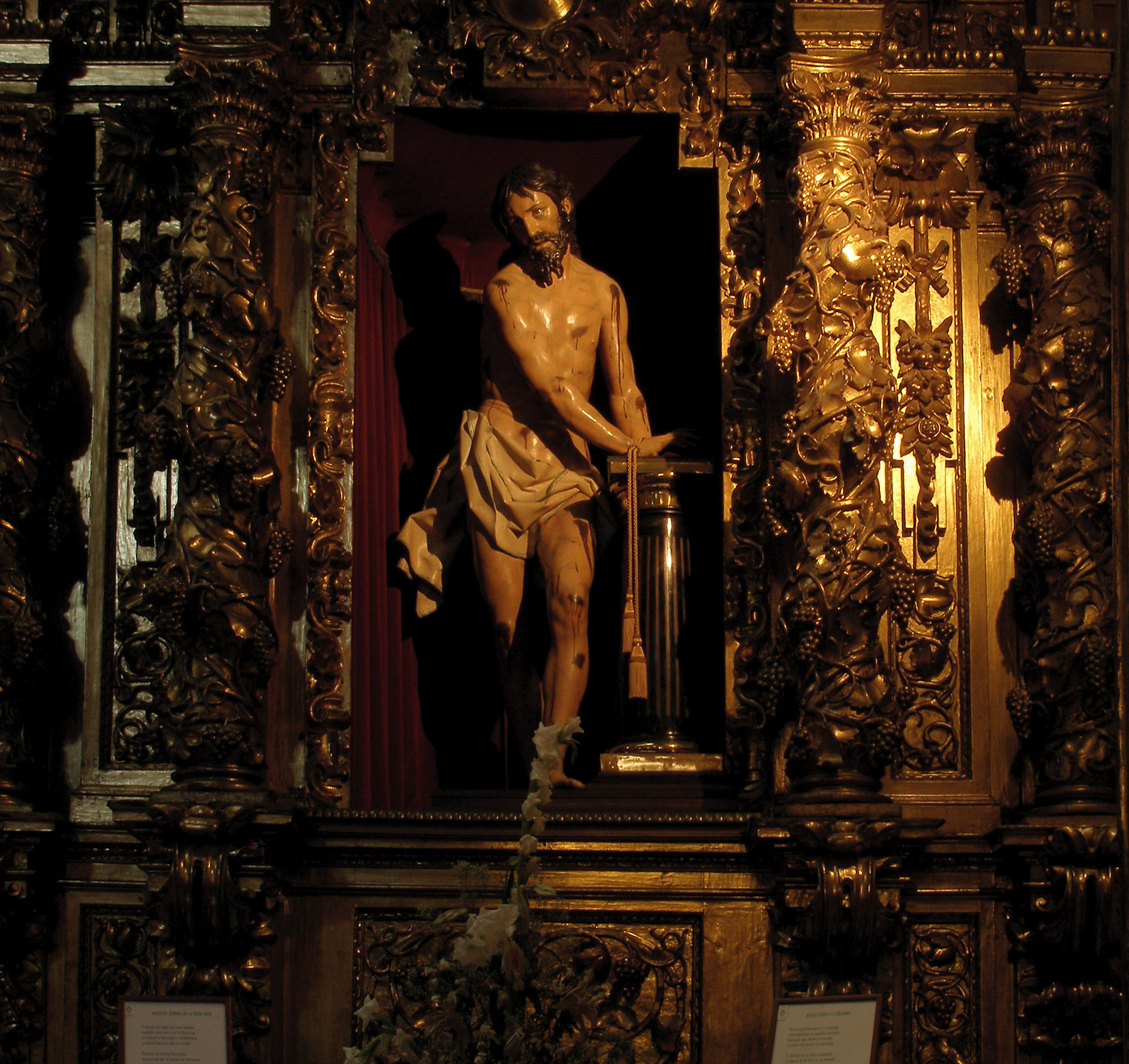
Christ attaché à la colonne, par Gregorio Fernández,.

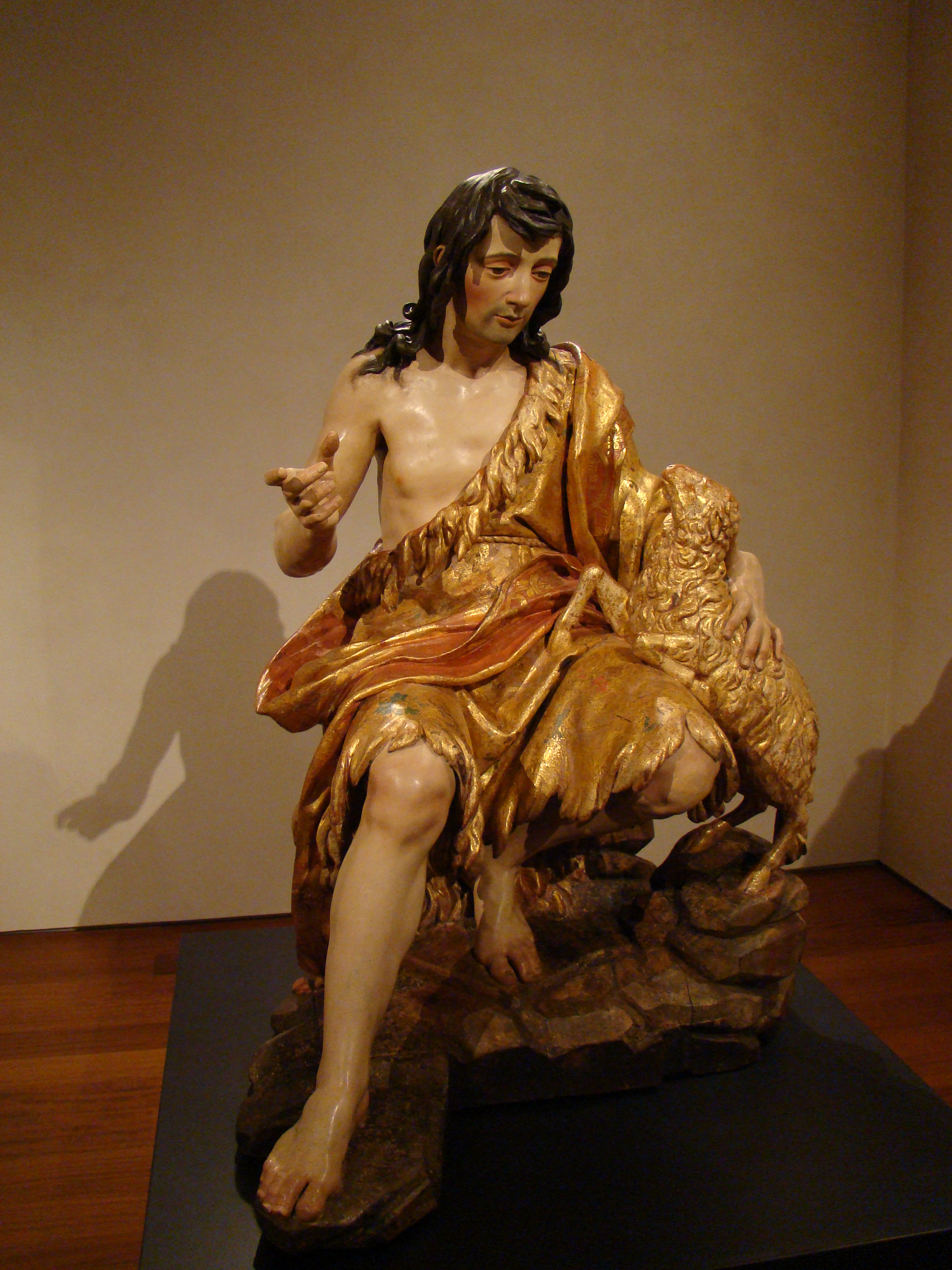
Saint Jean Baptiste, par Alonso Cano, 1634.

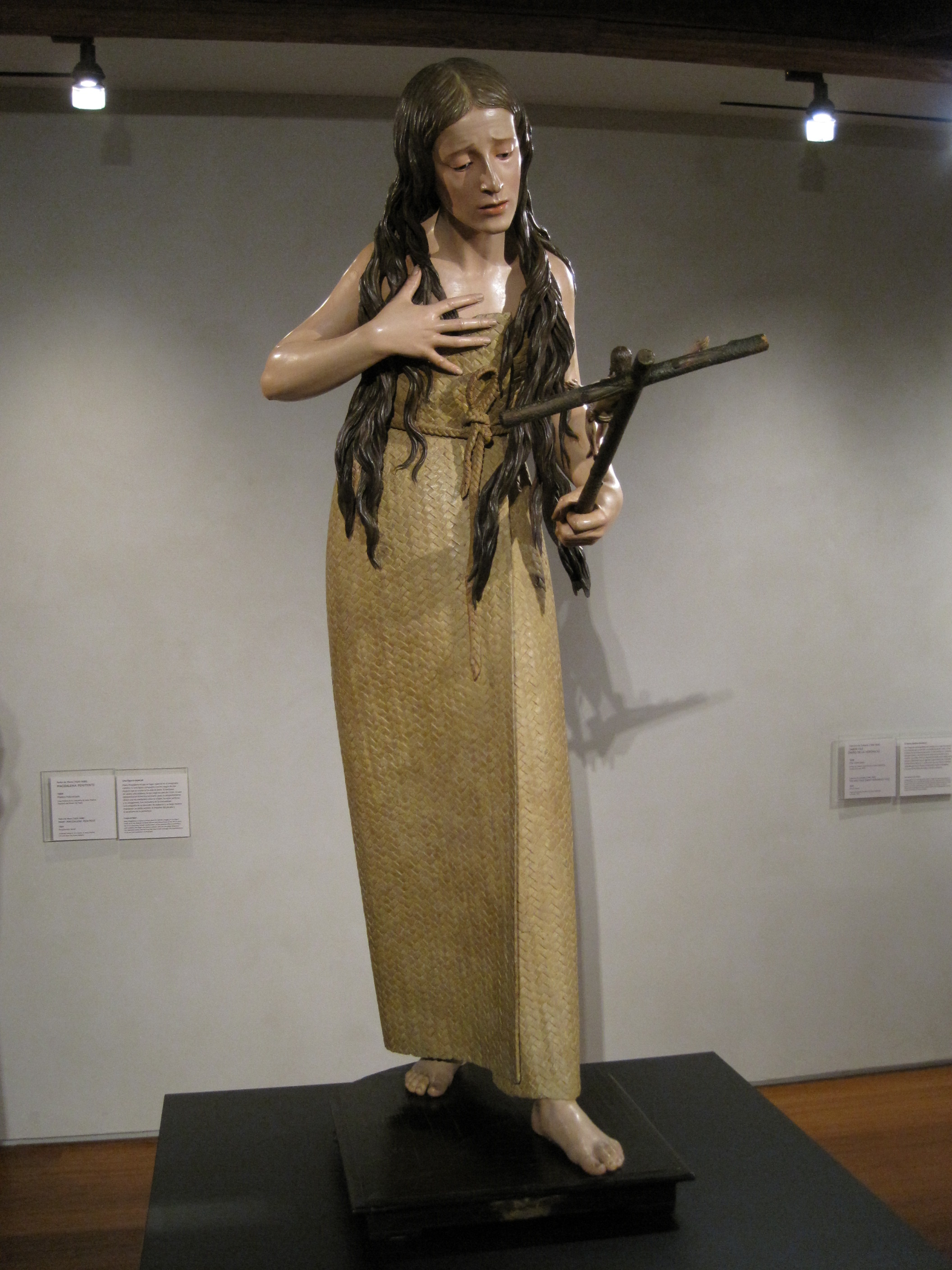
Madeleine pénitente, par Pedro de Mena, 1664.

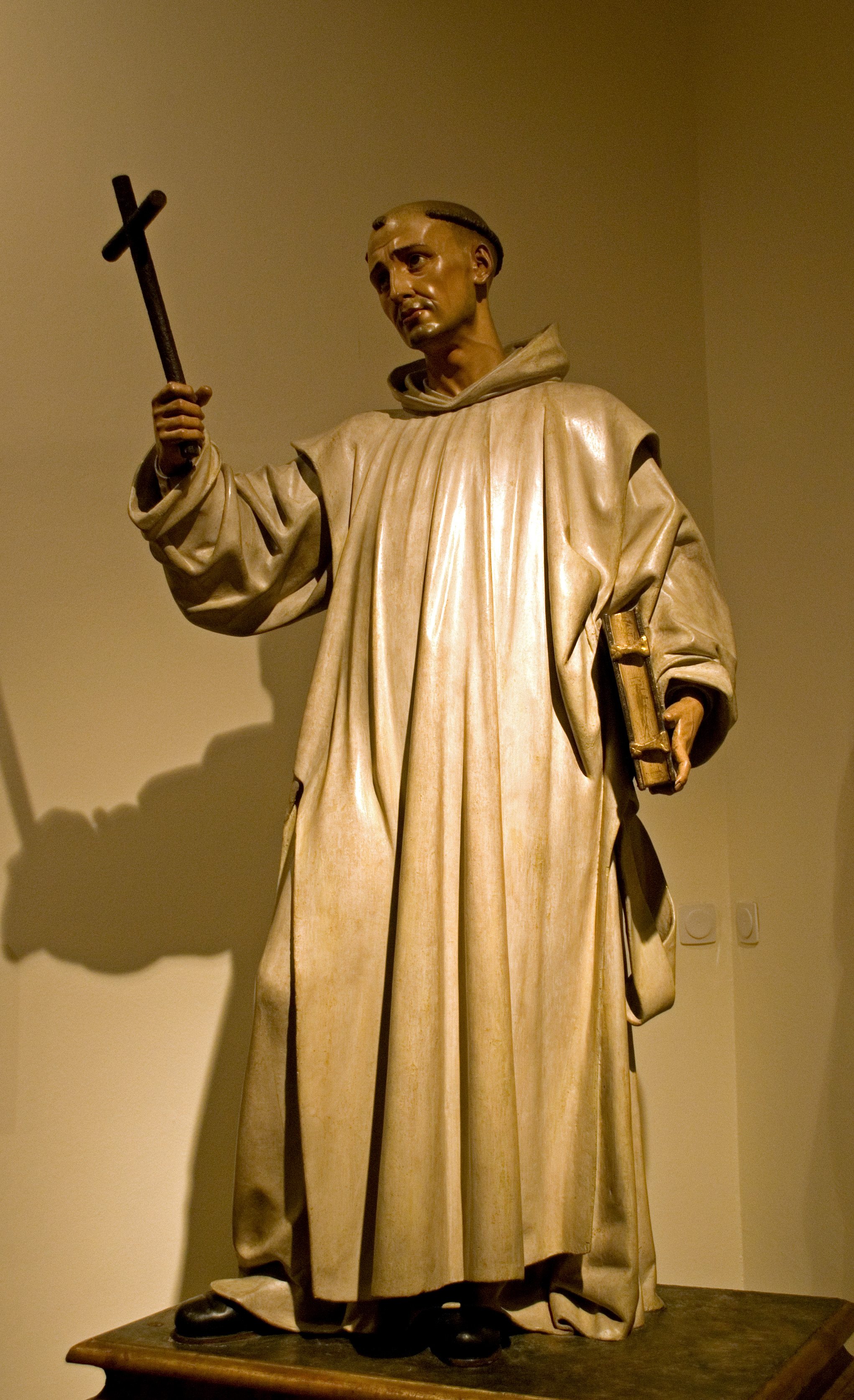
Saint Bruno, par Juan Martínez Montañés, 1632.

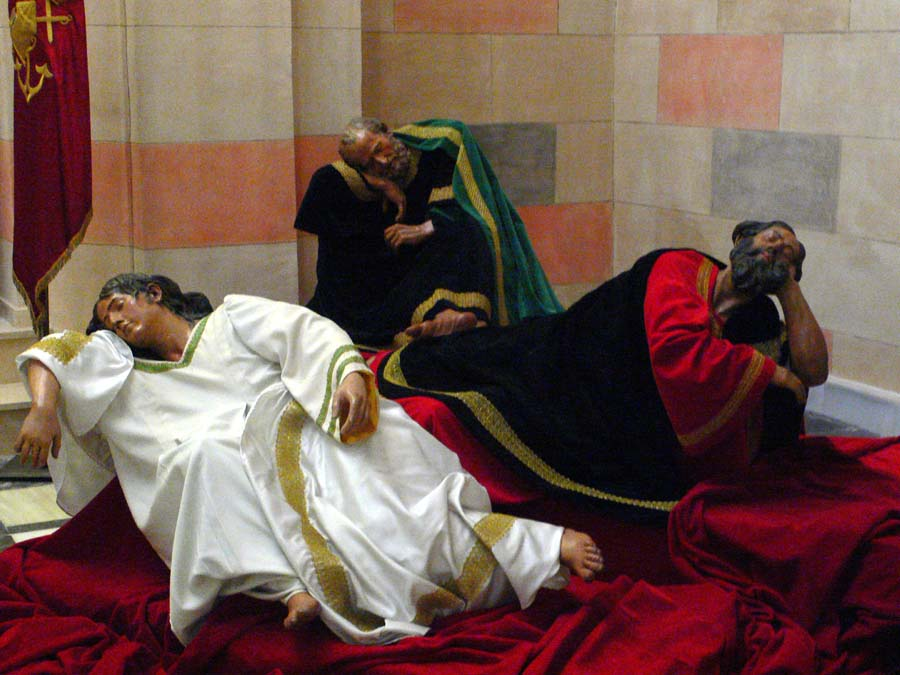
Apôtres endormis dans L'oraison du jardin, de Francisco Salzillo, 1759.

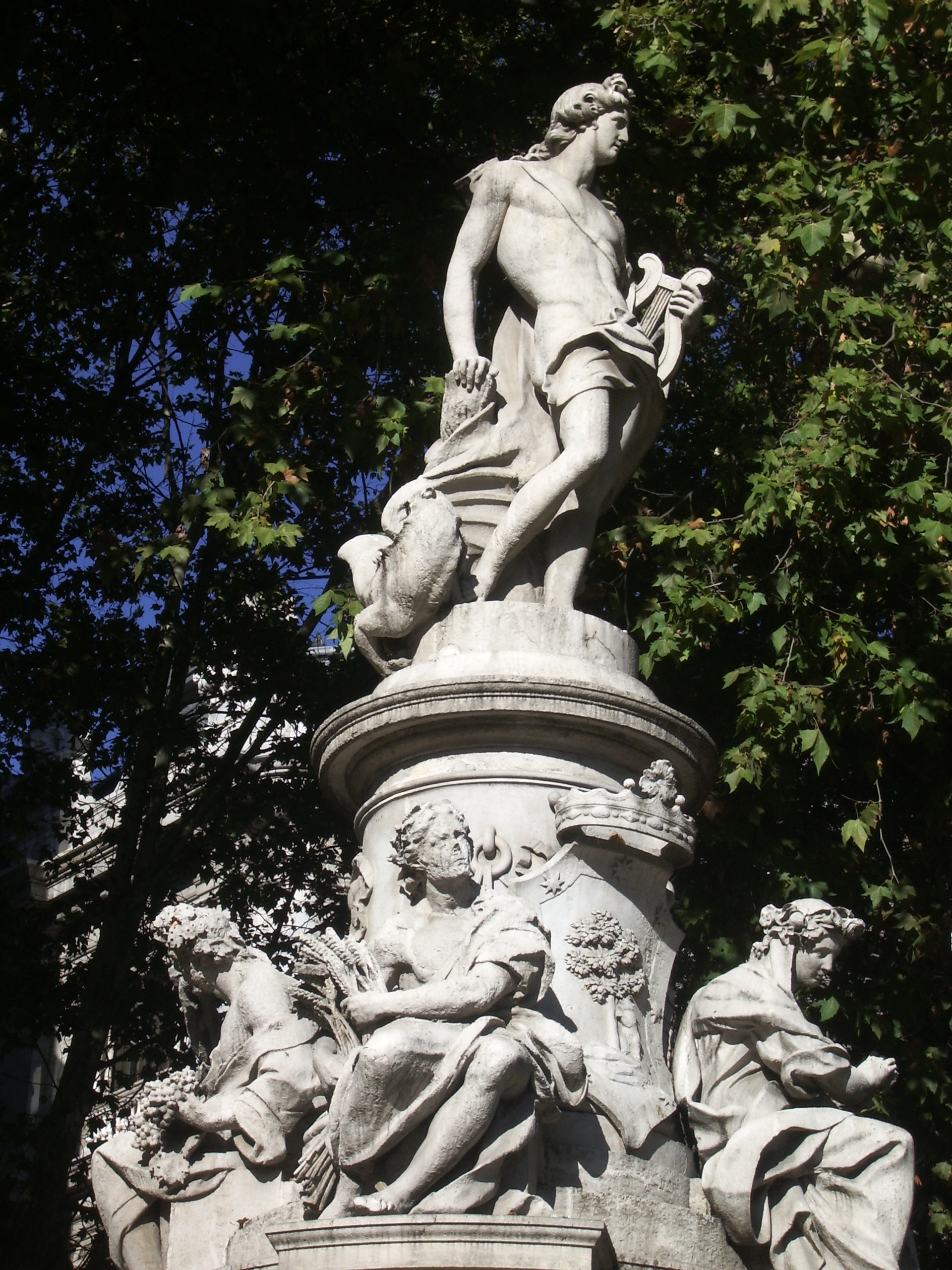
Fontaine d'Apollon, dans le Paseo del Prado à Madrid, projet urbain ambitieux (José de Hermosilla, 1763) qui cherchait à « assainir » le tracé urbain, et à doter la ville d'une promenade animée bordée d'arbres à l'image des fontaines monumentales baroques qui avait débuté dans la Rome du Bernin (du sud au nord : Artichaut, Quatre Fontaines, Neptune, celle d'Apollon et Cybèle).

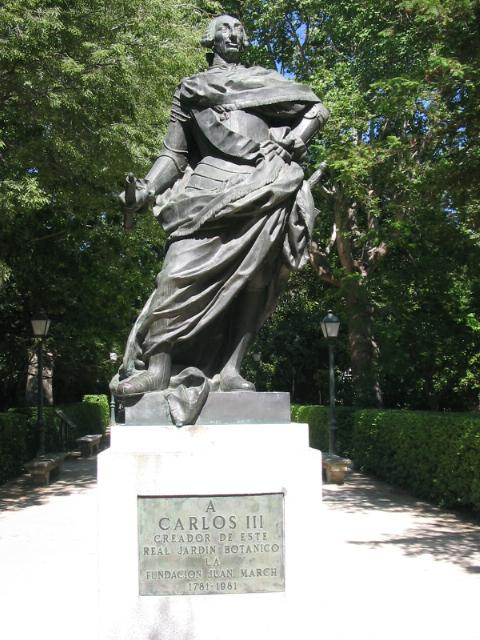
Statue de Carlos III (Charles III) au Jardin botanique de Madrid, l'original de la Plaza Mayor de Burgos), modelée par Alfonso Bergaz et coulée par Domingo Urquiza, 1784.

La sculpture baroque espagnole dépendait presque entièrement des commandes de l'Église, de sorte que la plupart des œuvres étaient des retables pour orner les autels et les marches processionnelles de la Semaine Sainte. La plupart des images ont été réalisées en bois polychrome. Les personnages se caractérisent par leurs gestes et postures très expressifs, avec beaucoup d'émotion et de pathos, afin d'émouvoir. L'objectif était d'impressionner et d'attirer le dévot, conformément aux prescriptions du Concile de Trente (la Contre-Réforme a mis l'accent sur le culte des saints par le biais d'images et de reliques, en réaction à l'opinion contraire de la Réforme protestante) ; la finition parfaite des images, avec l'ajout de postiches pour renforcer leur réalisme (yeux de verre, perruques, vêtements), et même des effets d'articulation et de mouvement réel dans certains cas, et la scénographie, qui leur donne vie comme s'il s'agissait d'un décor de théâtre. Le retable a pris une place prépondérante dans les espaces religieux, tant par sa taille, qui s'est agrandie au fil du temps, que par sa complexité et son spectaculaire, qui ont atteint leur apogée. Pratiquement toutes les disciplines artistiques (architecture, ciselure, polychromie, or) participent à sa réalisation. Des typologies spécifiques, telles que le retable-reliquaire, le retable-scène, le baldaquin, etc., bien qu'elles n'apparaissent pas au baroque, atteignirent alors leur expression maximale.
Chronologiquement et du point de vue du style, on peut distinguer deux phases dans la sculpture baroque espagnole :
Le classicisme ou plein baroque qui, à partir du maniérisme à la fin du XVIe siècle, dure jusqu'à la fin du XVIIe (et qui, en raison de sa durée, est également sujette à subdivision). Elle se base sur les présupposés classicistes, enracinés dans les racines de la Renaissance et du Maniérisme, imposés par le grand programme sculptural de l'Escorial, et progresse vers un plus grand naturalisme au fur et à mesure que le siècle avance, en recherchant la vraisemblance dans la représentation, qui n'est pas en contradiction avec la théâtralité. Il y avait deux écoles fondamentales : la castillane, avec des centres à Valladolid et Madrid, caractérisée par la sévérité, l'austérité et le réalisme, représentée par Francisco del Rincón (es) et Gregorio Fernández ; et l'école andalouse, avec des centres à Grenade et à Séville, plus artificiels, parfois couverts d'idéalisme, avec des professeurs tels que Juan Martínez Montañés, Alonso Cano, Alonso de Mena (es) et Pedro de Mena, José de Mora (es), Pedro Roldán et sa fille Luisa (la Roldana). Il convient de souligner l'influence de l'école sévillane sur le développement de la sculpture dans les territoires américains, tant par l'exportation continue d'œuvres que par l'établissement outre-mer d'artistes formés dans ses ateliers. Au milieu du XVIIe siècle, le portugais Manuel Pereira (es) (deux célèbres statues de saint Bruno) s'installe à Madrid.
Le baroque triomphant, de la fin du XVIIe siècle, prolongé dans la première moitié du XVIIIe siècle, lorsque le goût des cours européennes se convertit au style rococo. Le spectaculaire l'emporte sur le réalisme. La spectacularité triomphe du vérisme. L'objectif était d'étonner les fidèles par la richesse des matériaux et des formes, l'éclat de l'or et les dessins grandioses et compliqués. Les sculptures isolées, les retables et les chars de procession sont devenus plus sophistiqués, avec l'utilisation de postiches, de retables de scène et de polychromies très riches devenant la norme. Les représentations humaines tendent vers une certaine idéalisation, recherchant la grâce et la douceur, par opposition à l'approche de la réalité de la première période. Ce changement de goût n'est pas sans rapport avec l'arrivée de la dynastie française des Bourbons sur le trône d'Espagne, qui a importé de nouvelles modes et de nouveaux goûts qui se sont rapidement imposés. À l'époque, dominés par les spectaculaires portails et retables de José de Ribera, Fernando de Casas Novoa et les Churrigueras, des sculpteurs tels que Narciso Tomé ou Francisco Salzillo se sont démarqués.
La sculpture hispanique se simplifie et devient plus austère dans la seconde moitié du XVIIIe siècle non pas tant en raison de l'épuisement des formules baroques, qui continuent à être populaires (bien qu'adoucies dans leurs éléments les plus extrêmes -Luis Salvador Carmona (es)-), qu'en raison de l'imposition du nouveau goût néoclassique aux élites par l'Académie royale des Beaux-Arts de San Fernando (fondée en 1752 - ses premiers directeurs furent Juan Domingo Olivieri (es), Felipe de Castro et Juan Pascual de Mena-) et les critiques des Lumières.

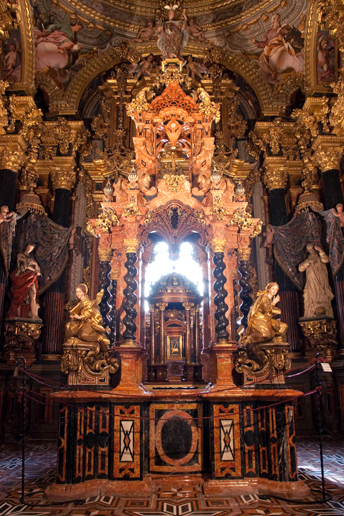
Tabernacle de la Chartreuse de Grenade, par Francisco Hurtado Izquierdo, 1709-1720.
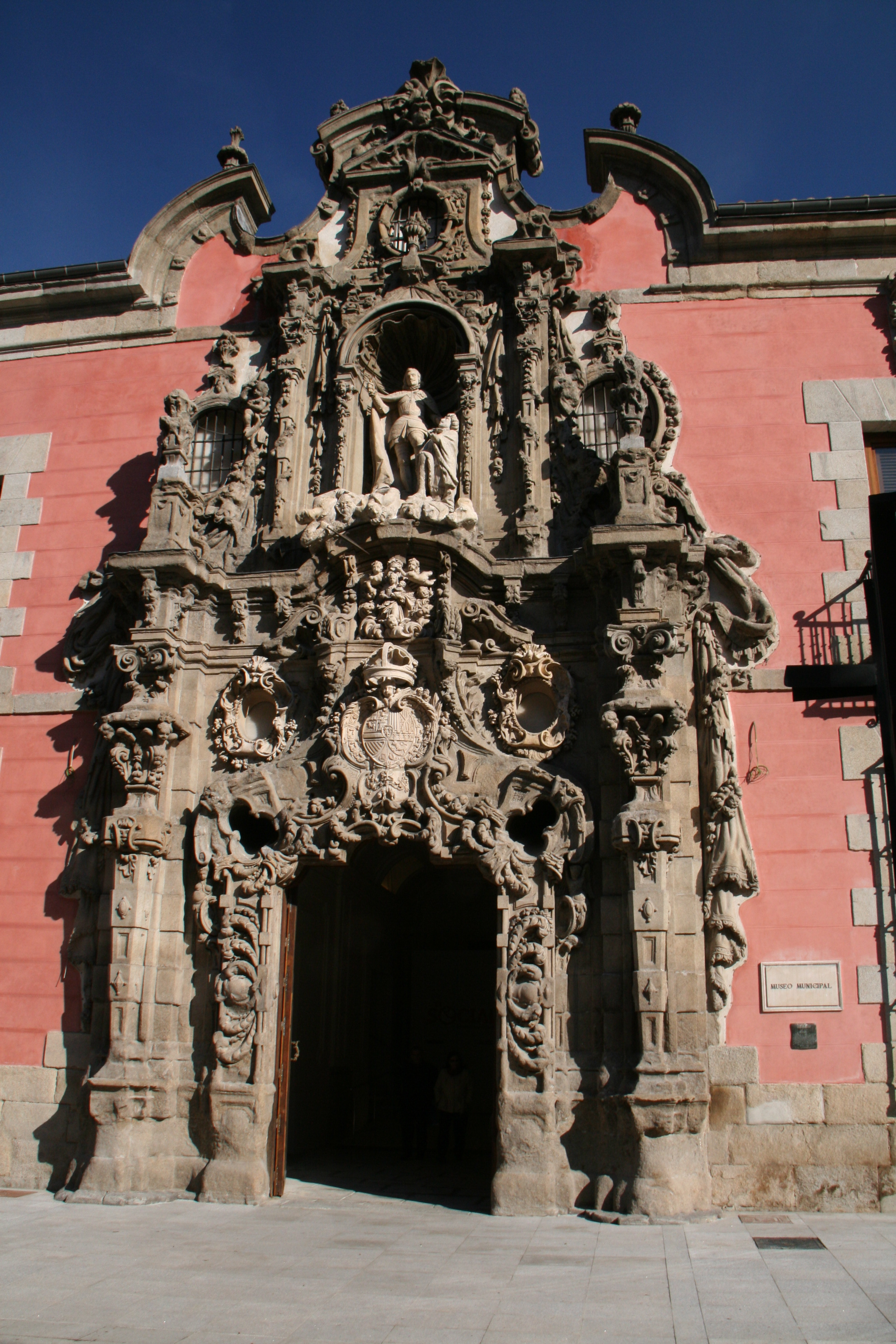
Couverture de l'Hospice royal de San Fernando (Madrid), par Pedro de Ribera, 1726.
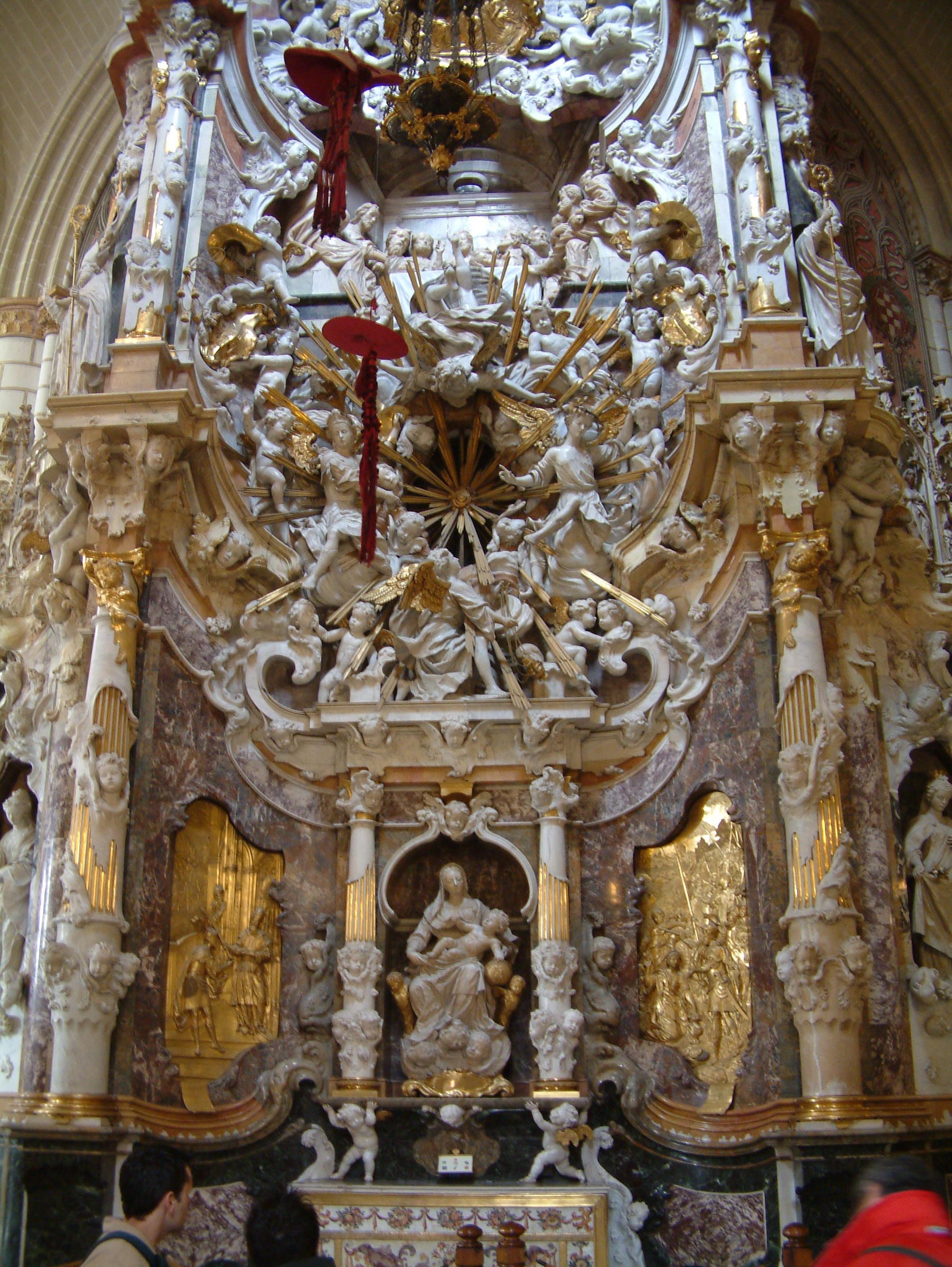
Transparent de la cathédrale de Tolède, par Narciso Tomé, 1729-1732.
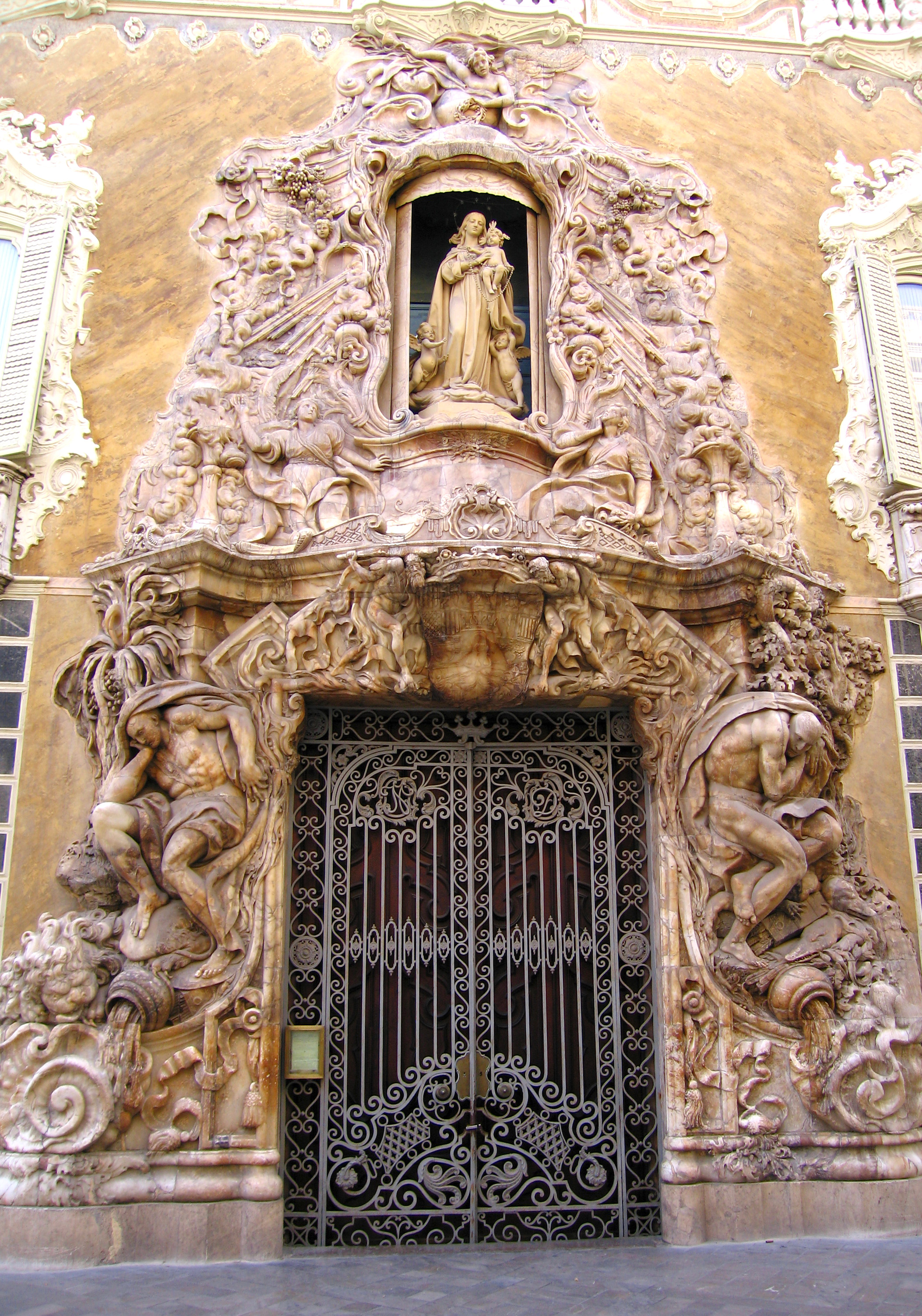
Porte du Palais du Marqués de Dos Aguas, par Ignacio Vergara et Hipólito Rovira, Valence, vers 1740.
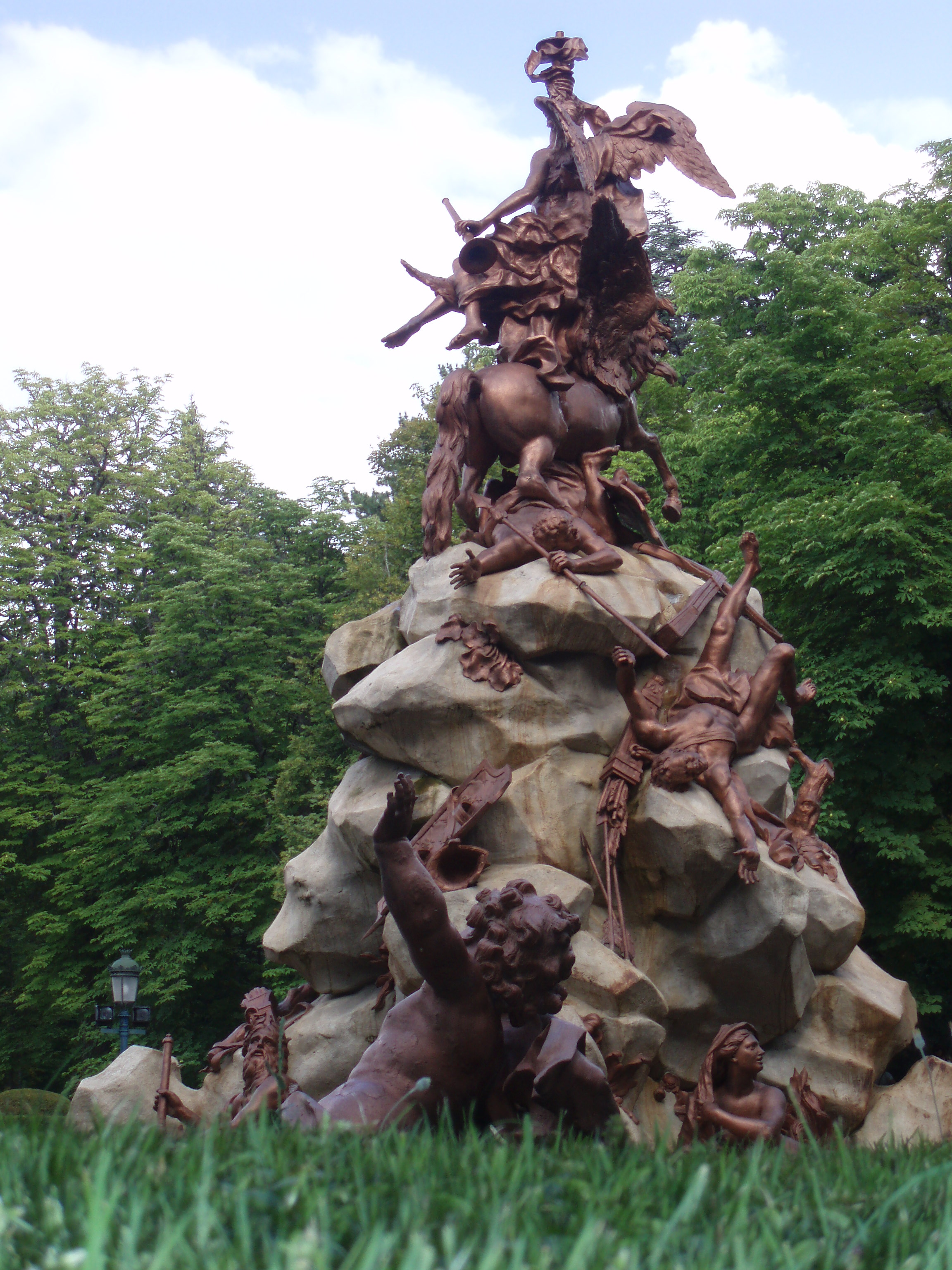
Jardins du palais de La Granja.
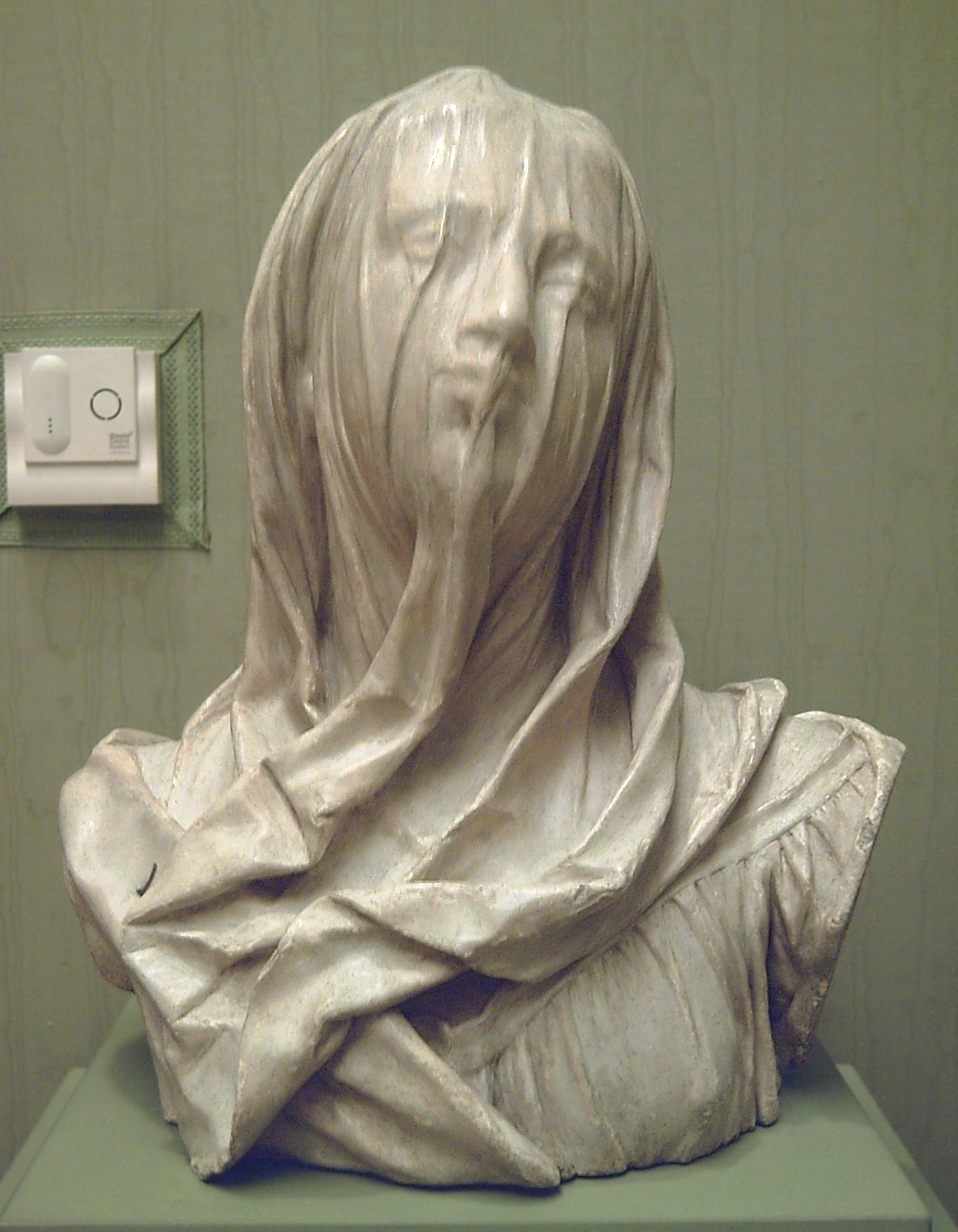
La Foi, par Luis Salvador Carmona, 1753.
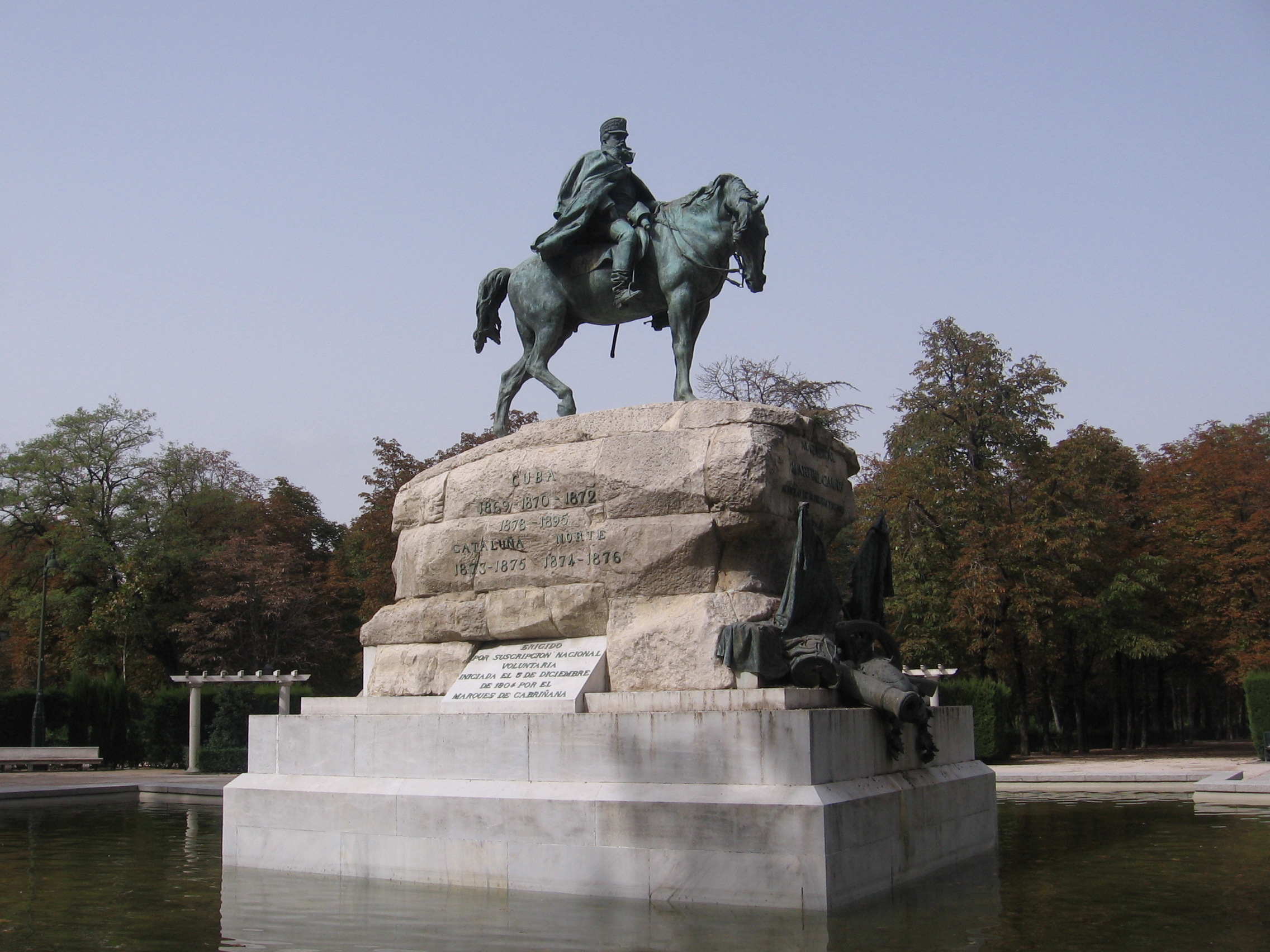
Monument au général Martínez Campos dans le parc du Retiro, par Mariano Benlliure, 1904-1907. La sculpture urbaine à Madrid est particulièrement importante.

## Époque contemporaine

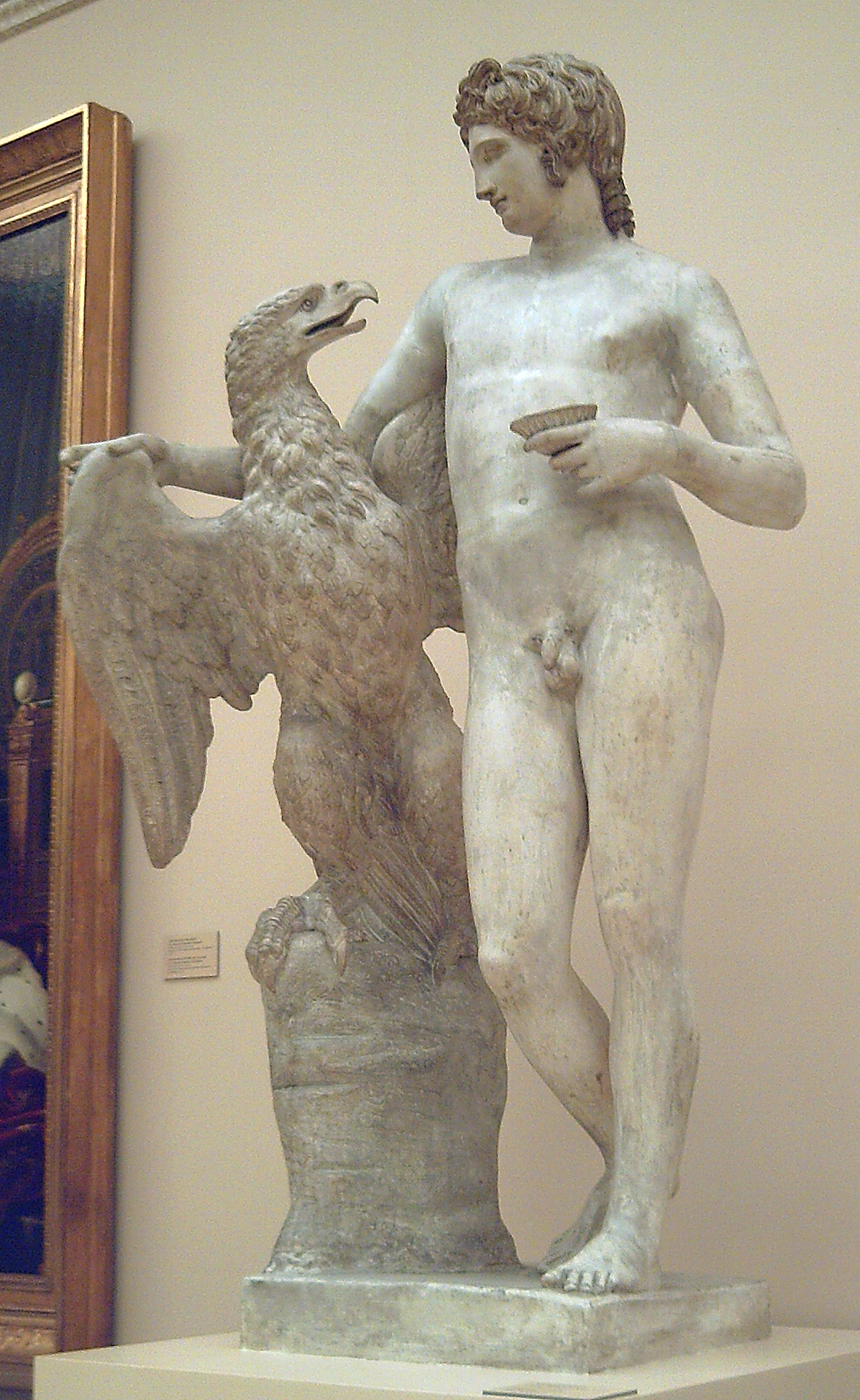
Ganymède, par José Álvarez Cubero, 1804.

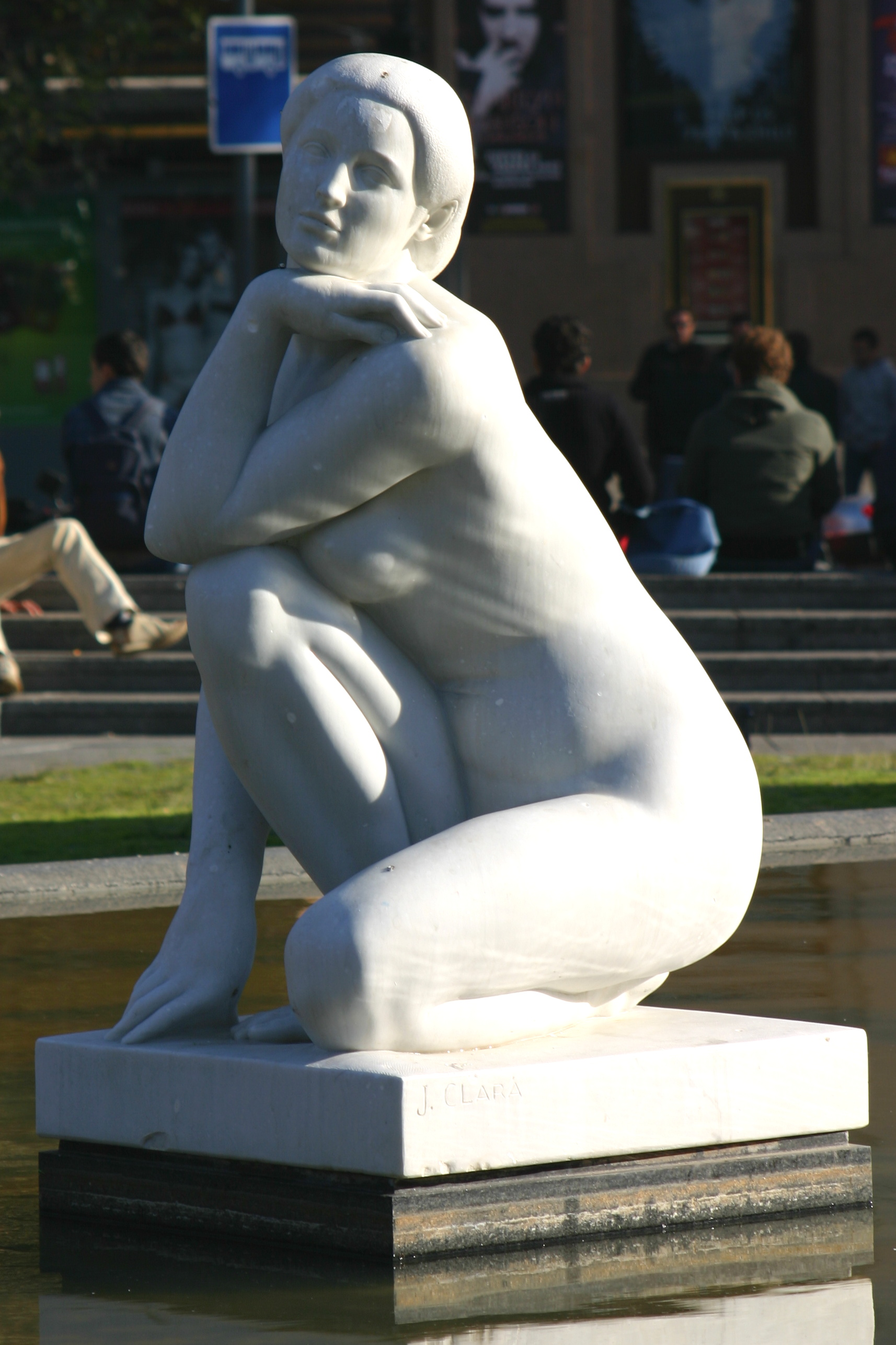
La Déesse, de Josep Clarà, 1909.

### XIXesiècle
Le néoclassicisme de Canova a été introduit en Espagne à la fin du XVIIIe et début du XIXe siècle par le Valencien José Álvarez Cubero, suivi du Catalan Damián Buenaventura Campeny (à qui on doit une série de statues mythologiques à Barcelone, la Lucrèce morte, 1804, et la Vierge du Crucifix de Lépante dans la cathédrale de ladite ville, 1830)  et le Valencien également Manuel Tolsá (statue équestre de Charles IV au Mexique, 1793-1802).
Les sculpteurs les plus remarquables du milieu du XIXe siècle sont Ponciano Ponzano et Sabino Medina. Le choix de thèmes socialement sensibles et les innovations esthétiques modérées qui ont précédé l'éclosion des mouvements d'avant-garde sont l'œuvre des sculpteurs de la fin du XIXe et du début du XXe siècle (Arturo Mélida, Agustín Querol, Ricardo Bellver, Aniceto Marinas, Miguel Blay, Antonio Susillo, Mariano Benlliure). D'autres sculpteurs contemporains, tels que Josep Clará, Josep Llimona, Mateo Inurria, Victorio Macho, Mateo Hernández, Nemesio Mogrovejo, Julio Antonio, Emiliano Barral, Francisco Asorey, Manolo Hugué ou Enric Casanovas, tout en conservant des principes figuratifs, ont cédé la place à l'avant-garde du deuxième tiers du XXe siècle.

### XXesiècle

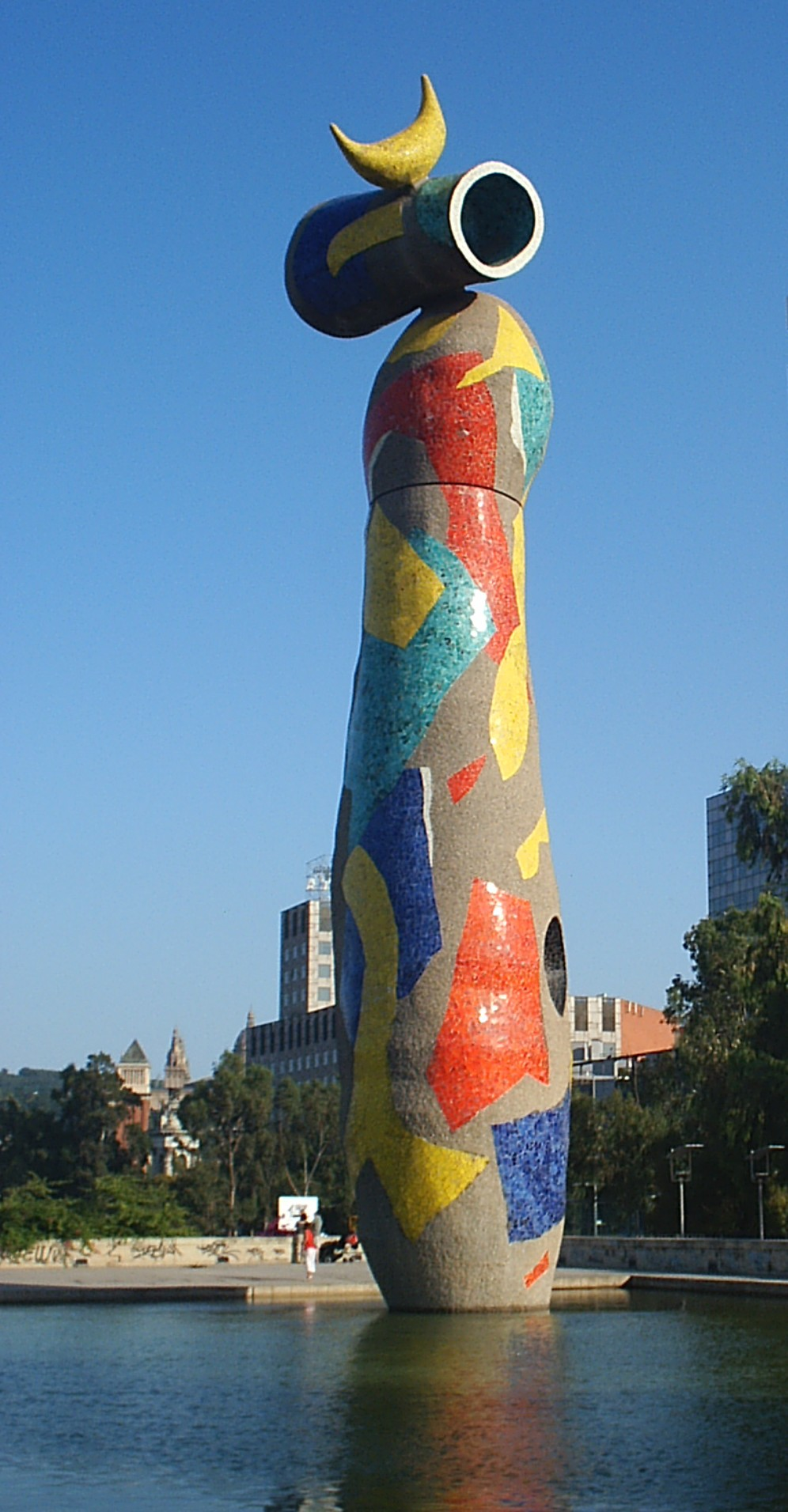
Dona i ocell, de Joan Miró, dans le parc de son nom à Barcelone, 1983.

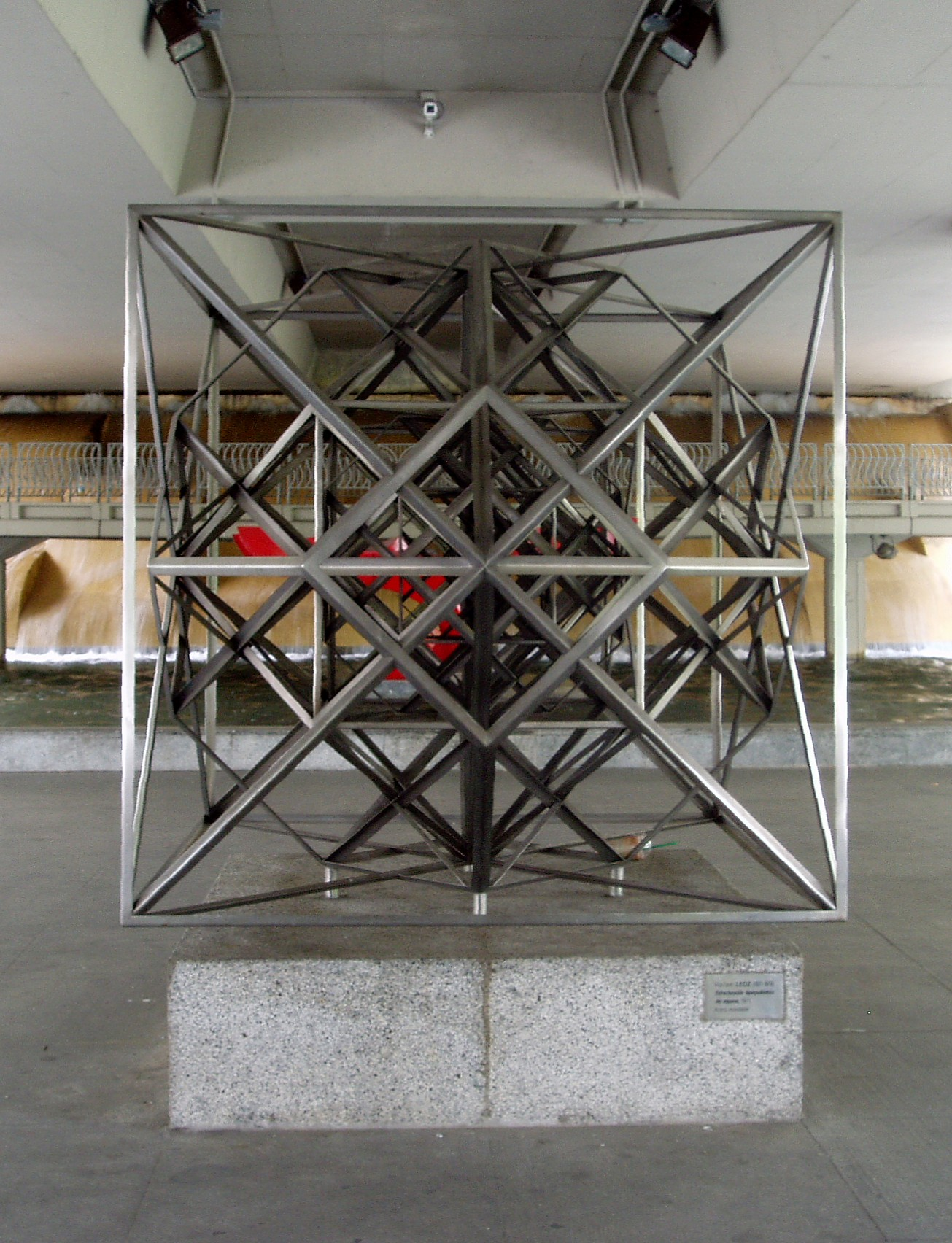
Estructuración hiperpoliédrica del espacio, Rafael Leoz, avant 1975.

Le début du XXe siècle a été une période prometteuse pour la sculpture espagnole. Les personnalités les plus importantes étaient Ángel Ferrant, Alberto Sánchez Pérez, Pablo Gargallo, Julio González et Daniel González Ruiz. Les années 1950, après la période désastreuse de la guerre civile et de l'après-guerre, voient la renaissance de l'art espagnol et plus particulièrement de la sculpture avec les œuvres expressionnistes et abstraites de Pablo Serrano, les travaux de Jorge Oteiza et Eduardo Chillida, chargées de renouveau et de contenu culturel basque, l'abstraction d'Eusebio Sempere, Martín Chirino et Andreu Alfaro et l'hyperréalisme d'Antonio López Garcia.

## Institutions espagnoles liées à la sculpture
- Musée archéologique national (Madrid, 1867). Dans les capitales provinciales, sur la base du travail des Commissions du patrimoine historique et artistique (depuis 1835, avec la confiscation de Mendizábal ) et de la législation successive sur la protection du patrimoine, des musées ont été créés où toutes sortes de découvertes historiques, artistiques et archéologiques ont été collectées. (notamment, collections sculpturales) ; Ils ont reçu des noms différents, généralement le Musée Archéologique Provincial, le Musée Provincial des Beaux-Arts ou similaire. La nouvelle structure autonome de l'État a entraîné la modification de la dénomination et du domaine de compétence de certains d'entre eux à la fin du XXe siècle. Le Musée national d'archéologie sous-marine (Carthagène) a également été créé.
- Musée national d'art romain (Mérida)
- Fondation Santa María la Real - Centre d'études romanes[29] (Aguilar de Campoo).
- Musée national de sculpture (Valladolid).
- Musée du Retable (Burgos).
- Musée Salzillo (Murcie).
- Maison-Musée Benlliure[30] (Valence).
- Musée Pablo Gargallo (Saragosse).
- Musée Pablo Serrano (Saragosse).
- Chillida-Leku.
- Musée d'Oteiza[31] (Pampelune).
- Musée des reproductions artistiques (Madrid -entre 1877 et 2012 -, ses fonds ont été transférés à Valladolid)[32]. Il y a un Musée de Reproductions Bilbao (Bilboko Berreginen)[33].
- Musée de Sculpture en Plein Air de la Castellana ou Musée d'Art Public (Madrid). Musée de sculpture en plein air de Cáceres. Musée de sculpture en plein air d'Alcalá de Henares. Musée de Sculpture de Leganés[34].

Les institutions culturelles généralistes gardent aussi des collections de grande importance :
- Musée national d'art de Catalogne (Barcelone).
- Musée du Prado (Madrid -ouvert en tant que "Musée National de Peinture et Sculpture"-).
- Académie Royale des Beaux-Arts de San Fernando (Madrid).
- Centre d'art Reina Sofía (Madrid).
- Fondation Juan March.

Les musées diocésains rassemblent généralement, aux abords des cathédrales ou des palais épiscopaux de chaque siège, des collections d'art sacré réunies avec des fonds de tout le diocèse, comprenant différents types d'échantillons sculpturaux (taille sur pierre et bois, orfèvrerie, ivoires). Les diocèses de Castille et León, à travers la Fondation Las Edades del Hombre, célèbrent chaque année des expositions thématiques notables dans différents bâtiments historiques avec les fonds artistiques ecclésiastiques de ce territoire.